# Liste der Biografien/Ed
Liste der Biografien |
Portal Biografien |
Personensuche
# |
A |
B |
C |
D |
E |
F |
G |
H |
I |
J |
K |
L |
M |
N |
O |
P |
Q |
R |
S |
T |
U |
V |
W |
X |
Y |
Z |
?
 
Ea |
Eb |
Ec |
Ed |
Ee |
Ef |
Eg |
Eh |
Ei |
Ej |
Ek |
El |
Em |
En |
Eo |
Ep |
Eq |
Er |
Es |
Et |
Eu |
Ev |
Ew |
Ex |
Ey |
Ez
Die Liste der Biografien führt alle Personen auf, die in der deutschsprachigen Wikipedia einen Artikel haben. Dieses ist eine Teilliste mit 1222 Einträgen von Personen, deren Namen mit den Buchstaben „Ed“ beginnt.

## Ed
- Ed Doghmy, Achraf (* 1999), marokkanischer Radrennfahrer
- Ed, Christoph Marquard (1809–1885), deutscher Buchdrucker, Verleger, Schriftsteller und Politiker, MdR

### Eda
- Eda, Hiroshi (* 1977), japanischer Fußballspieler
- Eda, Saburō (1907–1977), japanischer sozialdemokratischer Politiker
- Eda, Satsuki (1941–2021), japanischer Politiker
- Eda-Pierre, Christiane (1932–2020), französische Opernsängerin (Sopran)
- Edalat, Negin Azari (* 2002), iranische Leichtathletin
- Edalatian, Pegah (* 1980), deutsche Politikerin (Bündnis 90/Die Grünen)Pegah Edalatian (* 1980)

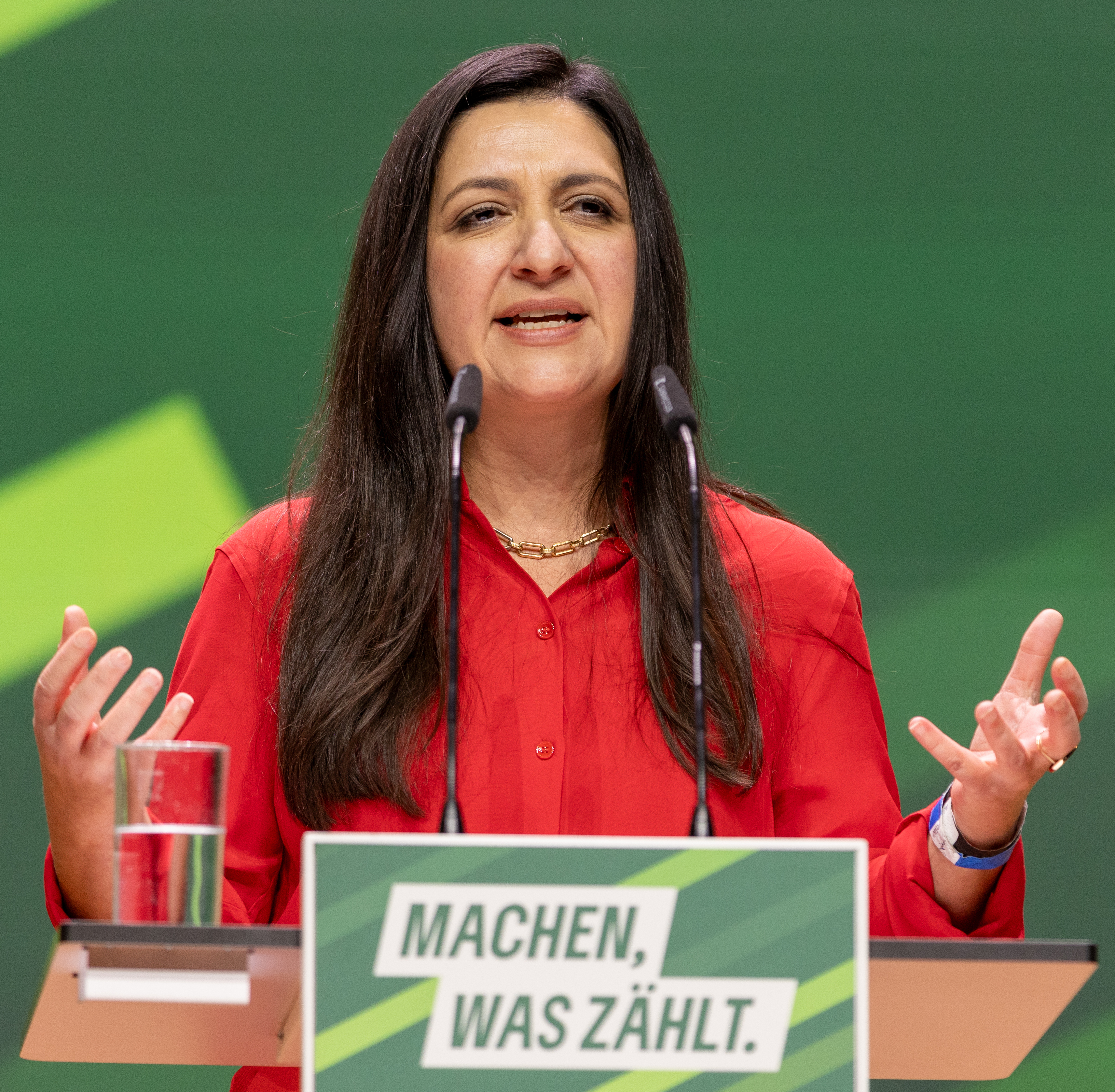
Pegah Edalatian (* 1980)

- Edaleine, Christophe (* 1979), französischer Radrennfahrer
- Edalini, Ivano (* 1961), italienischer Skirennläufer
- Edalji, George (1876–1953), englischer Rechtsberater (Solicitor)
- Edamaruku, Joseph (1934–2006), indischer Journalist
- Edamaruku, Sanal (* 1955), indischer Bürgerrechtler und Religionskritiker
- Edamoto, Yūichirō (* 1988), japanischer Fußballspieler
- Edamura, Takuma (* 1986), japanischer Fußballspieler
- Edano, Yukio (* 1964), japanischer Politiker
- Edao, Mustefa (* 2000), äthiopischer Leichtathlet
- Edathattel, Benny Varghese (* 1970), indischer römisch-katholischer Geistlicher, Bischof von Itanagar
- Edathy, Sebastian (* 1969), deutscher Politiker (SPD), MdB

### Edb
- Edbauer, Selina-Maria (* 1998), österreichische Sängerin
- Edberg, Rolf (* 1950), schwedischer Eishockeyspieler
- Edberg, Stefan (* 1966), schwedischer TennisspielerStefan Edberg (* 1966)

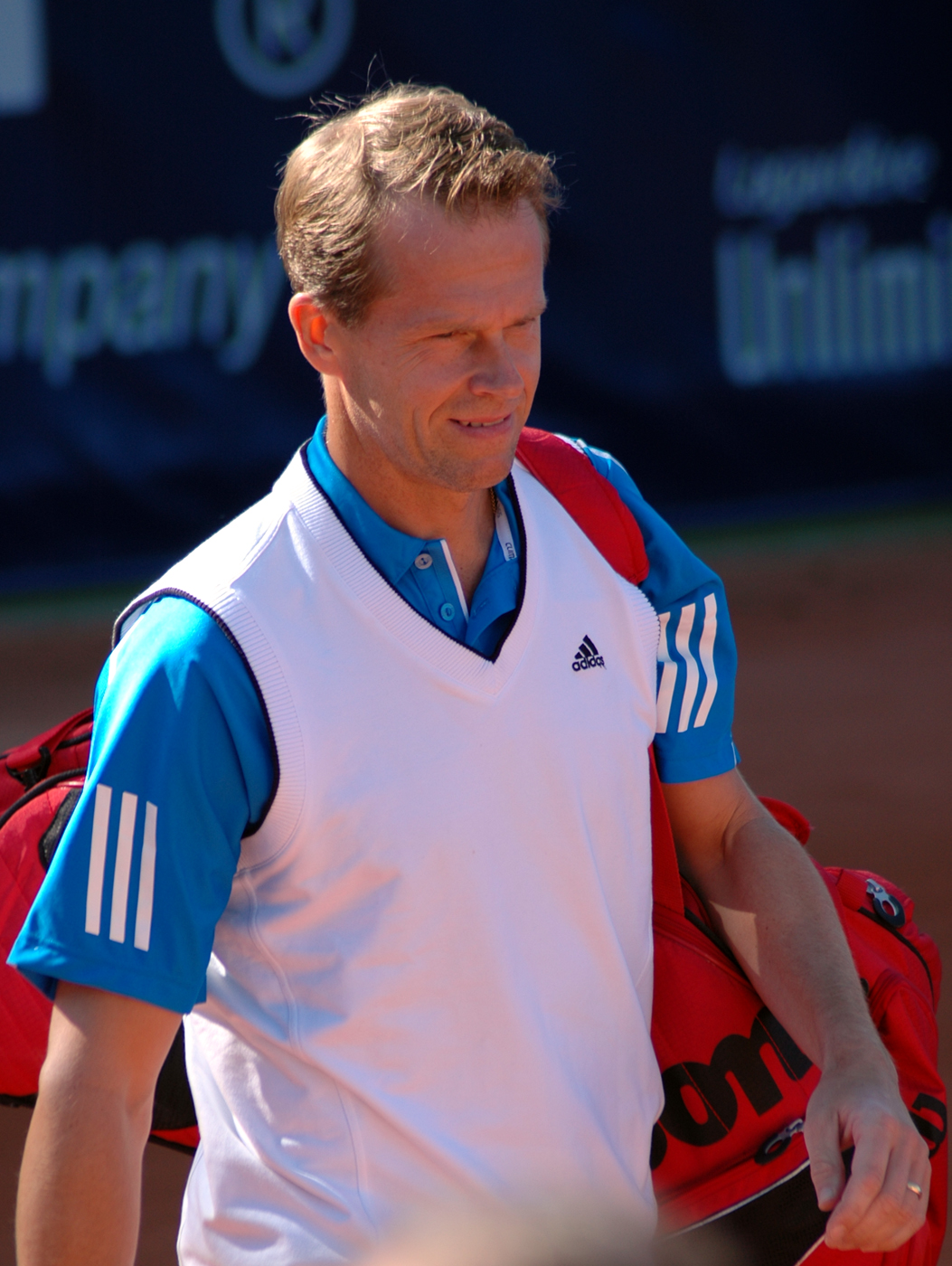
Stefan Edberg (* 1966)

- Edburga von Minster († 751), englische Nonne

### Edc
- Edcarlos (* 1985), brasilianischer Fußballspieler

### Edd
- Edda Garðarsdóttir (* 1979), isländische Fußballspielerin
- Edda Hannesdóttir (* 1994), isländische Triathletin
- Edda Heiðrún Backman (1957–2016), isländische Schauspielerin
- Eddahchouri, Zakaria (* 2000), marokkanisch-niederländischer Fußballspieler
- Eddé, Carlos (* 1956), libanesischer Politiker
- Eddé, Émile (1884–1949), libanesischer Politiker
- Eddé, Pierre (1921–1997), libanesischer Politiker und Unternehmer
- Eddelbüttel, Heinrich (1888–1945), deutscher Biologiedidaktiker und Rassenideologe
- Eddelien, Heinrich (1802–1852), deutsch-dänischer Maler des Goldenen Zeitalters Dänemarks
- Eddery, Pat (1952–2015), irischer Jockey
- Eddie, Fast (* 1969), US-amerikanischer House-Produzent und DJ
- Eddie, Jessica (* 1984), britische Ruderin
- Eddin (* 1999), deutscher RapperEddin (* 1999)

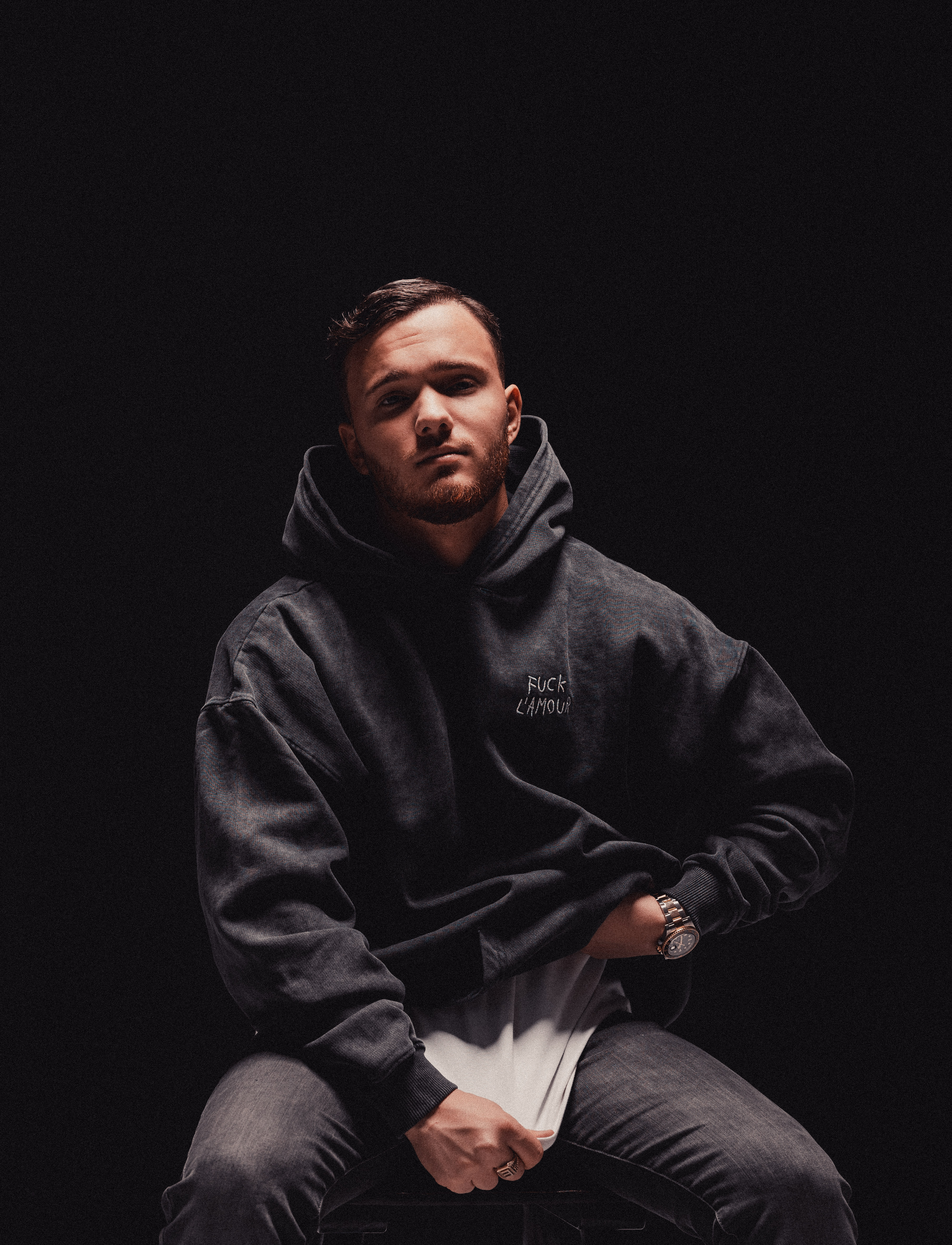
Eddin (* 1999)

- Edding, Carl-Wilhelm (1930–2021), deutscher Unternehmer
- Edding, Friedrich (1909–2002), deutscher Bildungsökonom
- Eddings, David (1931–2009), US-amerikanischer Fantasy-Schriftsteller
- Eddings, Leigh (1937–2007), US-amerikanische Fantasyautorin
- Eddington, Arthur Stanley (1882–1944), britischer Astrophysiker
- Eddington, Nora (1924–2001), US-amerikanische Schauspielerin
- Eddington, Paul (1927–1995), britischer Schauspieler
- Eddins, Wynter, US-amerikanische Schauspielerin, Autorin und Herausgeberin
- Eddison, Eric Rücker (1882–1945), englischer Fantasy-Schriftsteller
- Eddison, Robert (1908–1991), britischer Schauspieler
- Eddleman, Clyde D. (1902–1992), US-amerikanischer Offizier, General der US Army
- Eddleman, Dwight (1922–2001), US-amerikanischer Hochspringer und Basketballspieler
- Eddo, John (* 1963), US-amerikanischer Beachvolleyballspieler
- Eddo-Lodge, Reni (* 1989), britische Kolumnistin und Schriftstellerin
- Eddou, Hajar (* 1999), marokkanische Leichtathletin
- Eddowes, Catherine (1842–1888), gilt als das vierte Opfer des Serienmörders Jack the RipperCatherine Eddowes (1842–1888)

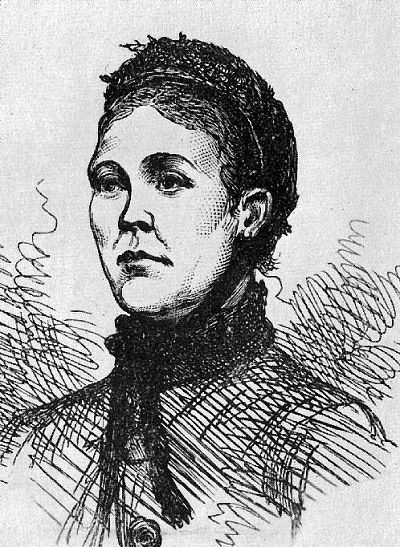
Catherine Eddowes (1842–1888)

- Eddy Mitchell (* 1942), französischer Sänger, Textautor und Schauspieler
- Eddy, Arthur Jerome (1859–1920), US-amerikanischer Kunstsammler und -kritiker sowie Rechtsanwalt
- Eddy, Bernice (1903–1989), US-amerikanische Bakteriologin und Epidemiologin
- Eddy, Clarence (1851–1937), US-amerikanischer Organist und Komponist
- Eddy, David (* 1944), englischer Badmintonspieler
- Eddy, Don (* 1944), US-amerikanischer Künstler
- Eddy, Duane (1938–2024), US-amerikanischer Rock- und Pop-Gitarrist
- Eddy, Elizabeth (* 1991), US-amerikanische Fußballspielerin
- Eddy, Fannyann (1974–2004), sierra-leonische Menschenrechtsaktivistin
- Eddy, Frank (1856–1929), US-amerikanischer Politiker
- Eddy, Gary (1945–2023), australischer Sprinter
- Eddy, Henry Turner (1844–1921), US-amerikanischer Bauingenieur
- Eddy, Manton S. (1892–1962), US-amerikanischer Lieutenant General im Zweiten Weltkrieg
- Eddy, Nathan, US-amerikanischer Dokumentarfilmer, Journalist und Denkmal-Aktivist
- Eddy, Nelson (1901–1967), US-amerikanischer Opernsänger (Bariton) und FilmdarstellerNelson Eddy (1901–1967)

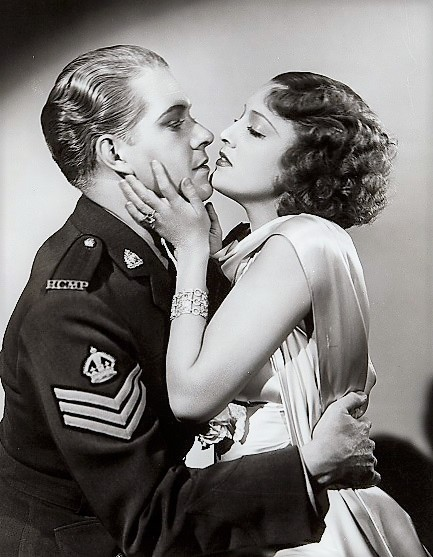
Nelson Eddy (1901–1967)

- Eddy, Norman (1810–1872), US-amerikanischer Politiker
- Eddy, Patrick (* 2002), australischer Radrennfahrer
- Eddy, Samuel (1769–1839), US-amerikanischer Politiker
- Eddy, Sonya (1967–2022), US-amerikanische Schauspielerin
- Eddy, Spencer F. (1873–1939), US-amerikanischer Diplomat; Gesandter in Argentinien und Rumänien
- Eddy, William Alfred (1896–1962), US-amerikanischer Nachrichtenoffizier
- Eddy, William Mathewson (1818–1854), amerikanischer Vermessungsingenieur in Kalifornien

### Ede
- Ede, Chima, deutscher Rapper und Songwriter
- Ede, Chinedu (* 1987), deutscher Fußballspieler
- Ede, Johann Ludwig Friedrich (1802–1859), deutscher Unternehmer, Hoflieferant und Freimaurer
- Ede, Marit van (* 2001), niederländische Handballspielerin
- Ede, Ronald (* 1925), britischer Hürdenläufer und Sprinter
- Ede, Tonny van (1924–2011), niederländischer Fußballspieler

#### Edeb
- Edebali, Kasim (* 1989), deutscher American-Football-Spieler
- Edebiri, Ayo (* 1995), US-amerikanische Filmschauspielerin und DrehbuchautorinAyo Edebiri (* 1995)

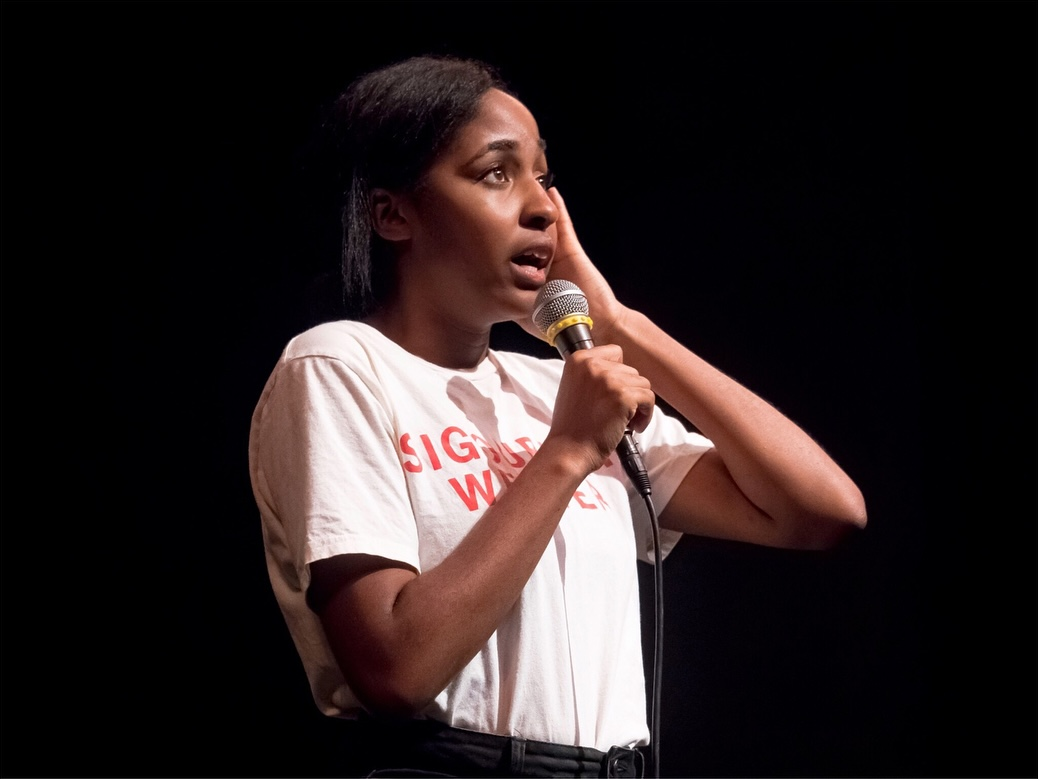
Ayo Edebiri (* 1995)

#### Edef
- Edefalk, Cecilia (* 1954), schwedische figurative Malerin

#### Edeg
- Edegger, Erich (1940–1992), österreichischer Politiker (ÖVP)
- Edegran, Lars (* 1944), schwedischer Jazzmusiker, Arrangeur und Bandleader

#### Edei
- Edei, britische Sängerin
- Edeipo, Philip (* 1986), nigerianischer Fußballspieler

#### Edek
- Edek, Ziehharmonikaspieler im Vernichtungslager Treblinka
- Edekon († 469), Fürst der Skiren

#### Edel
- Edel, Adolf († 1935), deutscher Zeitungsverleger und Verfasser heimatkundlicher Schriften
- Edel, Alfred (1932–1993), deutscher Schauspieler
- Edel, Apoula (* 1986), armenisch-kamerunischer Fußballtorwart
- Edel, Edmund (1863–1934), deutscher Grafiker, Karikaturist, Schriftsteller und Filmregisseur
- Edel, Elmar (1914–1997), deutscher Ägyptologe und Hetithologe
- Edel, Emanuel (1910–1991), österreichischer Arzt und Kommunist
- Edel, Gottfried (* 1929), deutscher Kulturphilosoph und ZDF-Kulturredakteur
- Edel, Karl (1806–1890), deutscher Jurist und Politiker
- Edel, Karl (1837–1921), deutscher Psychiater und Gründer einer privaten Heilanstalt in Berlin-Charlottenburg
- Edel, Karl-Otto (* 1939), deutscher Ingenieur und Professor für technische Mechanik
- Edel, Kurt (1920–1987), deutscher Sportfunktionär, Präsident des NOK der DDR und Mitglied des IOC
- Edel, Oskar (1892–1958), deutscher Politiker (SPD, SED)
- Edel, Otto (* 1943), deutscher Politiker (SPD), MdA, Maler
- Edel, Peter (1921–1983), deutscher Grafiker und Schriftsteller
- Edel, Rabea (* 1982), deutsche Schriftstellerin und FotografinRabea Edel (* 1982)

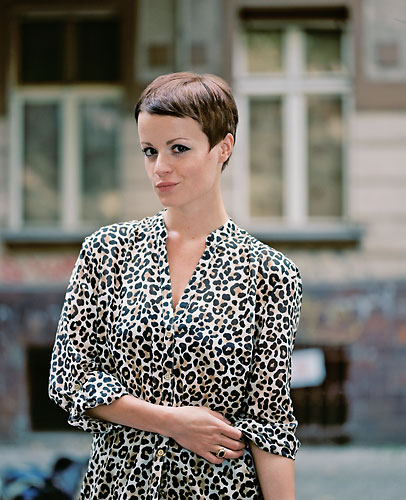
Rabea Edel (* 1982)

- Edel, Reiner-Friedemann (1930–2022), evangelischer Pfarrer und Verleger
- Edel, Samuel (1593–1652), deutscher lutherischer Theologe
- Edel, Uli (* 1947), deutscher Fernseh- und Film-Regisseur
- Edelbacher, Max (* 1944), österreichischer Polizeihofrat, Autor und TV-Darsteller
- Edelbauer, Raphaela (* 1990), österreichische AutorinRaphaela Edelbauer (* 1990)

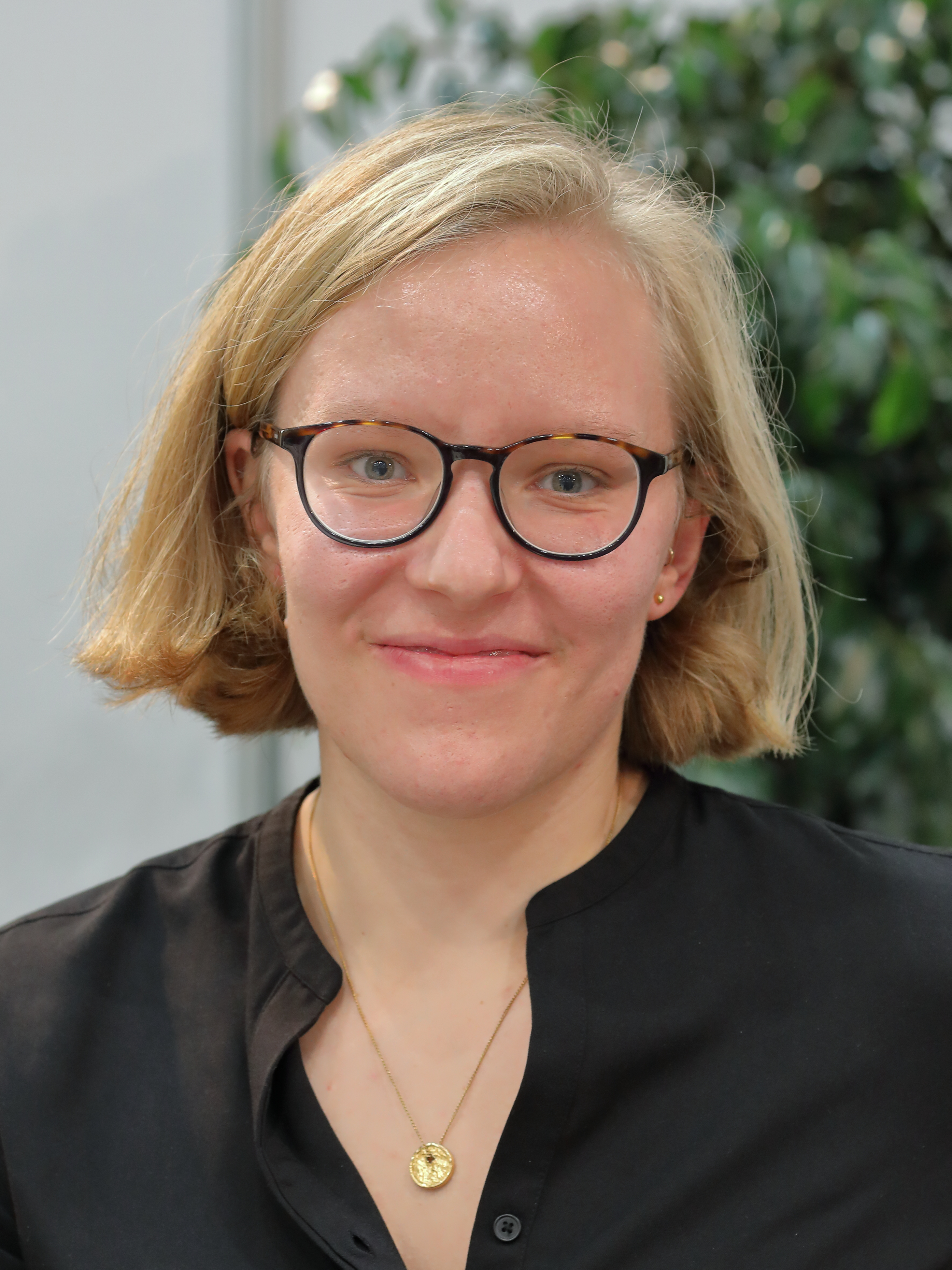
Raphaela Edelbauer (* 1990)

- Edelbauer, Walter (1935–2011), österreichischer Autor und Heimatforscher
- Edelbauer, Wolfgang († 1539), 35. Abt von Stift Lilienfeld
- Edelberg, Simone (* 1969), deutsche Autorin und Verlegerin
- Edelbrock, Karlheinz (1928–1998), deutscher Politiker (SPD), MdL
- Edelbüttel, Gottfried (1867–1937), deutscher General der Infanterie der Reichswehr
- Edelby, Néophytos (1920–1995), syrischer Erzbischof
- Edelcrantz, Abraham Niclas (1754–1821), finnisch-schwedischer Staatsmann, Dichter und Erfinder
- Edeleanu, Lazăr (1861–1941), rumänischer Chemiker
- Edelen, Buddy (1937–1997), US-amerikanischer Marathonläufer
- Edelfelt, Albert (1854–1905), finnischer Maler
- Edelhagen, Kurt (1920–1982), deutscher Bigband-Leader der 1950er JahreKurt Edelhagen (1920–1982)

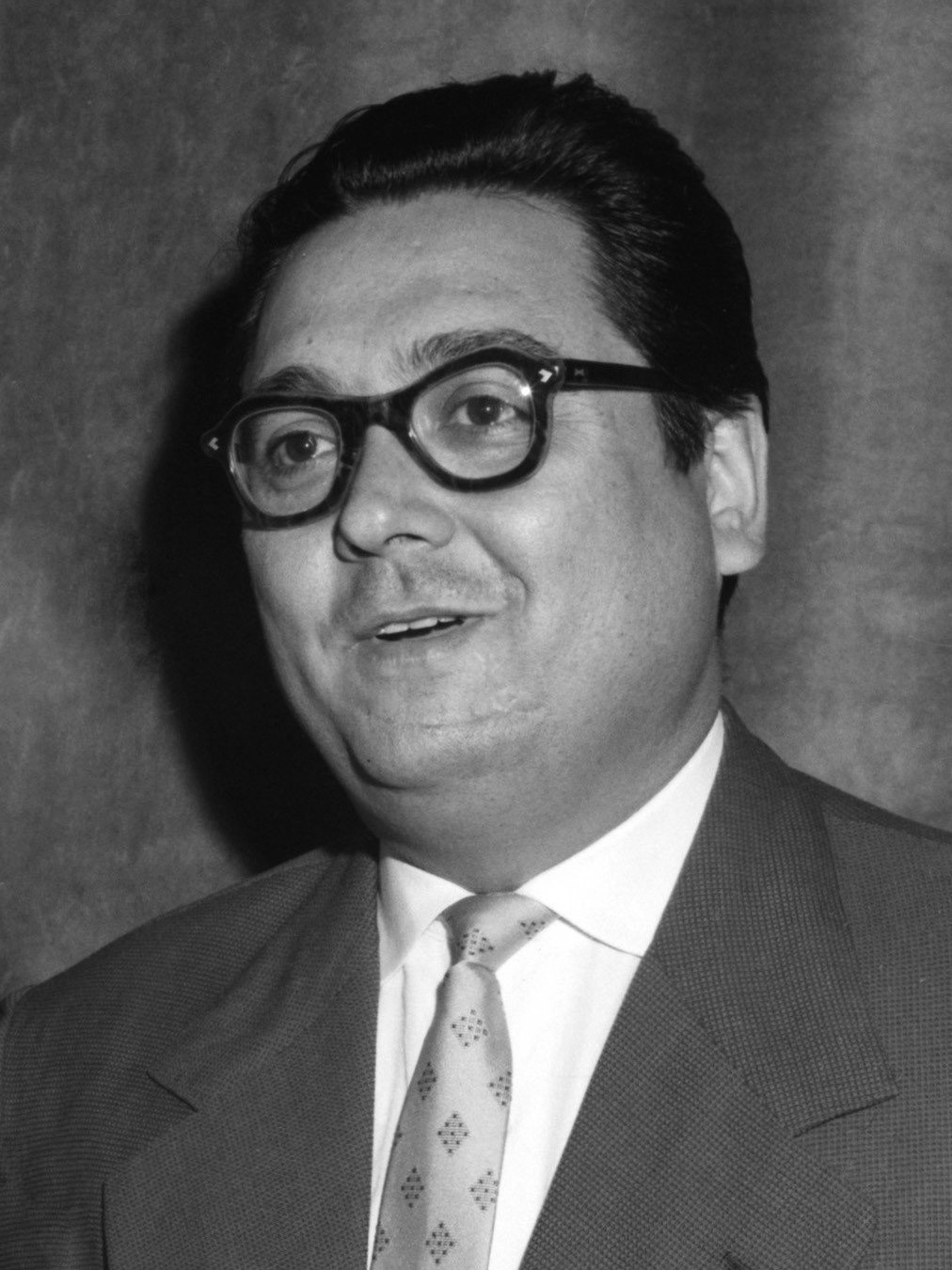
Kurt Edelhagen (1920–1982)

- Edelhausen, Hajo (* 1942), deutscher Maler, Zeichner und Bildhauer
- Edelhäuser, Susanna († 1665), Opfer der Hexenverfolgungen in Friedberg
- Edelhäußer, Ralph (* 1973), deutscher Kommunalpolitiker (CSU)
- Edelhofer, Luca (* 2001), österreichischer Fußballspieler
- Edelhoff, Albin (1887–1974), deutscher Maler und Graphiker
- Edelhoff, Dirk (* 1963), deutscher Jazz- und Rock-Gitarrist
- Edelhoff, Gustav (1900–1986), deutscher Entsorgungsunternehmer
- Edelhoff, Johannes, deutscher Journalist und Redakteur bei Panorama
- Edelhoff, Jost (* 1970), deutscher Jazz-Gitarrist
- Edelhoff, Julius (1913–1989), deutscher Chirurg, Wohltäter und Mäzen in Lübeck
- Edelhoff, Karl Wilhelm (* 1937), deutscher Politiker (SPD), MdL Baden-Württemberg
- Edelin († 1293), Abt des Klosters Weißenburg (Elsass)
- Édelin, Benjamin (* 1993), französischer Bahnradsportler
- Edelin, Kenton (1962–2022), US-amerikanischer Basketballspieler
- Edelin, Michel (* 1941), französischer Jazzflötist
- Edelinck, Gérard (1640–1707), französischer Kupferstecher flämischer Herkunft
- Edeling, Petrus (1522–1602), deutscher Theologe, Superintendent des Bistums Cammin
- Edelkoort, Lidewij (* 1950), niederländische Trendforscherin
- Edelkötter, Ludger (1940–2022), deutscher Musikpädagoge und Komponist
- Edelman, Alan (* 1963), US-amerikanischer Mathematiker und Informatiker
- Edelman, Benjamin (* 1975), dänischer Basketballspieler
- Edelman, Bernard (1946–2021), US-amerikanischer Autor, Herausgeber, Fotograf, Dokumentarfilmer und Kurator
- Edelman, Daniel (1920–2013), US-amerikanischer Unternehmer
- Edelman, Daniel (* 2003), US-amerikanischer Fußballspieler
- Edelman, Ezra (* 1974), US-amerikanischer Filmproduzent und Filmregisseur im Bereich des Dokumentarfilms
- Edelman, Gerald M. (1929–2014), amerikanischer Mediziner
- Edelman, Gregg (* 1958), US-amerikanischer Film-, Fernseh- und Theaterschauspieler
- Edelman, Herb (1933–1996), US-amerikanischer Schauspieler
- Edelman, Julian (* 1986), US-amerikanischer American-Football-SpielerJulian Edelman (* 1986)

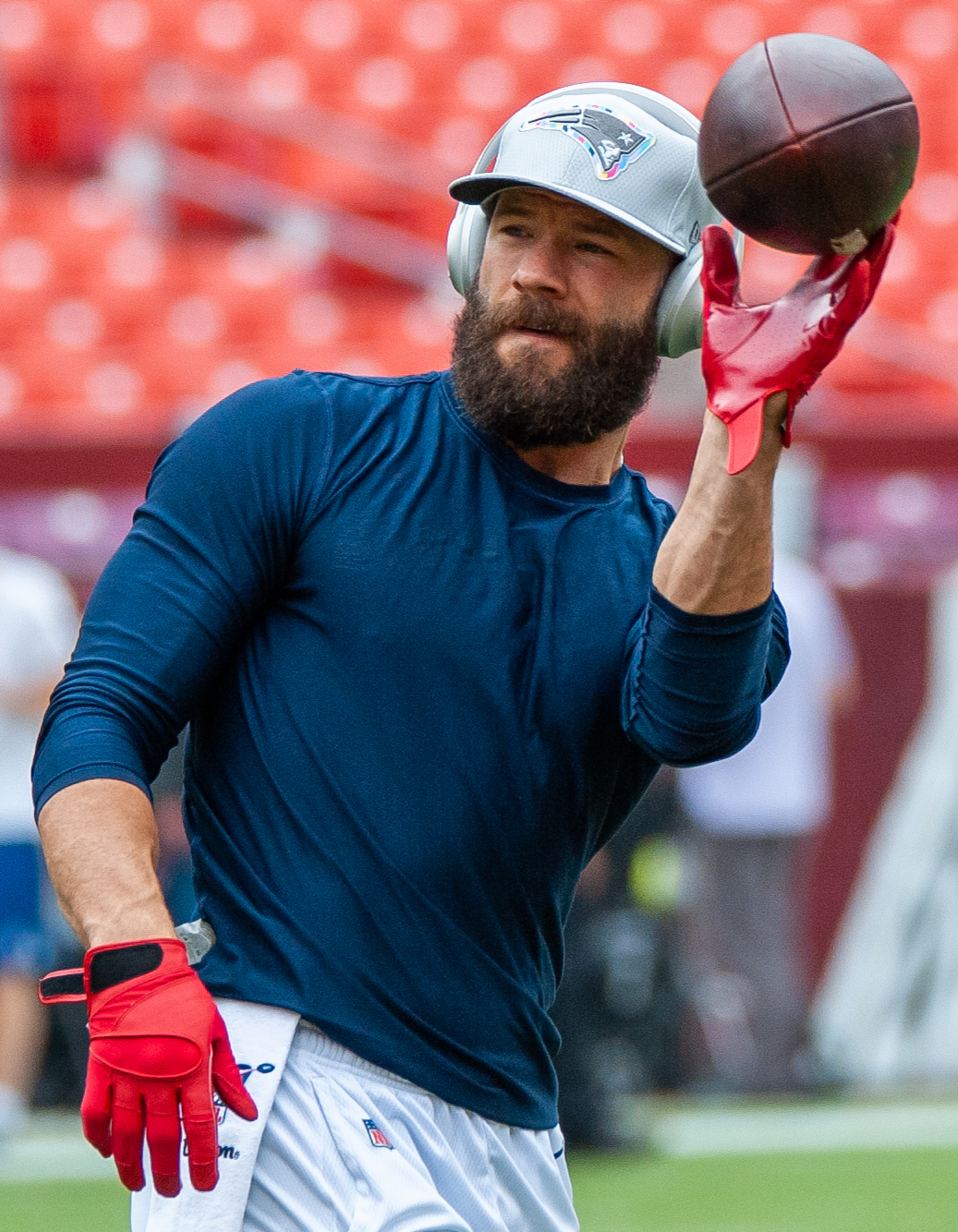
Julian Edelman (* 1986)

- Edelman, Marek (1919–2009), polnischer Widerstandskämpfer, Kommandeur des Aufstands im Warschauer Ghetto, Mitglied des SejmMarek Edelman (1919–2009)

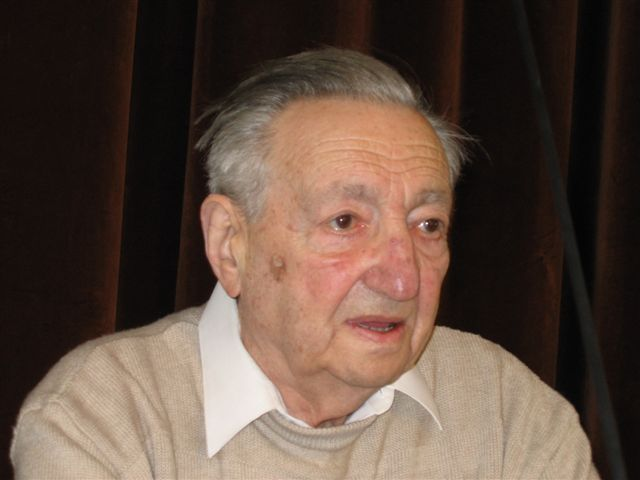
Marek Edelman (1919–2009)

- Edelman, Marian Wright (* 1939), amerikanische Aktivistin für Kinderrechte
- Edelman, Murray (1919–2001), US-amerikanischer Politikwissenschaftler
- Edelman, Paweł (* 1958), polnischer Kameramann
- Edelman, Randy (* 1947), US-amerikanischer Filmkomponist
- Edelman, Robert (* 1945), US-amerikanischer Historiker
- Edelmann, Albert (1886–1963), Lehrer, Maler (Autodidakt) und Förderer von lokalem Volks- und Kulturgut
- Edelmann, Arnold (1913–2002), Schweizer Jurist und ehemaliger Vorsitzender der Geschäftsleitung der Schweizer Raiffeisenkassen
- Edelmann, Brigitta (1924–2010), österreichische Gerechte unter den Völkern
- Edelmann, Brigitte (* 1903), österreichische Gerechte unter den Völkern
- Edelmann, Curt Alexander (1841–1907), deutscher Hütteningenieur und Manager in der Chemischen Industrie
- Edelmann, Doris (* 1965), Erziehungswissenschaftlerin und Hochschullehrerin
- Edelmann, Esaias (1597–1643), deutscher Prediger
- Edelmann, Fritz (1900–1977), österreichischer Gerechter unter den Völkern und Bürgermeister
- Edelmann, Gregor (* 1954), deutscher Dramaturg, Journalist und Drehbuchautor
- Edelmann, Hanno (1923–2013), deutscher Maler, Grafiker und Bildhauer
- Edelmann, Hans (1888–1973), deutscher Heimatforscher
- Edelmann, Heinrich Michael (1806–1874), Generalmajor und stellvertretender württembergischer Kriegsminister
- Edelmann, Heinz (1934–2009), deutscher Illustrator und GrafikdesignerHeinz Edelmann (1934–2009)

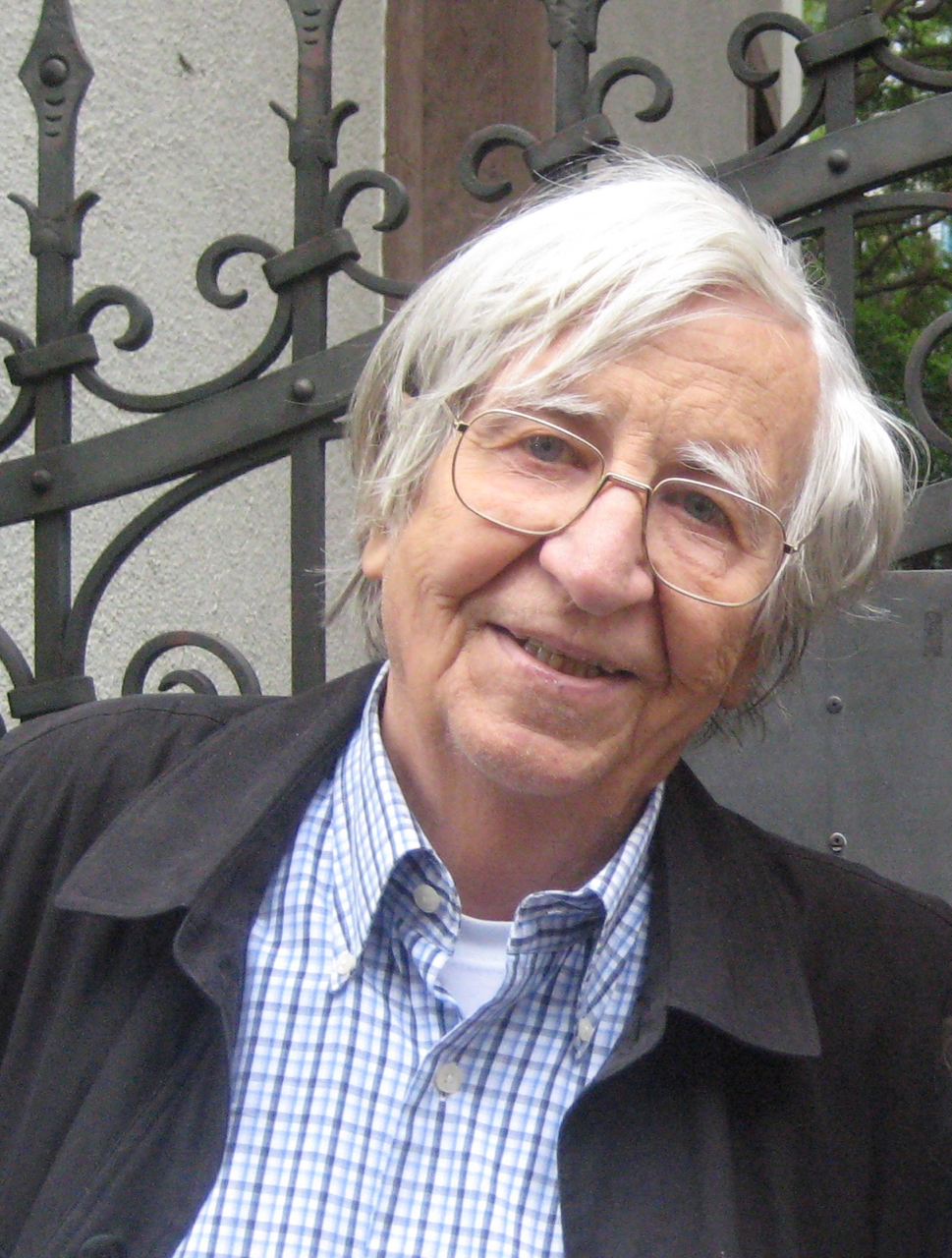
Heinz Edelmann (1934–2009)

- Edelmann, Ilse (1905–2009), deutsche Politikerin (SPD)
- Edelmann, Jason (* 1970), puerto-ricanischer Skirennläufer
- Edelmann, Jean (1916–2008), französischer Maler und Grafiker
- Edelmann, Jean-Frédéric (1749–1794), französischer Komponist der Klassik
- Edelmann, Johann Christian (1698–1767), deutscher Schriftsteller
- Edelmann, Karl (* 1962), deutscher Volksmusiker und Komponist
- Edelmann, Klaus Thomas (* 1963), deutscher Designkritiker
- Edelmann, Max (1874–1940), deutscher Fabrikant wissenschaftlicher Instrumente
- Edelmann, Max Thomas (1845–1913), deutscher Ingenieur, Physiker und Hochschullehrer
- Edelmann, Moritz (1891–1973), deutscher Geschichtsdidaktiker
- Edelmann, Otto (1917–2003), österreichischer Opernsänger (Bassbariton)
- Edelmann, Paul Armin (* 1968), österreichischer Opernsänger (Bariton)
- Edelmann, Peter (* 1962), österreichischer Opernsänger (Bariton)
- Edelmann, Rafael (1902–1972), dänischer Bibliothekar
- Edelmann, Ralf (* 1968), deutscher Maler, Bildhauer und Kunstpädagoge
- Edelmann, Reiner (* 1965), deutscher Fußballspieler
- Edelmann, Richard (1861–1942), deutscher Veterinäranatom
- Edelmann, Rüdiger (* 1954), deutscher Hörfunkmoderator, Redakteur und Reisejournalist
- Edelmann, Samuli (* 1968), finnischer Schauspieler und SängerSamuli Edelmann (* 1968)

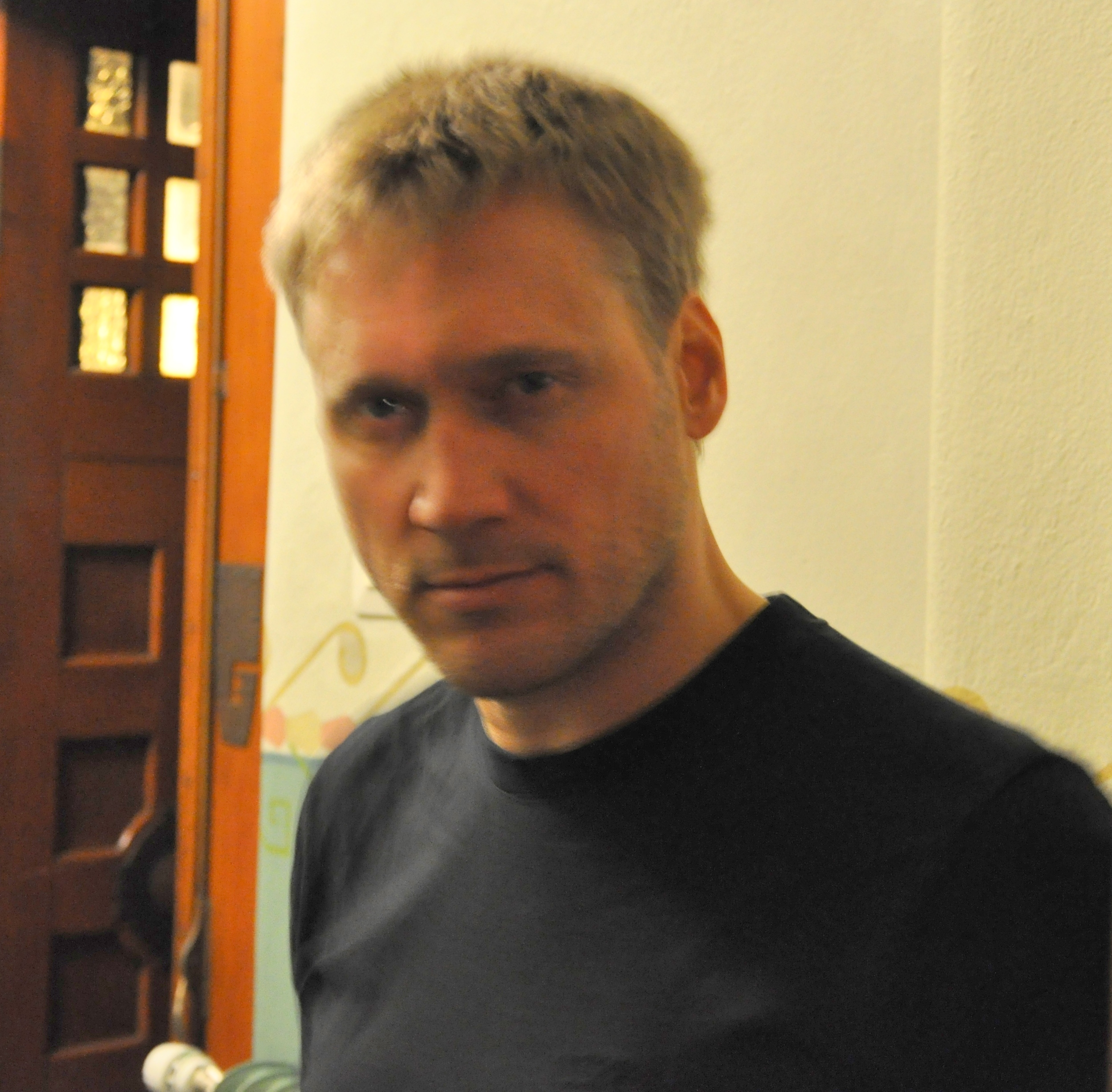
Samuli Edelmann (* 1968)

- Edelmann, Tino (* 1985), deutscher Nordischer Kombinierer
- Edelmann, Toni (1945–2017), finnischer Musiker und Komponist
- Edelmann, Udo (1938–2019), deutscher Glaskünstler
- Edelmann, Ursula (1926–2024), deutsche Fotografin
- Edelmann, Walter (1935–2021), deutscher Psychologe
- Edelmann, Werner (1941–2023), Schweizer Unternehmer und Fußballfunktionär
- Edelmann, Wilhelm (1931–2010), deutscher Eishockeyspieler und -schiedsrichter
- Edelmann, Yrjö (1941–2016), schwedischer Künstler, Maler und Grafiker
- Edelmann-Nusser, Jürgen (* 1964), deutscher Sportwissenschaftler und Hochschullehrer
- Edelmann-Singer, Babett (* 1975), deutsche Althistorikerin
- Edelmannová, Petra (* 1975), tschechische Politikerin, Vorsitzende der tschechischen Nationalpartei
- Edelmayer, Friedrich (* 1959), österreichischer Historiker
- Edelmüller, Christoph (* 1981), österreichischer Handballspieler
- Edelpöck, Barbara († 1495), Geliebte und Lebensgefährtin des ungarischen Königs Matthias Corvinus
- Edels, Samuel (1555–1631), Rabbiner und Talmudist
- Edelsberg, Philippine von (1838–1917), österreichische Opernsängerin (Mezzosopran)
- Edelsbrunner, Herbert (* 1958), österreichischer Informatiker und Mathematiker
- Edelsheim, Georg Ludwig von (1740–1814), badischer Minister
- Edelsheim, Ludwig von (1823–1872), badischer Minister
- Edelsheim, Maximilian von (1897–1994), deutscher General der Panzertruppe im Zweiten Weltkrieg
- Edelsheim, Wilhelm von (1737–1793), badischer Diplomat und Politiker
- Edelsheim, Wilhelm von (1824–1904), Landdechant und Abgeordneter
- Edelsheim-Gyulai, Ilona (1918–2013), ungarische Adlige, Ehefrau von István Horthy, Krankenschwester im Zweiten Weltkrieg
- Edelsheim-Gyulai, Leopold von (1826–1893), österreich-ungarischer General der Kavallerie
- Edelson, Mary Beth (1933–2021), US-amerikanische Künstlerin
- Edelstadt, David (1866–1892), jiddischer Schriftsteller und Anarchist
- Edelstam, Harald (1913–1989), schwedischer Diplomat
- Edelstein, Jakob (1903–1944), tschechoslowakischer Zionist und erster Judenältester des Ghettos Theresienstadt
- Edelstein, Jakow Samoilowitsch (1869–1952), russisch-sowjetischer Geologe, Geomorphologe und Hochschullehrer
- Edelstein, Juli-Joel (* 1958), israelischer Politiker
- Edelstein, Julius (1882–1941), deutscher Unternehmer
- Edelstein, Lisa (* 1967), US-amerikanische SchauspielerinLisa Edelstein (* 1967)

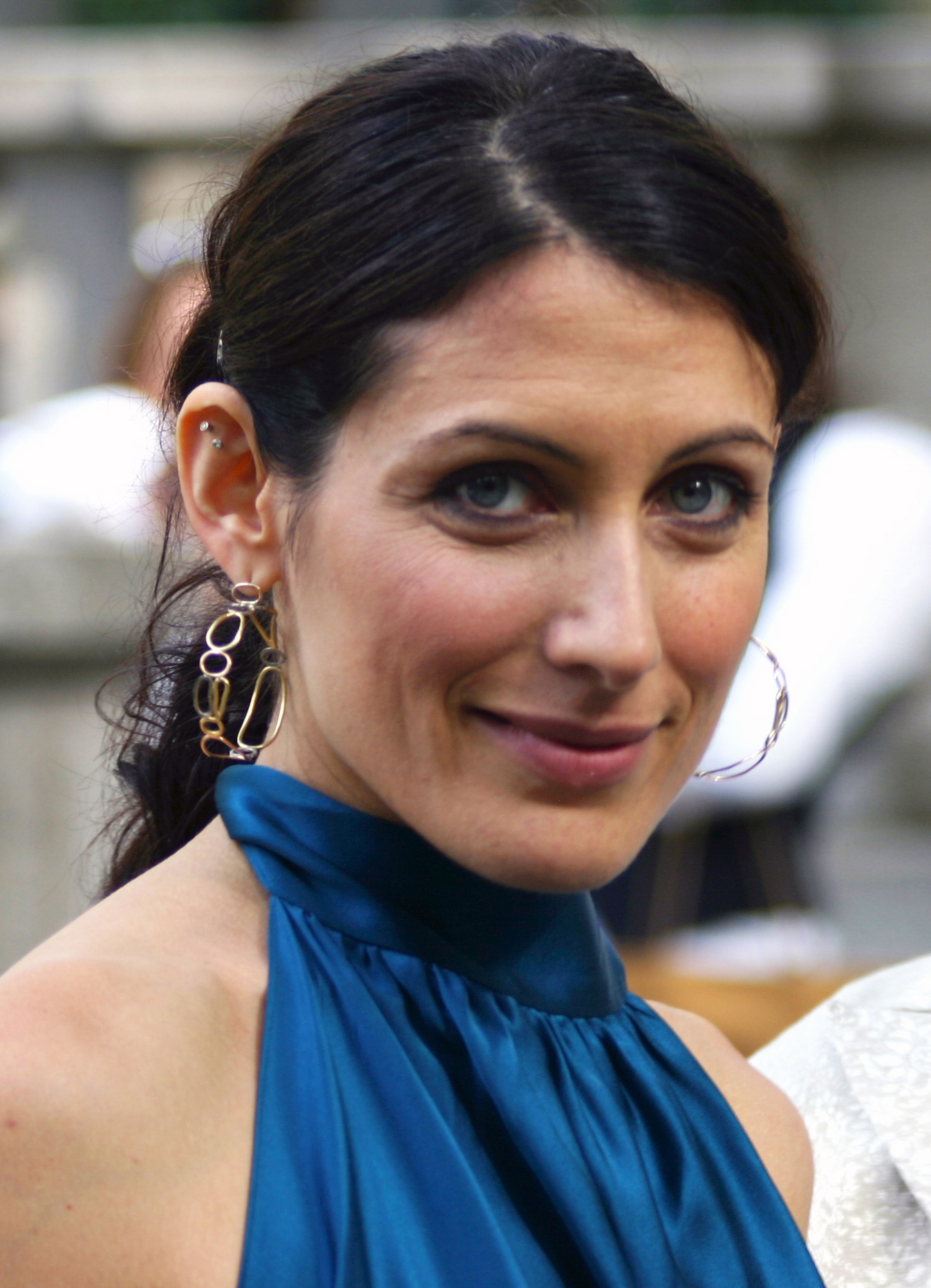
Lisa Edelstein (* 1967)

- Edelstein, Ludwig (1902–1965), deutsch-US-amerikanischer Klassischer Philologe und Medizintheoretiker
- Edelstein, Morris Michael (1888–1941), US-amerikanischer Jurist und Politiker
- Edelstein, Oscar (* 1953), argentinischer Komponist und Musikpädagoge
- Edelstein, Victor (* 1946), britischer Modeschöpfer und Maler
- Edelstein, Wolfgang (1929–2020), deutscher Erziehungswissenschaftler
- Edelstein-Keshet, Leah, israelisch-kanadische Mathematikerin
- Edelsvärd, Adolf W. (1824–1919), schwedischer Architekt und Bauingenieur
- Edelweiss, Alicia (* 1992), österreichische Sängerin

#### Edem
- Edem, Emem (* 1983), nigerianische Sprinterin
- Edem, Offiong (* 1986), nigerianische Tischtennisspielerin
- Edema, Patrick (* 1992), ugandischer Fußballspieler
- Edemann, Louis L. (1946–2006), US-amerikanischer Tontechniker
- Edemariam, Aida, äthiopisch-kanadische Journalistin und Autorin

#### Eden
- Eden (* 1996), irischer Produzent, Sänger und Songwriter elektronischer Musik
- Eden, Anthony (1897–1977), britischer Außen- und Premierminister
- Eden, Arthur (1899–1977), deutscher Kunstmaler
- Eden, Barbara (* 1931), US-amerikanische SchauspielerinBarbara Eden (* 1931)

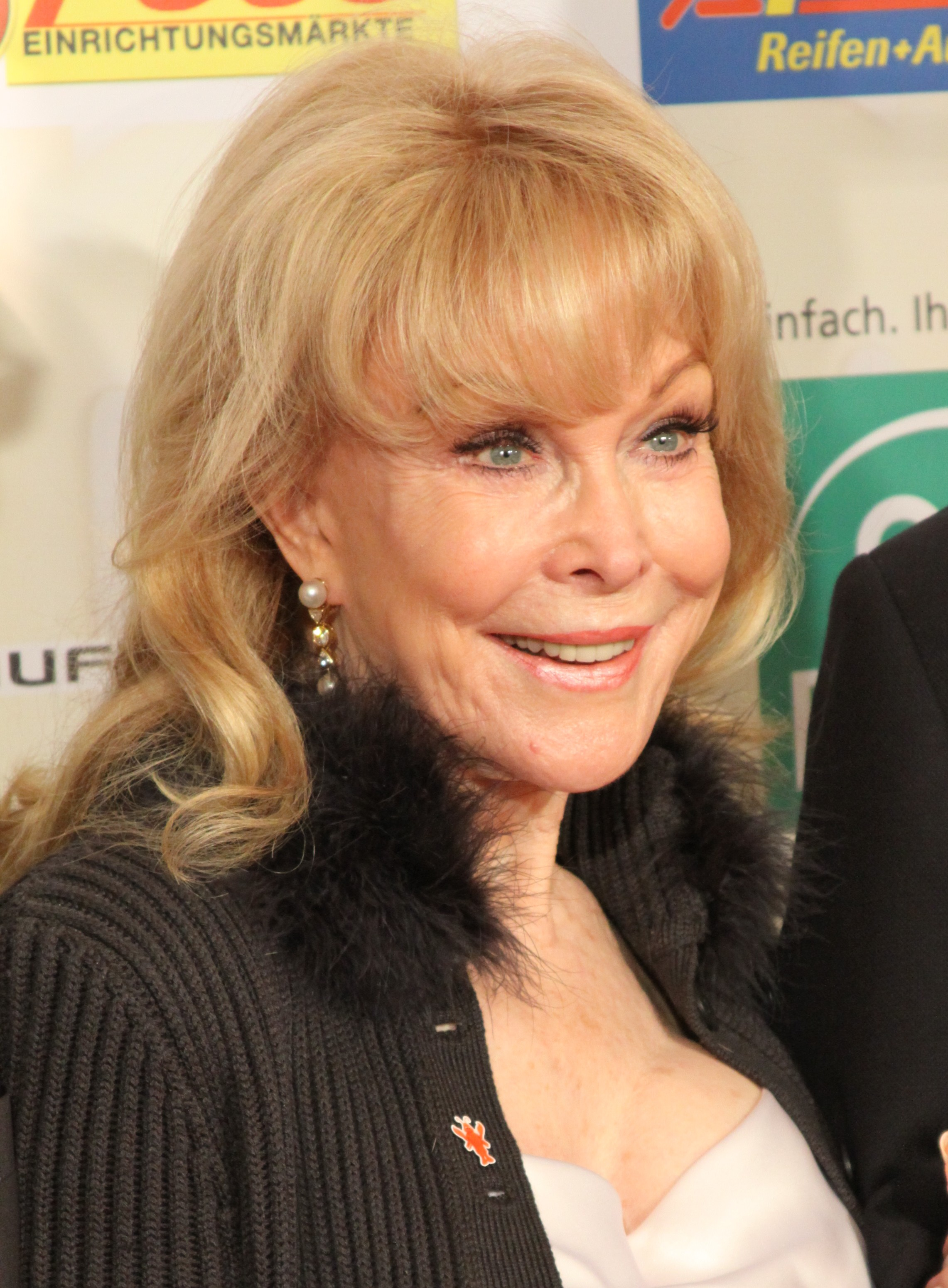
Barbara Eden (* 1931)

- Eden, Bobbi (* 1980), niederländische Pornodarstellerin
- Eden, Burchard (1618–1689), deutscher Syndikus in Bremen
- Eden, Charles (1673–1722), britischer Politiker, Gouverneur der Province of North Carolina
- Eden, Clarissa (1920–2021), britische Adlige und Autorin
- Eden, Davidson (* 1988), deutscher Fußballspieler ghanaischer Herkunft
- Eden, Elana (* 1940), israelische Schauspielerin
- Eden, Emily (1797–1869), britische Schriftstellerin und Dichterin
- Eden, George, 1. Earl of Auckland (1784–1849), britischer Politiker und Vizekönig von Indien (1835–1842)
- Eden, Greg (* 1990), englischer Rugby-League-Spieler
- Eden, Harry (* 1990), britischer Schauspieler
- Eden, Jaap (1873–1925), niederländischer Radrennfahrer und Eisschnellläufer
- Eden, Jessie (1902–1986), britische Gewerkschafterin und Politikerin
- Eden, John R. (1826–1909), US-amerikanischer Politiker
- Eden, John, Baron Eden of Winton (1925–2020), britischer Politiker, Mitglied des House of Commons
- Eden, Karise (* 1992), australische Popsängerin
- Eden, Kerstin (* 1983), deutsche DJ und MusikproduzentinKerstin Eden (* 1983)

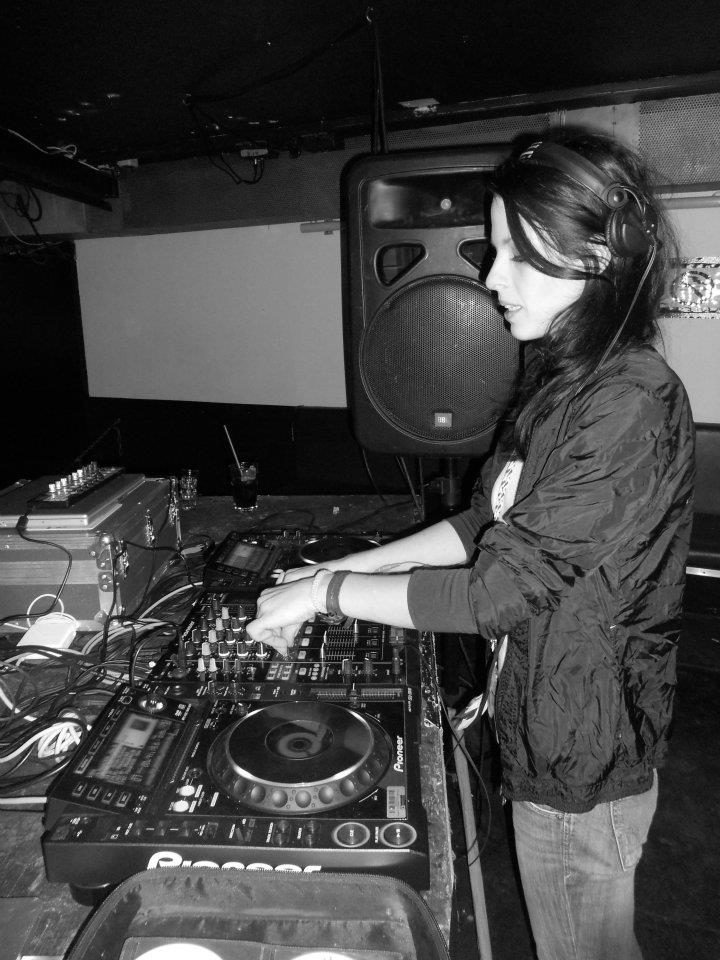
Kerstin Eden (* 1983)

- Eden, Mark, britischer Gitarrist und Musikpädagoge
- Eden, Mark (1928–2021), britischer Schauspieler
- Eden, Nicholas, 2. Earl of Avon (1930–1985), britischer Offizier und Politiker
- Edén, Nils (1871–1945), schwedischer Politiker, Mitglied des Riksdag und Premierminister
- Eden, Oliver, 8. Baron Henley (* 1953), britischer konservativer Politiker, Mitglied des House of Lords
- Eden, Richard J. (1922–2021), britischer Physiker
- Eden, Robert, 1. Baronet (1741–1784), Gouverneur der Province of Maryland
- Eden, Rolf (1930–2022), deutscher Geschäftsmann und NachtclubbesitzerRolf Eden (1930–2022)

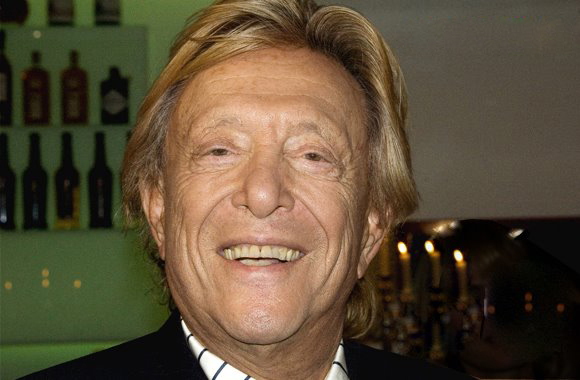
Rolf Eden (1930–2022)

- Eden, Rudolf Theis (1883–1925), deutscher Chirurg und Hochschullehrer
- Eden, Wiebke (* 1968), deutsche Schriftstellerin
- Eden, William (1849–1915), britischer Adliger, Sportler und Künstler
- Eden, William, 1. Baron Auckland (1745–1814), britischer Diplomat und Publizist
- Eden-Bant, Alfred (1898–1974), deutscher Zeichner, Radierer und Maler
- Edenberger, Lucas († 1548), deutscher Philologe, Orientalist und Bibliothekar
- Edenberger, Mathäus (1811–1874), österreichischer Politiker
- Edenborn, Mathias (* 1975), schwedischer Musicaldarsteller
- Edenborn, William C. (1848–1926), US-amerikanischer Erfinder, Stahlindustrieller und Eisenbahnmagnat
- Edener, Wilfried (1930–2015), deutscher Lehrer, Übersetzer, Autor und Politiker (ödp)
- Edenfeld, Moritz (1811–1865), deutscher Kaufmann, Frankfurter Politiker
- Edenfeld, Thekla (* 1871), deutsche Schriftstellerin
- Edenfield, Berry Avant (1934–2015), US-amerikanischer Jurist und Politiker
- Edenharder, Wolfgang (* 1962), deutscher Sänger der volkstümlichen Musik
- Edenharter, Andrea (* 1985), deutsche Rechtswissenschaftlerin und Hochschullehrerin
- Edenharter, Annelies, deutsche Schauspielerin
- Edenharter, Birgit (* 1953), deutsche Schauspielerin und Synchronsprecherin
- Edenharter, Otto-Erich (1906–1987), deutscher Schauspieler
- Edenhauser, Josef (* 1962), österreichischer Politiker (ÖVP), Landtagsabgeordneter in Tirol
- Edenhofer, Alois (1820–1896), deutscher Seminarlehrer, Kirchenmusiker und Komponist
- Edenhofer, Julia (1946–2018), deutsche Buchautorin und Hörfunkmoderatorin beim Bayerischen Rundfunk
- Edenhofer, Ludwig (1828–1895), deutscher Orgelbauer
- Edenhofer, Ludwig junior (1861–1940), Orgelbauer
- Edenhofer, Ottmar (* 1961), deutscher KlimaforscherOttmar Edenhofer (* 1961)

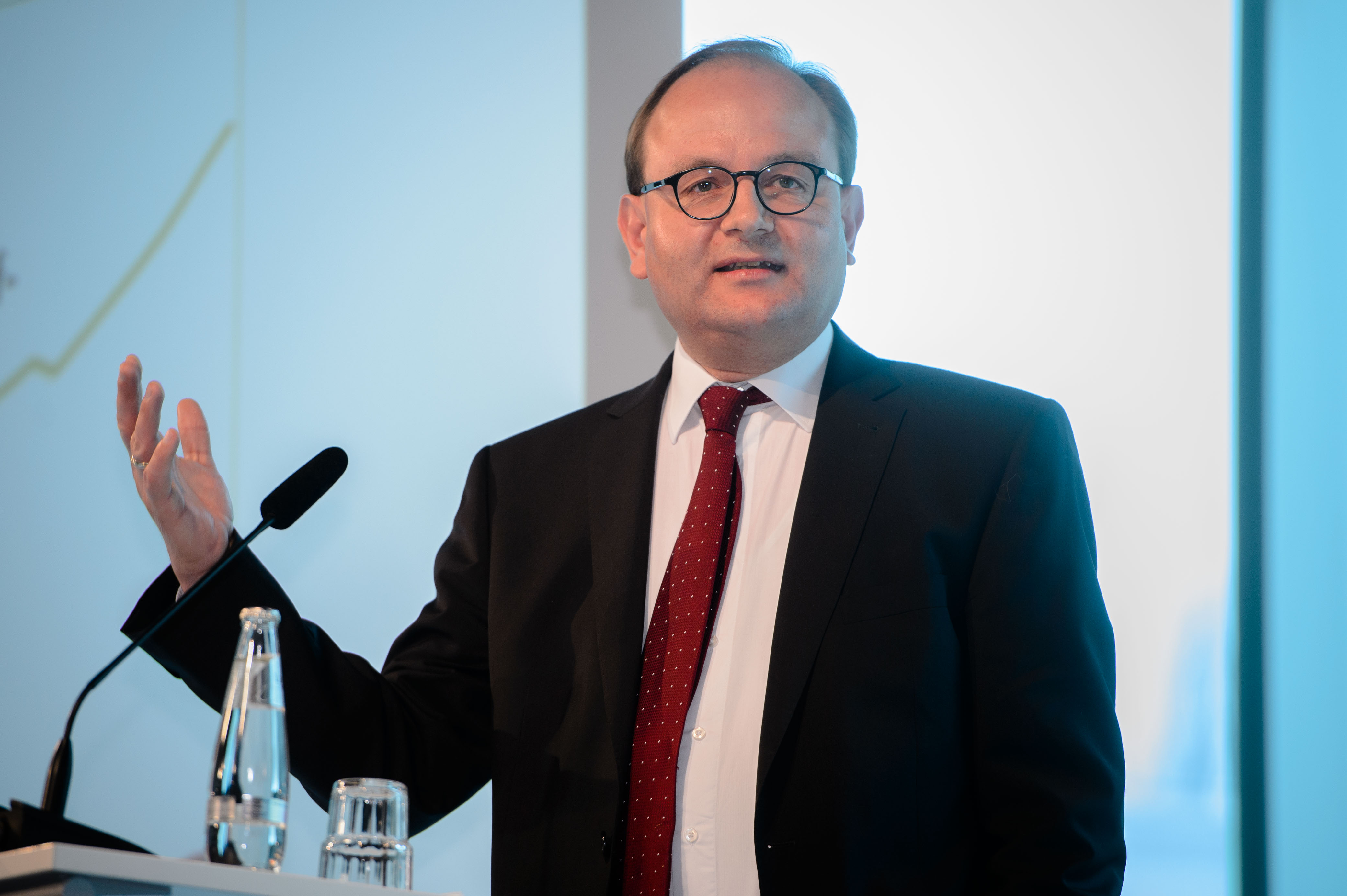
Ottmar Edenhofer (* 1961)

- Edenhofer, Wolfgang (1940–2011), deutscher Jurist
- Edenílson (* 1989), brasilianischer Fußballspieler
- Edens, Ernst (1876–1944), deutscher Internist und Kardiologe
- Edens, Henning (1885–1943), deutscher Maler
- Edens, Roger (1905–1970), US-amerikanischer Komponist, Filmkomponist und Filmproduzent
- Edenshaw, Charles († 1920), Häuptling der Haida und Schnitzkünstler

#### Eder
- Éder (* 1986), brasilianischer Fußballspieler
- Éder (* 1987), portugiesisch-guinea-bissauischer Fußballspieler
- Éder de La Fontenelle, Guy († 1602), französischer Adliger und Kriegsherr
- Eder de Lastra, Erich (* 1933), österreichischer Komponist
- Éder Luís (* 1985), brasilianischer Fußballspieler
- Eder von Kainbach, Andreas (1576–1652), Hofkammervizepräsident, Hofpfennigmeister und Begründer des Adelsgeschlechts von Kainbach
- Eder von Kainbach, Paul († 1638), österreichischer Adliger
- Eder von Kainbach, Thomas († 1661), kaiserlicher Hofzahlmeister, steirischer Hofpfennigmeister und jüngerer Bruder von Andreas Eder von Kainbach
- Eder, Alex (* 1983), deutscher Kommunalpolitiker (Freie Wähler Unterallgäu)
- Eder, Alexander (* 1998), österreichischer Singer-SongwriterAlexander Eder (* 1998)

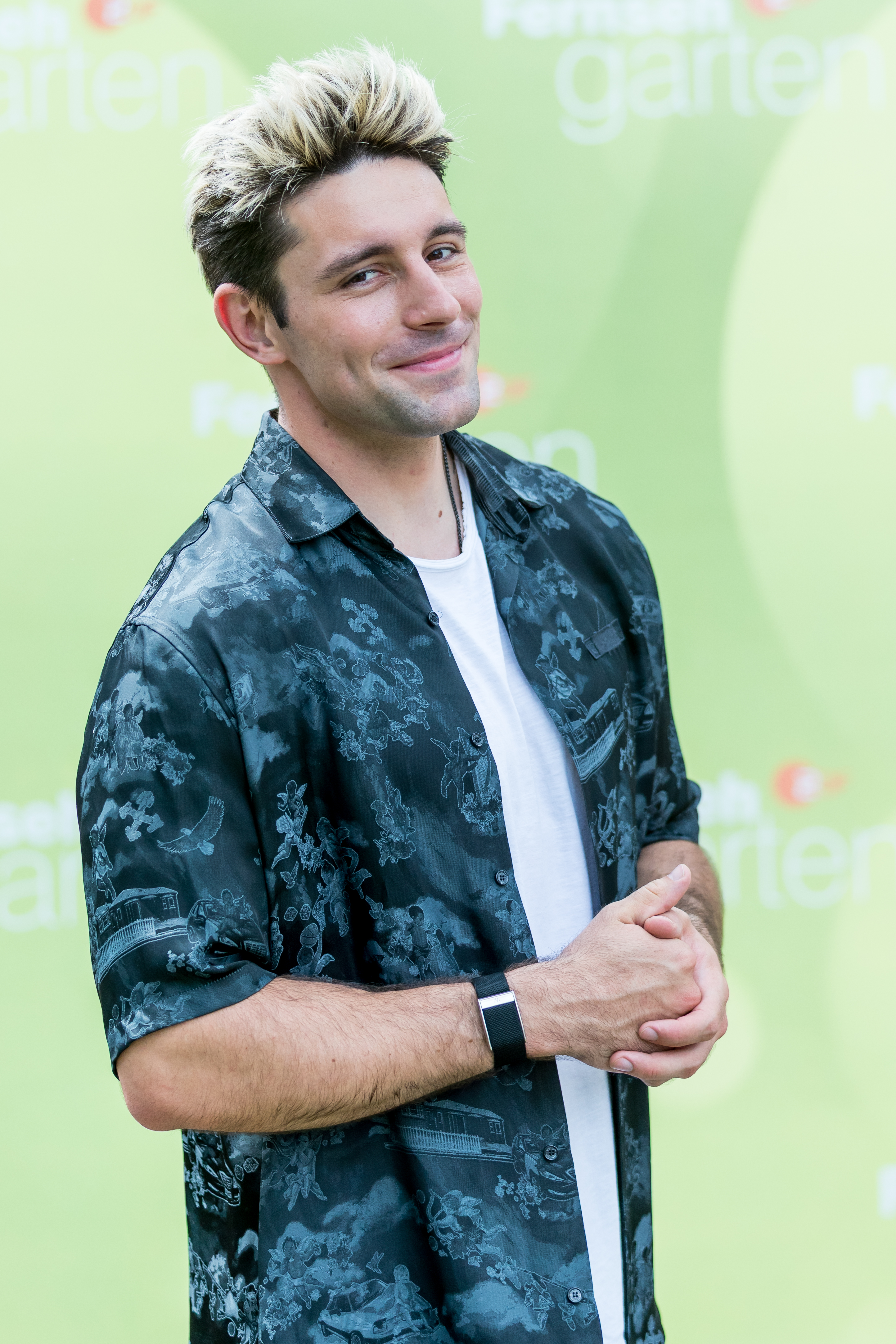
Alexander Eder (* 1998)

- Eder, Alfred (* 1953), österreichischer Biathlontrainer und früherer Biathlet
- Eder, Andreas (* 1996), deutscher EishockeyspielerAndreas Eder (* 1996)

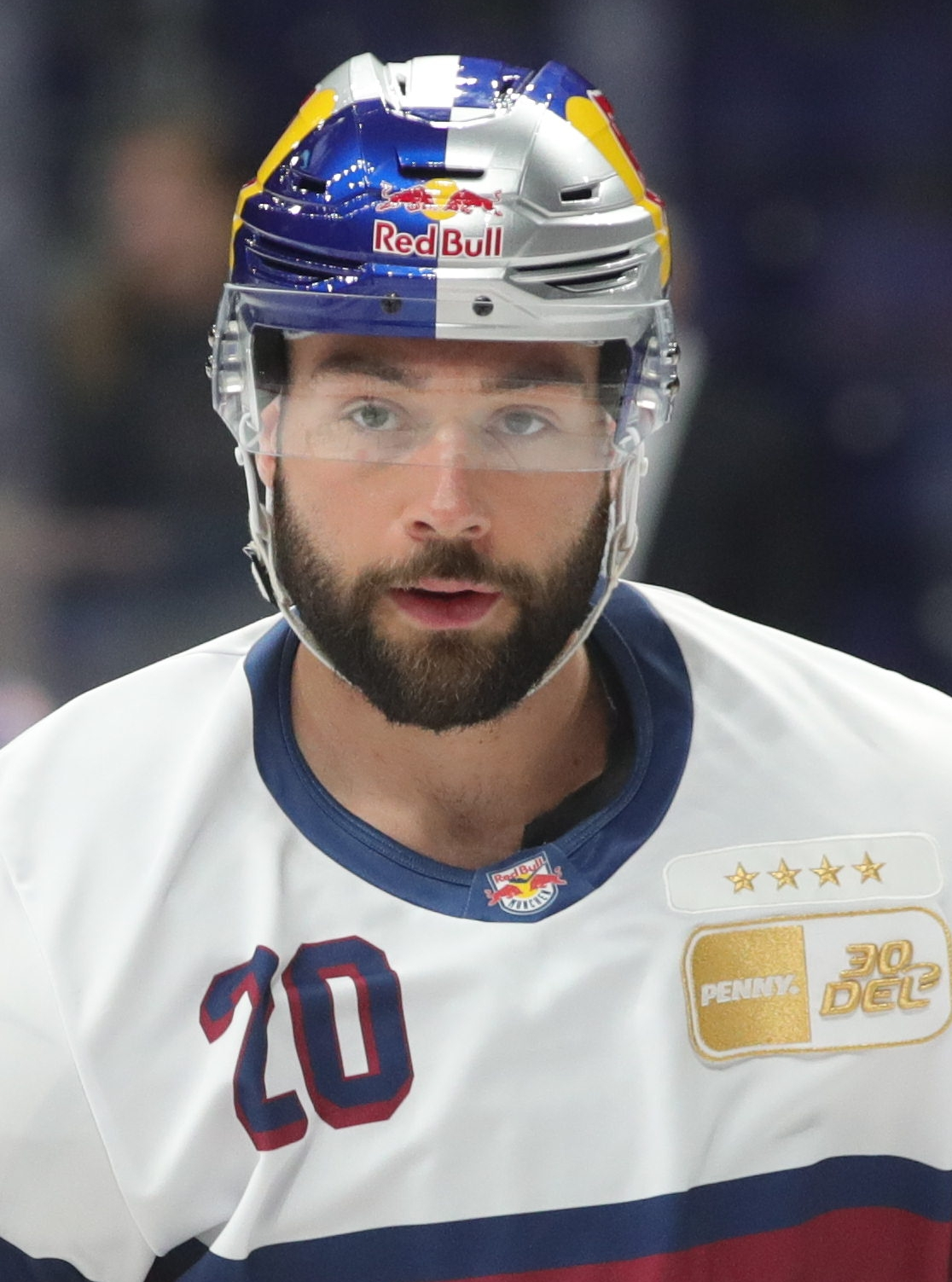
Andreas Eder (* 1996)

- Eder, Anna (* 1950), deutsche Kommunalpolitikerin (CSU)
- Eder, Anselm (* 1947), österreichischer Soziologe
- Eder, Anton (* 1843), deutscher Schmiedemeister und Politiker
- Eder, Anton (1868–1952), österreichischer Politiker, Bürgermeister von Innsbruck
- Eder, Anton (1924–2004), österreichischer Politiker (ÖVP), Mitglied des Bundesrates
- Eder, Barbara (* 1976), österreichische Film- und Fernsehregisseurin und Drehbuchautorin
- Eder, Benjamin (* 1980), österreichischer Biathlet
- Eder, Bernhard (* 1984), österreichischer Biathlet und Skilangläufer
- Eder, Bianca (* 1981), deutsche Fußballspielerin
- Eder, Birgitta (* 1962), österreichische Althistorikerin, Klassische Archäologin und Mykenologin
- Eder, Carl (1892–1965), Schweizer Politiker und Nationalrat
- Eder, Carsten (* 1978), deutscher Filmeditor
- Eder, Christian (* 1964), österreichischer Maler und bildender Künstler
- Eder, Christine (* 1976), österreichische Theaterregisseuse
- Eder, Christoph (* 1987), deutscher Filmregisseur und Autor
- Eder, Claudia (* 1948), deutsche Opern-, Lied- und Konzertsängerin (Mezzosopran)
- Eder, Elfriede (* 1970), österreichische Skirennläuferin
- Eder, Fabian (* 1963), österreichischer Filmemacher, Regisseur, Kameramann und Autor
- Eder, Felix von (1856–1942), bayerischer General der Infanterie
- Eder, Franz, deutscher Skispringer
- Eder, Franz (1920–1999), österreichischer Unternehmer, Vereinsfunktionär und Kommunalpolitiker
- Eder, Franz (* 1942), deutscher Karikaturist, Illustrator und Schnellzeichner
- Eder, Franz (* 1944), deutscher Bodybuilder
- Eder, Franz Albert (1818–1890), österreichischer Geistlicher, Erzbischof von Salzburg und Politiker, Landtagsabgeordneter
- Eder, Franz X. (* 1958), österreichischer Historiker
- Eder, Franz Xaver (1914–2009), deutscher Physiker
- Eder, Franz Xaver (1925–2013), deutscher katholischer Bischof von Passau
- Eder, Georg (1523–1587), Jurist und Historiker
- Eder, Georg (1928–2015), österreichischer Geistlicher, Erzbischof von Salzburg
- Eder, Gernot (1929–2000), österreichischer Physiker
- Eder, Gottfried (1937–2014), österreichischer Mönch und Priester
- Eder, Gustav (1861–1909), österreichischer Politiker, Bürgermeister von Linz
- Eder, Gustav (1907–1992), deutscher Boxer
- Eder, Hannes (* 1967), österreichischer Musiker, General Manager von Universal Music Austria
- Eder, Hannes (* 1983), österreichischer Fußballspieler und -trainer
- Eder, Hans (1880–1966), deutscher Politiker (BBB; CSU), MdR, MdL
- Eder, Hans (1883–1955), rumänischer Maler
- Eder, Hans (1890–1944), Superintendent
- Eder, Hans (1927–2008), österreichischer Skisportler
- Eder, Hans (1934–2022), deutscher Fußballspieler und Fußballtrainer
- Eder, Hans-Karl (* 1950), deutscher Lehrer, Mathematiker und Buchautor
- Eder, Heike (* 1988), österreichische Behindertensportlerin im Bereich Ski Alpin
- Eder, Heinrich (* 1967), österreichischer Bildhauer und Objektkünstler
- Eder, Helmut (1916–2005), österreichischer Komponist
- Eder, Hermann (1879–1953), deutscher Polizeibeamter
- Eder, Jakob (1874–1932), deutscher Politiker (SPD)
- Eder, Jakob (* 1999), niederösterreichischer Komponist, Musiker, Model und Schauspieler
- Eder, Jasmin (* 1992), österreichische Fußballspielerin
- Eder, Joachim (* 1951), Schweizer Politiker (FDP), Landammann von Zug
- Eder, Joachim Leonz (1772–1848), Schweizer Jurist und Politiker
- Eder, Johannes (* 1979), österreichischer Skilangläufer
- Eder, Josef (* 1942), österreichischer Bobsportler
- Eder, Josef Maria (1855–1944), österreichischer Fotochemiker
- Eder, Josefin (* 1995), deutsche Sportschützin
- Eder, Josephine (1815–1868), österreichische klassische Pianistin
- Eder, Julia (* 1982), deutsche Schauspielerin
- Eder, Karl (1889–1961), österreichischer Historiker
- Eder, Karoline (* 1958), deutsche Richterin am Bundespatentgericht
- Eder, Katrin (* 1976), deutsche Politikerin (Bündnis 90/Die Grünen)Katrin Eder (* 1976)

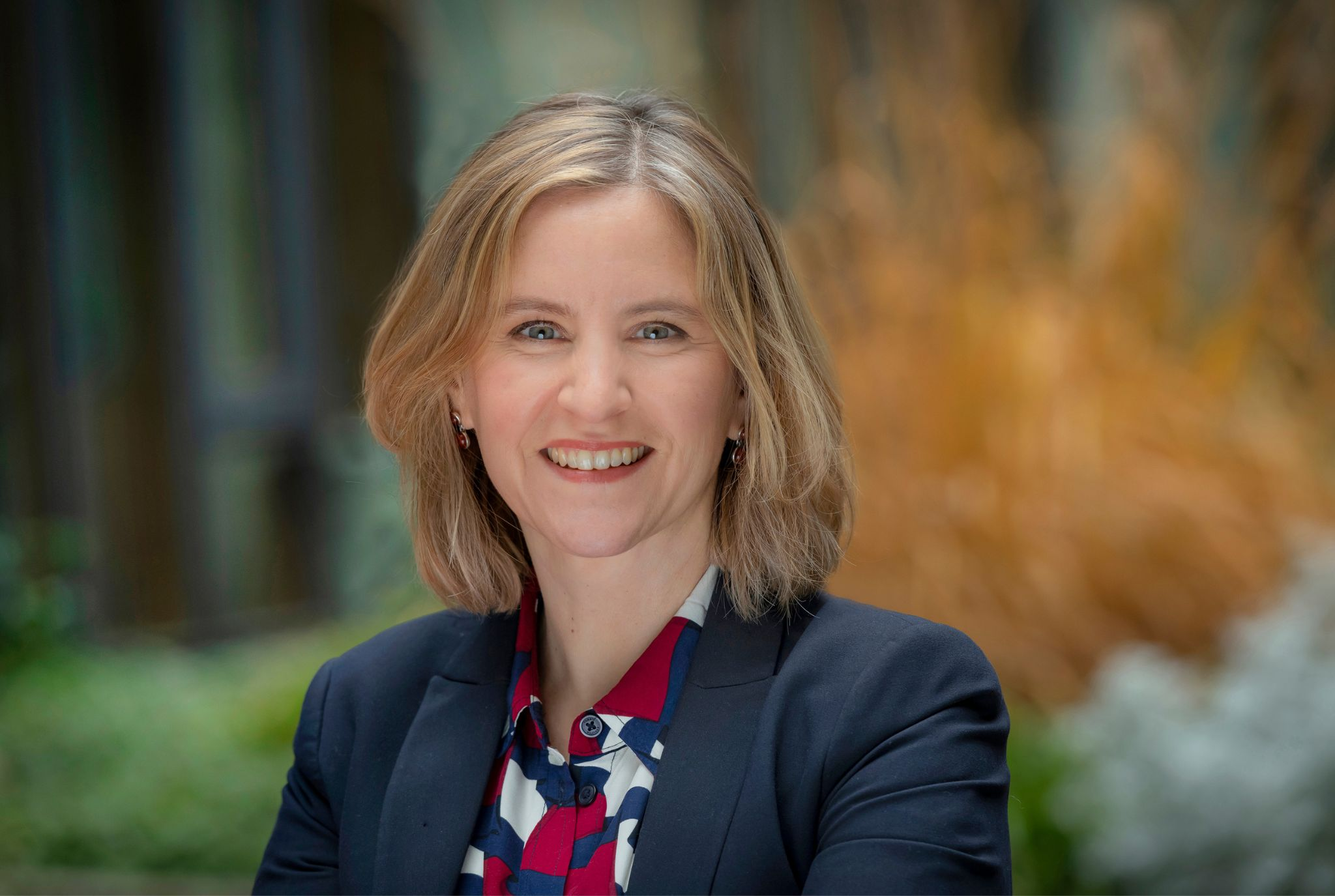
Katrin Eder (* 1976)

- Eder, Klaus (* 1946), deutscher Soziologe
- Eder, Kurt (* 1946), österreichischer Politiker (SPÖ), Landtagsabgeordneter, Abgeordneter zum Nationalrat
- Eder, Leonhard (* 1933), deutscher Bildhauer
- Eder, Lisa (* 2001), österreichische SkispringerinLisa Eder (* 2001)

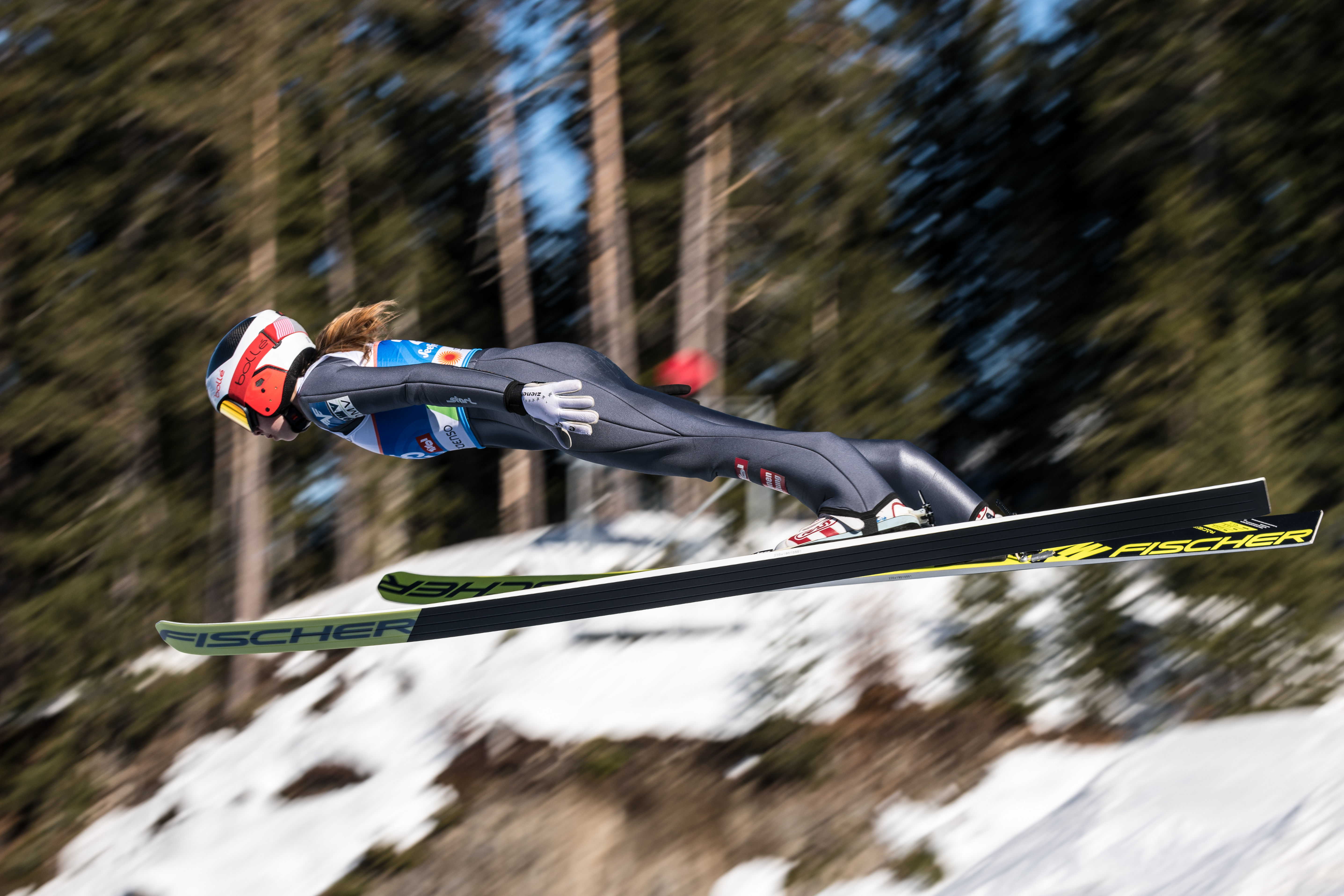
Lisa Eder (* 2001)

- Eder, Liselotte (1922–1993), deutsche Übersetzerin und Schauspielerin
- Eder, Manfred (* 1958), deutscher katholischer Theologe und Hochschullehrer
- Eder, Mari (* 1987), finnische Biathletin
- Eder, Marie (1824–1908), österreichische Opernsängerin (Sopran)
- Eder, Martin (* 1968), deutscher Maler
- Eder, Marvin (1931–2022), US-amerikanischer Bodybuilder
- Eder, Matthias (* 1968), deutscher Bildhauer
- Eder, Maximilian, deutscher Offizier und Verschwörungstheoretiker
- Eder, Michael (* 1961), deutscher Skirennläufer
- Eder, Moritz (* 2003), österreichischer Fußballspieler
- Eder, Natalija (* 1980), belarussisch-österreichische Athletin
- Eder, Norbert (1955–2019), deutscher Fußballspieler
- Eder, Otto (1924–1982), österreichischer Maler und Bildhauer
- Eder, Otto Anton (1930–2004), österreichischer Regisseur und Schauspieler
- Eder, Patrick (* 1990), Schweizer Unihockeyspieler
- Eder, Peter (* 1969), österreichischer Verbandsfunktionär und Politiker
- Eder, Peter Joseph Aloys (1792–1867), deutscher Jurist und Politiker der Freien Stadt Frankfurt
- Eder, Philipp (* 1968), österreichischer Militär
- Eder, Richard (1932–2014), US-amerikanischer Journalist, Theaterkritiker, Literaturkritiker und Filmkritiker
- Eder, Richard (* 1940), österreichischer Galerist
- Eder, Robert (1848–1918), österreichischer Heimatforscher, Ornithologe und Volkskundler
- Eder, Robert (1885–1944), Schweizer Pharmazeut und Apotheker
- Eder, Robert (* 1961), deutscher Schauspieler und Hörspielsprecher
- Eder, Robin (* 1994), deutscher Fußballtrainer
- Eder, Rudolf (* 1930), deutscher Fußballspieler
- Eder, Rudolf (1934–2020), österreichischer Politiker (ÖVP), Abgeordneter zum Salzburger Landtag
- Eder, Ruth (* 1947), deutschsprachige Schriftstellerin und Journalistin
- Eder, Sebastian (* 1955), österreichischer Arzt und Politiker (ÖVP), Abgeordneter zum Nationalrat
- Eder, Simon (* 1983), österreichischer Biathlet
- Eder, Stefan (* 1981), österreichischer Springreiter
- Eder, Steffen (* 1997), deutscher Fußballspieler
- Eder, Sylvia (* 1965), österreichische Skirennläuferin
- Eder, Thomas († 1606), österreichischer Benediktiner und Abt
- Eder, Thomas (* 1968), österreichischer Literaturwissenschaftler
- Eder, Thomas (* 1980), österreichischer Fußballspieler
- Eder, Timo (* 2005), deutscher Turner
- Eder, Tobias (* 1966), deutscher bildender Künstler
- Eder, Tobias (1998–2025), deutscher EishockeyspielerTobias Eder (1998–2025)

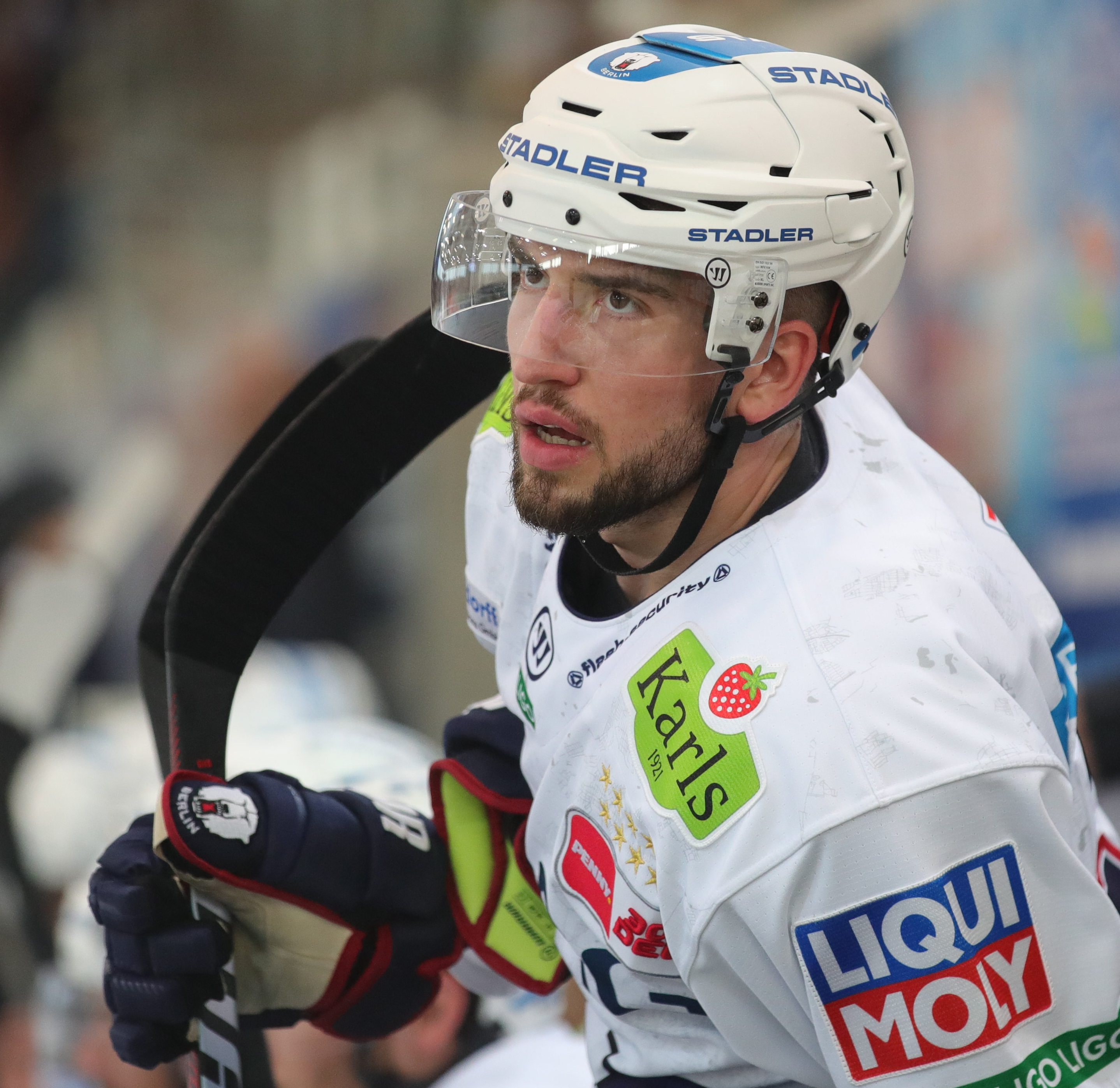
Tobias Eder (1998–2025)

- Eder, Traudl (* 1941), österreichische Skirennläuferin
- Eder, Walter (1941–2009), deutscher Althistoriker
- Eder, Wilhelm († 1660), deutscher Buchdrucker
- Eder, Wilhelm (1780–1866), österreichischer Benediktiner-Abt und Politiker, Landtagsabgeordneter
- Eder, Wolfgang (1641–1703), Augustinereremit und geistlicher Schriftsteller
- Eder, Wolfgang (* 1942), deutscher Geologe
- Eder, Wolfgang (* 1952), österreichischer Manager
- Eder-Gitschthaler, Andrea (* 1961), österreichische Versicherungsangestellte und Politikerin (ÖVP), Abgeordnete zum Nationalrat
- Eder-Held, Lisa (* 1966), deutsche Regisseurin und Drehbuchautorin
- Eder-Hippler, Elke (* 1958), deutsche Politikerin (SPD), MdL
- Eder-Schwyzer, Jeanne (1894–1957), Schweizer Frauenrechtlerin
- Ederam, Bischof in Polen vor 1049
- Ederberg, Gesa (* 1968), deutsche Rabbinerin
- Ederer, Adolf (* 1935), deutscher Diplomat
- Ederer, Alois (1893–1959), deutscher Schachkomponist
- Ederer, Bernhard (* 1967), österreichischer Politiker (ÖVP), Landtagsabgeordneter
- Ederer, Brigitte (* 1956), österreichische Managerin und Politikerin (SPÖ), Abgeordnete zum NationalratBrigitte Ederer (* 1956)

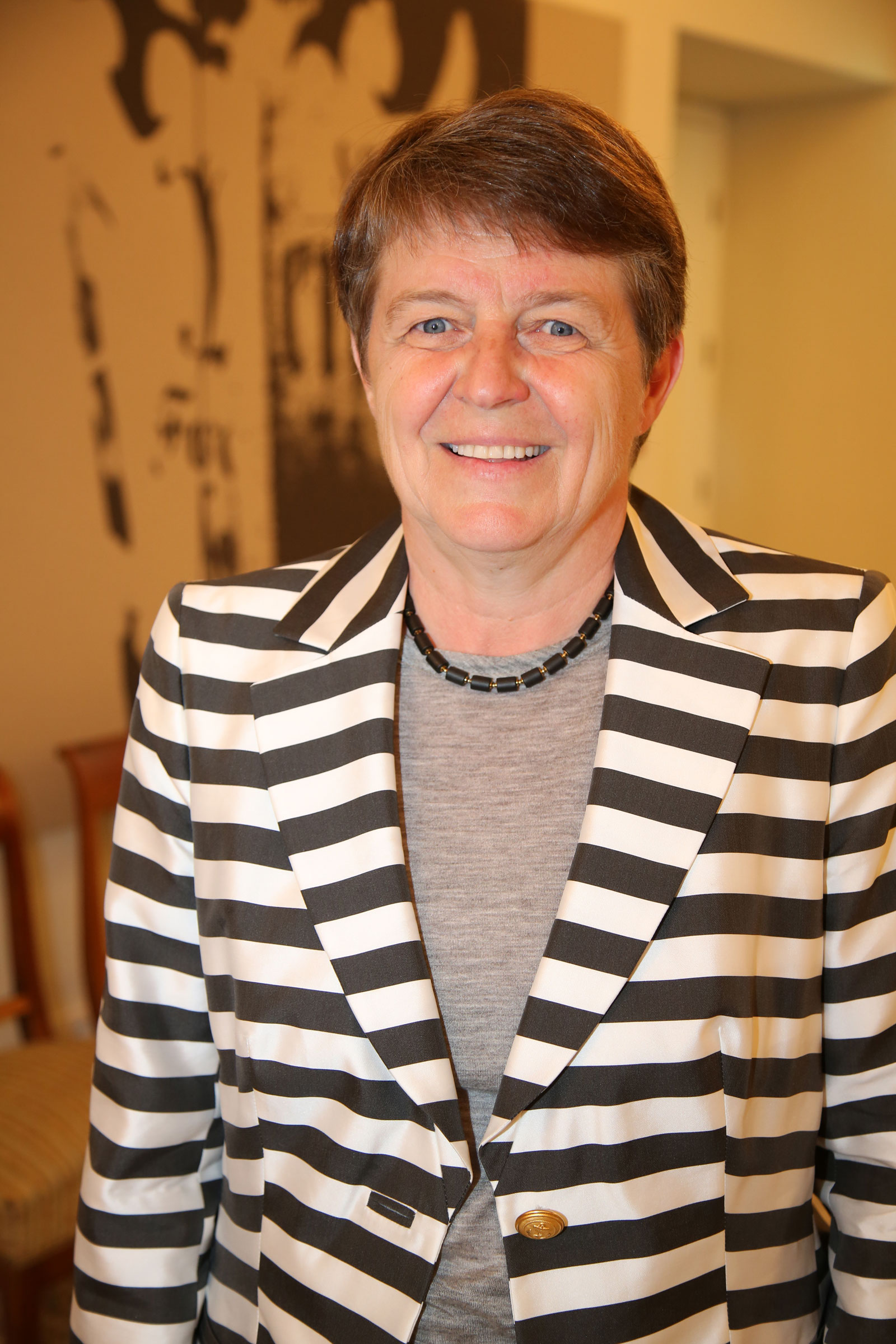
Brigitte Ederer (* 1956)

- Ederer, Carl (1875–1951), österreichischer Maler, Grafiker und Mosaizist, in Deutschland wirkend (ab 1910)
- Ederer, Günter (* 1941), deutscher Wirtschaftsjournalist, Filmemacher und Publizist
- Ederer, Karl (* 1955), deutscher Koch und Gastronom
- Ederer, Manuel (* 1993), deutscher Poolbillardspieler
- Ederer, Markus (* 1957), deutscher Diplomat
- Ederer, Matthias (* 1977), deutscher katholischer Theologe
- Ederer, Pepe, Komponist
- Ederer-Fick, Elfriede (1950–2016), Pädagogin
- Ederle, Gertrude (1905–2003), US-amerikanische SchwimmerinGertrude Ederle (1905–2003)

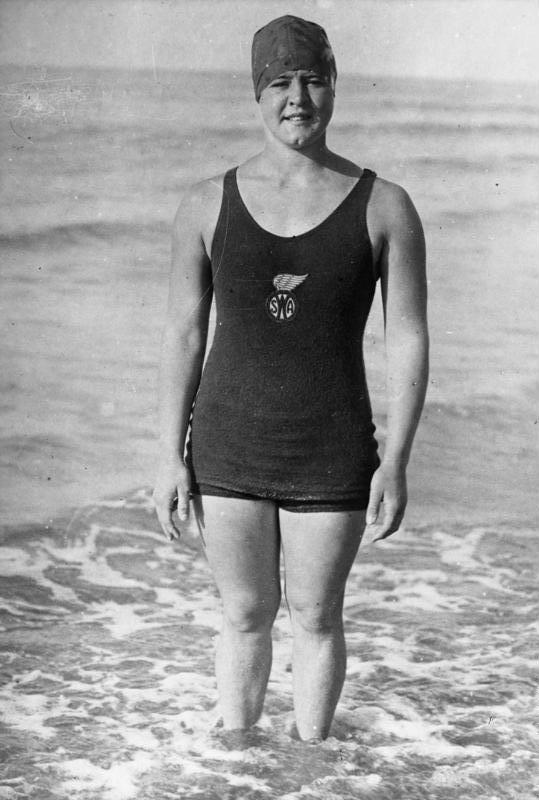
Gertrude Ederle (1905–2003)

- Ederle, Wilhelm (1901–1966), deutscher Mediziner
- Edern, bretonischer Heiliger
- Edersheim, Berthe (1901–1993), niederländische Malerin
- Ederson (* 1986), brasilianischer Fußballspieler
- Éderson (* 1989), brasilianischer Fußballspieler
- Ederson (* 1993), brasilianischer Fußballspieler
- Éderson (* 1999), brasilianischer Fußballspieler
- Edert, Eduard (1880–1967), deutscher Politiker (parteilos), MdB und Schriftsteller
- Edery, Jacob (* 1950), israelischer Politiker und Minister
- Edery, Raphael (1937–2024), israelischer Politiker

#### Edes
- Édes, András (* 1948), ungarischer Badmintonspieler
- Edesa, Workenesh (* 1992), äthiopische Langstreckenläuferin
- Edesio Alejandro (1958–2025), kubanischer Musiker und Komponist für Film, Fernsehen und Theater
- Edeson, Arthur (1891–1970), US-amerikanischer Kameramann

#### Edet
- Edet, Emilia (* 1946), nigerianische Sprinterin, Hürdenläuferin und Weitspringerin
- Edet, Nicolas (* 1987), französischer Radrennfahrer

#### Edey
- Edey, Tyler (* 1980), kanadischer Poolbillardspieler
- Edey, Zach (* 2002), kanadischer BasketballspielerZach Edey (* 2002)

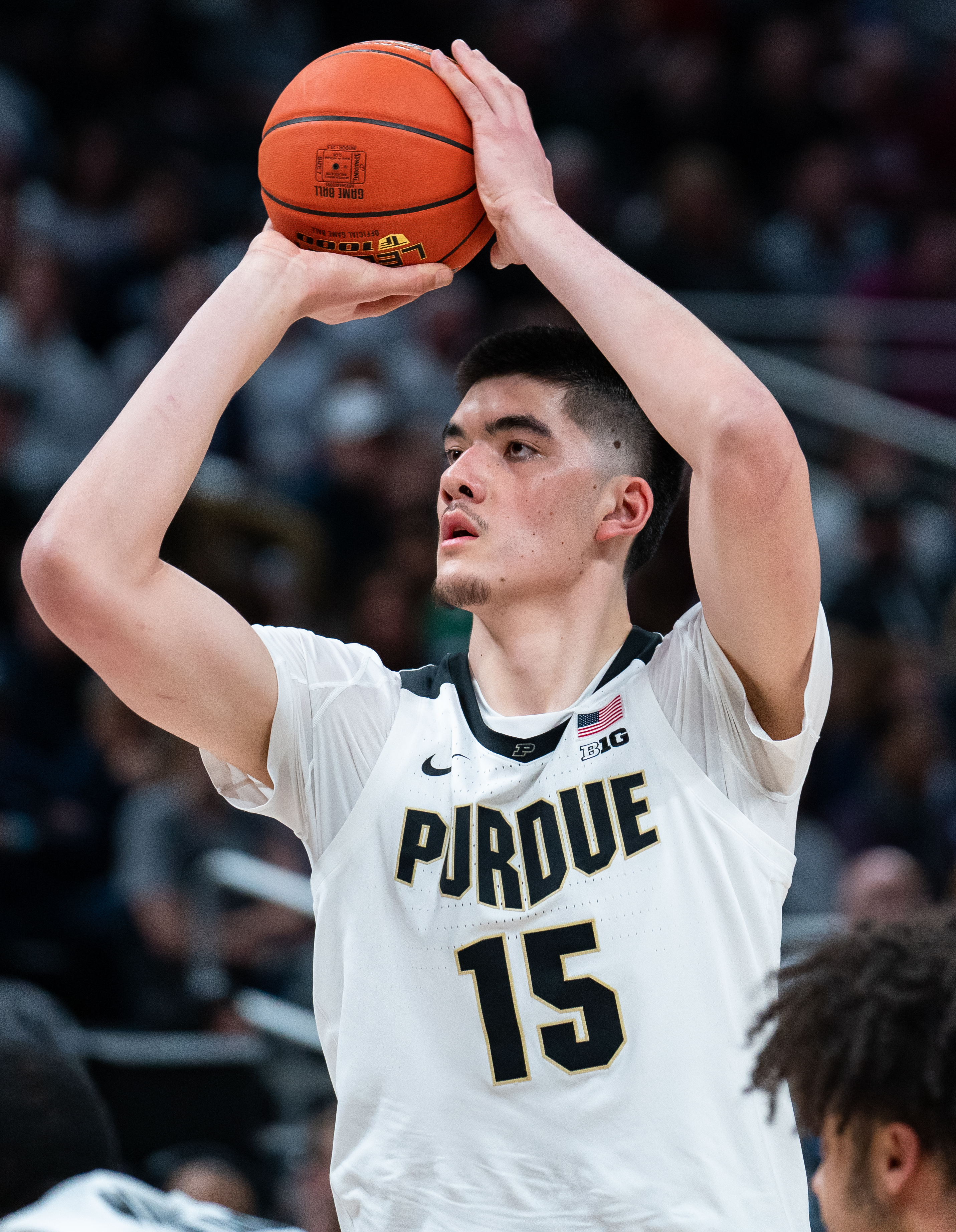
Zach Edey (* 2002)

#### Edez
- Edezath, Alexander (1904–1979), indischer Geistlicher, Bischof von Cochin

### Edf
- Edfast, Karl, schwedischer Skispringer
- Edfelder, Manuel (* 1996), deutscher Eishockeyspieler
- Edfeldt, Catti (* 1950), schwedische Schauspielerin
- Edfeldt, Per (1914–1988), schwedischer Sprinter
- Edfeldt, Tove (* 1983), schwedische Schauspielerin
- Edfelt, Johannes (1904–1997), schwedischer Lyriker, Übersetzer, Kritiker und Essayist
- Edfors, Johan (* 1975), schwedischer Berufsgolfer

### Edg
- Edgar († 975), König von Wessex und EnglandEdgar († 975)

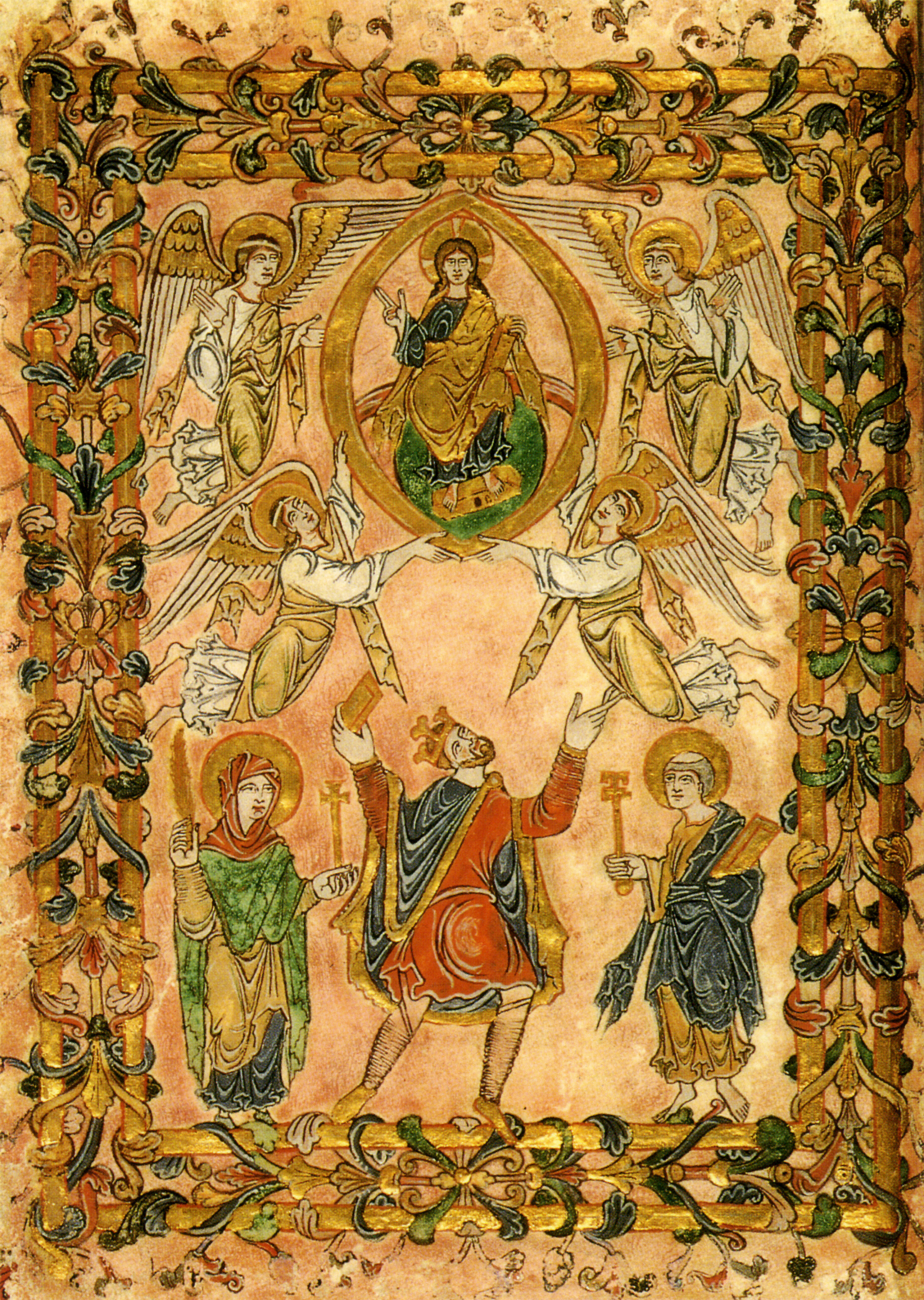
Edgar († 975)

- Edgar (1074–1107), schottischer König
- Edgar Ætheling, angelsächsischer Thronanwärter
- Edgar, Boy (1915–1980), niederländischer Jazz-Trompeter
- Edgar, David (* 1948), britischer Dramatiker
- Edgar, David (* 1950), US-amerikanischer Schwimmer
- Edgar, David (* 1987), kanadischer Fußballspieler
- Edgar, Elizabeth (1929–2019), neuseeländische Botanikerin
- Edgar, Frankie (* 1981), US-amerikanischer Kampfsportler
- Edgar, Jan (1847–1900), österreichischer Theaterschauspieler, Theaterregisseur, Schriftsteller und Redakteur
- Edgar, Jim (* 1946), US-amerikanischer Politiker
- Edgar, Jonny (* 2004), britischer Autorennfahrer
- Edgar, Joseph T. (1910–1990), US-amerikanischer Politiker
- Edgar, Liz (1943–2020), britische Springreiterin
- Edgar, Matthew (* 1986), englischer Dartspieler
- Edgar, Owen Thomas (1831–1929), US-amerikanischer Soldat
- Edgar, Robert W. (1943–2013), US-amerikanischer Politiker
- Edgar, Ross (* 1983), britischer Radrennfahrer
- Edgar, Tyrone (* 1982), britischer Leichtathlet
- Edgar-Jones, Daisy (* 1998), britische SchauspielerinDaisy Edgar-Jones (* 1998)

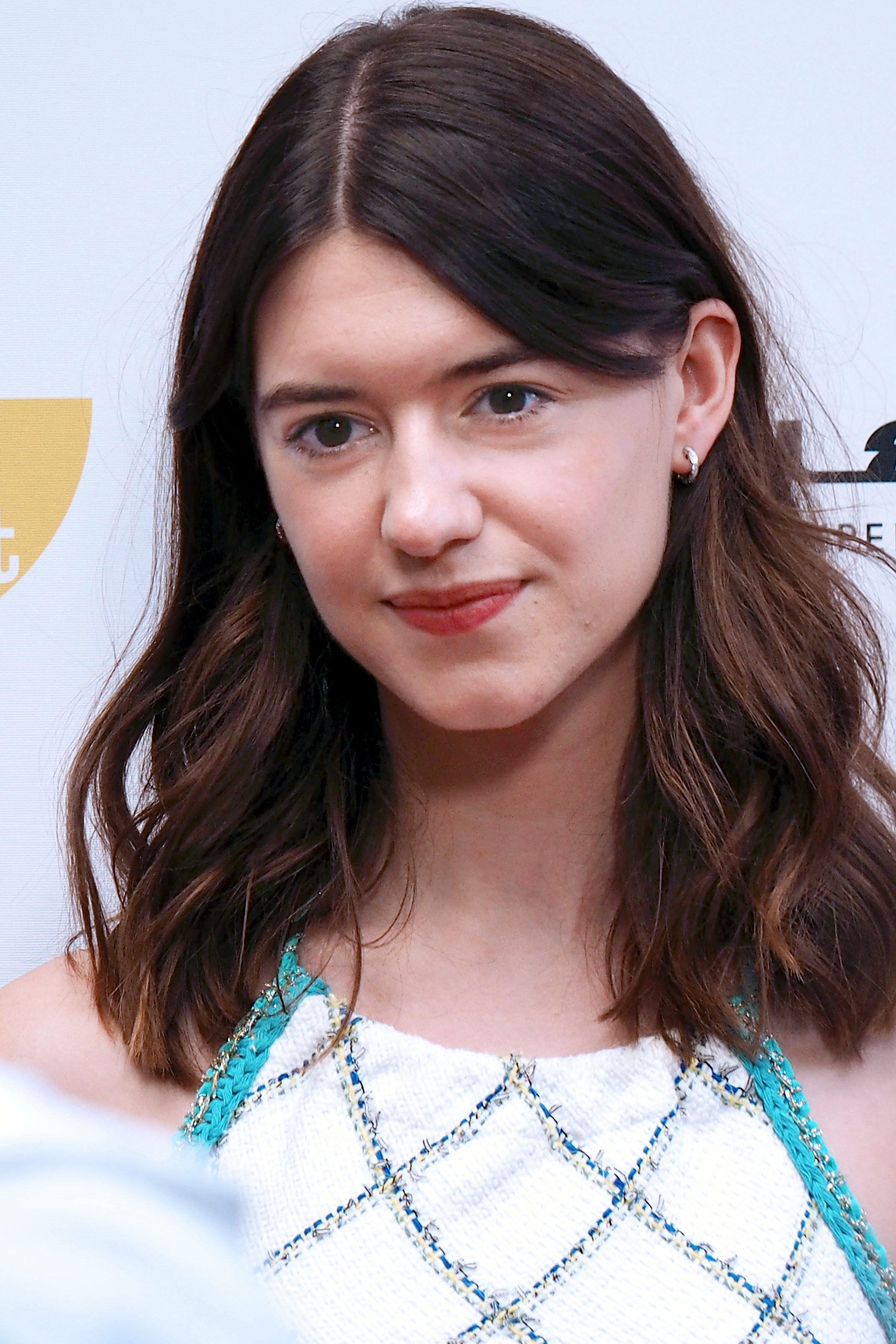
Daisy Edgar-Jones (* 1998)

- Edgcomb, Gabrielle Simon (1920–1997), US-amerikanische Historikerin und Dichterin
- Edgcumbe, Caroline, Countess of Mount Edgcumbe (1808–1881), britische Adlige
- Edgcumbe, Ernest, 3. Earl of Mount Edgcumbe (1797–1861), britischer Adliger und Politiker, Mitglied des House of Commons
- Edgcumbe, Ernestine (1843–1925), britische Adlige
- Edgcumbe, George (1800–1882), britischer Politiker und Diplomat
- Edgcumbe, George, 1. Earl of Mount Edgcumbe (1720–1795), britischer Adliger, Marineoffizier und Politiker
- Edgcumbe, Kenelm, 6. Earl of Mount Edgcumbe (1873–1965), britischer Adliger, Unternehmer und Politiker
- Edgcumbe, Oliver (1892–1956), britischer General
- Edgcumbe, Peter († 1539), englischer Adliger, Militär und Politiker
- Edgcumbe, Peter († 1608), englischer Politiker, Abgeordneter des House of Commons
- Edgcumbe, Piers († 1667), englischer Militär und Politiker
- Edgcumbe, Piers, 5. Earl of Mount Edgcumbe (1865–1944), britischer Adliger, Offizier und Politiker
- Edgcumbe, Richard († 1489), englischer Adliger, Diplomat und Politiker
- Edgcumbe, Richard (1499–1562), englischer Adliger und Politiker
- Edgcumbe, Richard, englischer Politiker
- Edgcumbe, Richard († 1639), englischer Adliger und Politiker
- Edgcumbe, Richard, englischer Adliger und Politiker
- Edgcumbe, Richard (1843–1937), britischer Höfling und Schriftsteller
- Edgcumbe, Richard, 1. Baron Edgcumbe († 1758), britischer Adliger und Politiker
- Edgcumbe, Richard, 2. Baron Edgcumbe (1716–1761), britischer Adliger und Politiker
- Edgcumbe, Richard, 2. Earl of Mount Edgcumbe (1764–1839), britischer Adliger und Politiker
- Edgcumbe, Robert (1851–1929), britischer Politiker, Autor und Jurist
- Edgcumbe, Robert, 8. Earl of Mount Edgcumbe (1939–2021), britischer Adliger und Peer
- Edgcumbe, William (1794–1818), britischer Politiker, Abgeordneter des House of Commons
- Edgcumbe, William, 4. Earl of Mount Edgcumbe (1833–1917), britischer Adliger, Höfling und Politiker, Mitglied des House of Commons
- Edge (* 1973), kanadischer Wrestler und SchauspielerEdge (* 1973)

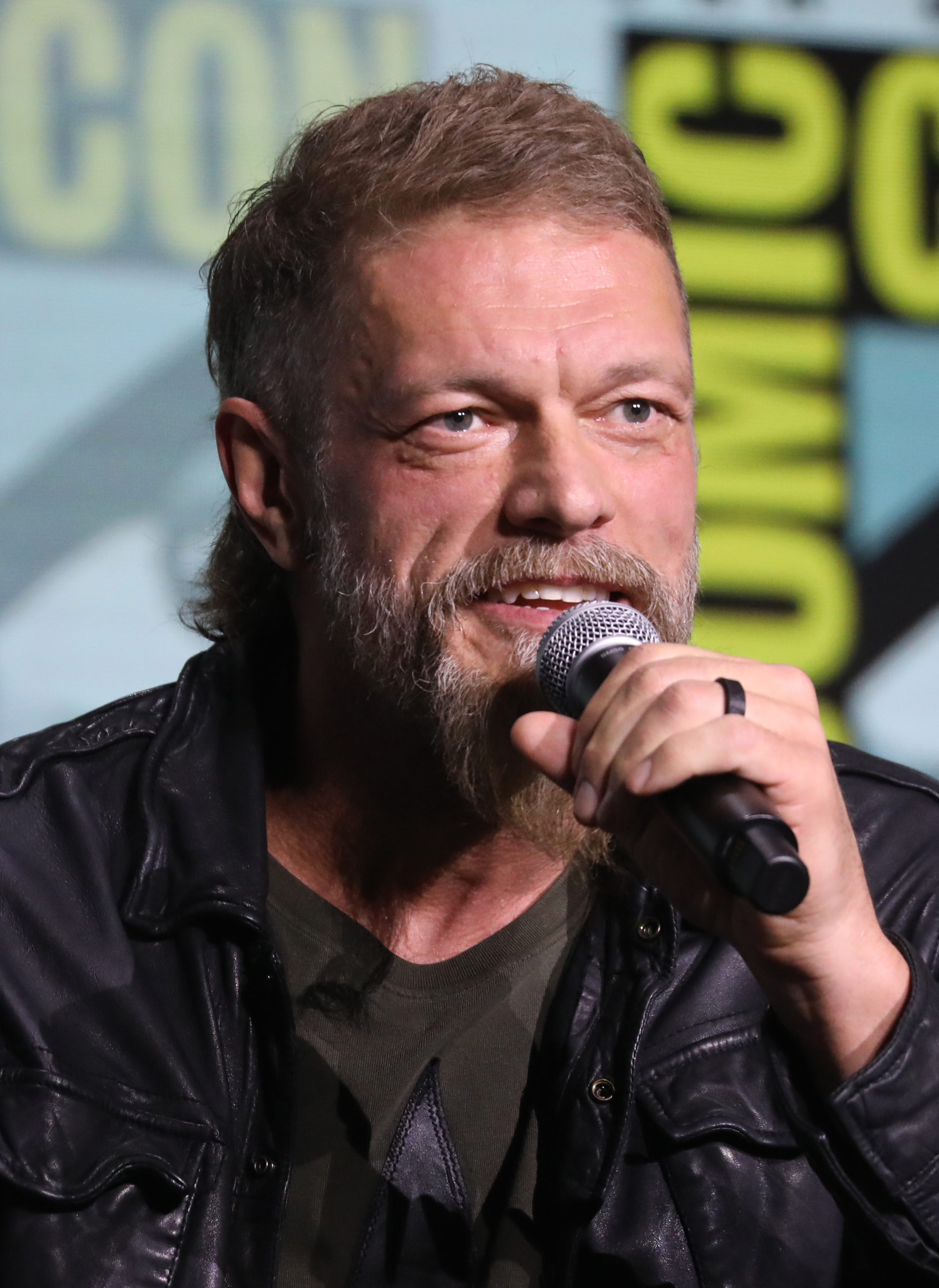
Edge (* 1973)

- Edge, Chelsea (* 1990), britische Schauspielerin
- Edge, David (1932–2003), britischer Wissenschaftssoziologe
- Edge, Graeme (1941–2021), britischer Schlagzeuger (The Moody Blues)
- Edge, Kieren (* 1985), südafrikanischer Eishockeyspieler
- Edge, Norman (1934–2018), US-amerikanischer Jazzmusiker
- Edge, Roland (* 1978), englischer Fußballspieler
- Edge, Selwyn (1868–1940), britischer Automobilrennfahrer
- Edge, The (* 1961), britisch-irischer Gitarrist der Band U2
- Edge, Walter Evans (1873–1956), US-amerikanischer Politiker
- Edge, William, 1. Baronet (1880–1948), britischer Politiker der Liberal Party, Unterhausabgeordneter und Juniorminister
- Edgecombe, Gregory (* 1964), kanadischer Paläontologe
- Edgehill, Arthur (1926–2024), US-amerikanischer Jazzmusiker (Schlagzeug)
- Edgell, Harry Edmond (1809–1876), britischer Konteradmiral
- Edgell, Kizzy (* 2002), britischer Schauspieler
- Edger, Kate (1857–1935), englische Mathematikerin und Pädagogin
- Edgerley, Kate (1887–1939), neuseeländische Botanikerin und High-School-Lehrerin
- Edgerton, Alfred Peck (1813–1897), US-amerikanischer Politiker
- Edgerton, Alonzo J. (1827–1896), US-amerikanischer Jurist und Politiker
- Edgerton, David (1927–2018), US-amerikanischer Unternehmer und Gründer der Burger King Corporation
- Edgerton, David (* 1959), britischer Historiker
- Edgerton, Devin (* 1970), kanadischer Eishockeyspieler
- Edgerton, Glen Edgar (1887–1976), US-amerikanischer Offizier
- Edgerton, Harold Eugene (1903–1990), amerikanischer Elektroingenieur, Erfinder des Stroboskops
- Edgerton, Joel (* 1974), australischer Schauspieler, Drehbuchautor, Filmproduzent und FilmregisseurJoel Edgerton (* 1974)

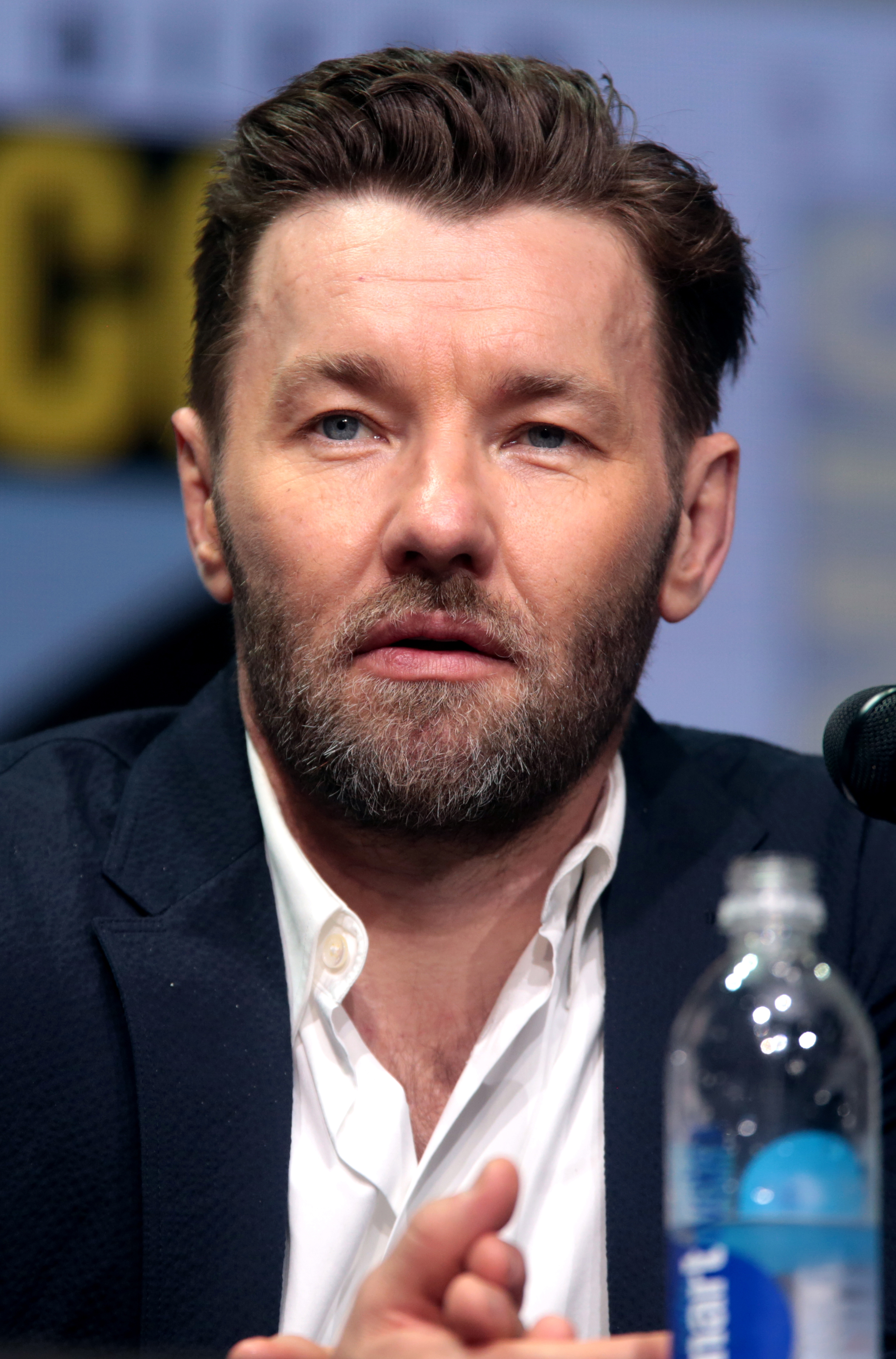
Joel Edgerton (* 1974)

- Edgerton, Joseph K. (1818–1893), US-amerikanischer Politiker
- Edgerton, Khia (1978–2008), US-amerikanische DJ
- Edgerton, Nash (* 1973), australischer Stuntman, Schauspieler, Regisseur und Filmproduzent
- Edgerton, Sidney (1818–1900), US-amerikanischer Politiker
- Edgeworth, Francis Ysidro (1845–1926), anglo-irischer Ökonom
- Edgeworth, Henry Essex (1745–1807), Beichtvater des französischen Königs Ludwig XVI.
- Edgeworth, Kenneth Essex (1880–1972), irischer Astronom
- Edgeworth, Maria (1767–1849), irisch-britische Schriftstellerin
- Edgeworth, Richard Lovell (1744–1817), irischer Aufklärer
- Edghill, Rosemary (* 1956), US-amerikanische Science-Fiction-Schriftstellerin
- Edgington, John (1936–1993), britischer Geher
- Edgitha (910–946), angelsächsische Prinzessin, als Gattin Ottos des Großen Königin des OstfrankenreichesEdgitha (910–946)

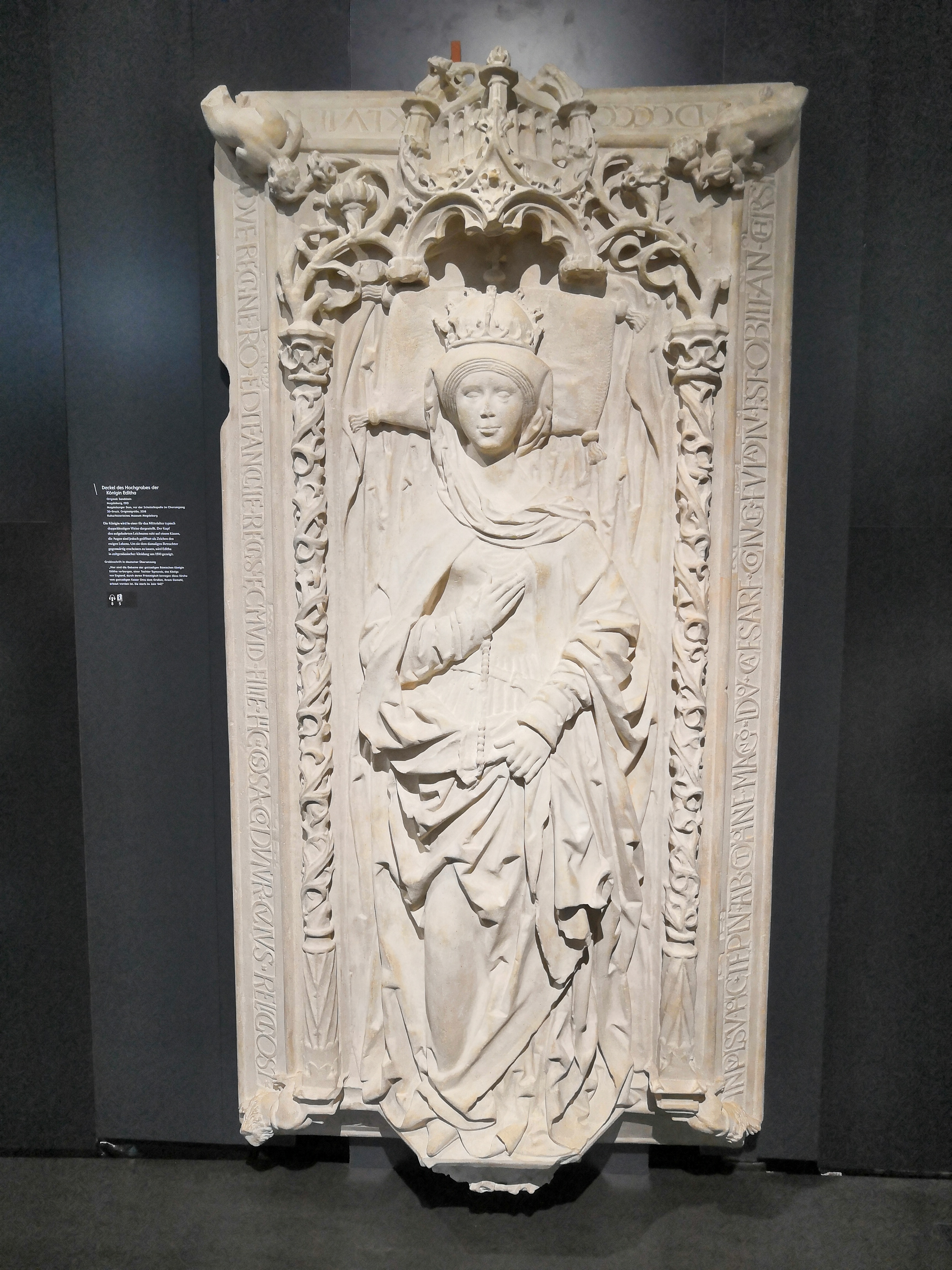
Edgitha (910–946)

- Edgley, Gigi (* 1977), australische Schauspielerin
- Edgü, Ferit (* 1936), türkischer Schriftsteller

### Edh
- Edhart, Lynden (* 2005), niederländischer Fußballspieler
- Edhem Eldem, Halil (1861–1938), türkischer Archäologe
- Edhem, İbrahim Pascha (1818–1893), türkischer General und Großwesir des Osmanischen Reiches
- Edhi, Abdul Sattar (1928–2016), pakistanischer Philanthrop
- Edhofer, Walter (1911–1971), österreichischer Schauspieler und Résistancekämpfer
- Edholm, Lotta (* 1965), schwedische Politikerin (Liberalerna), Reichstagsmitglied und Schulministerin
- Edholm, Rafael (* 1966), schwedischer Schauspieler, Regisseur und Drehbuchautor
- Edhouse, Ritchie (* 1983), englischer Dartspieler

### Edi
- Edi, Guy (* 1988), ivorisch-französischer Basketballspieler
- Edib, Habib (1890–1968), türkischer Journalist und Zeitungsgründer
- Edie, John Rufus (1814–1888), US-amerikanischer Politiker
- Edig, Horst (1935–2022), deutscher Politiker (SPD), MdL
- Edigar Junio (* 1991), brasilianischer Fußballspieler
- Ediger, Franz (* 1894), deutscher Politiker (DDP, LDPD)
- Edigey, Jerzy (1912–1983), polnischer Anwalt und Schriftsteller
- Edigin, Eddy (* 1995), deutscher BasketballspielerEddy Edigin (* 1995)

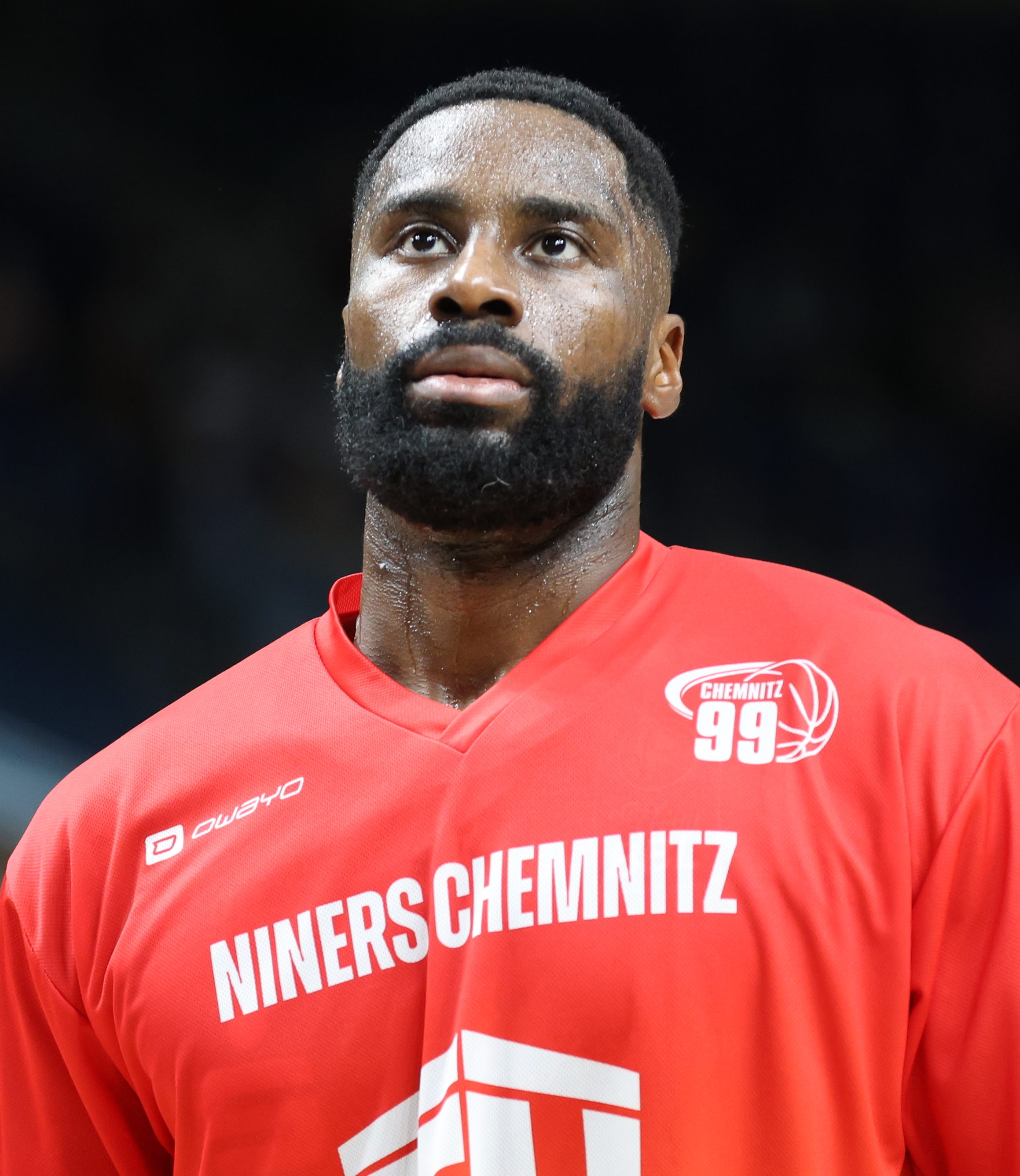
Eddy Edigin (* 1995)

- Edigna von Puch († 1109), selige Einsiedlerin, die in einer Linde lebte
- Edigü († 1419), Figur der Goldenen Horde
- Édika (* 1940), französischer Comiczeichner
- Edil, Tuncer (* 1945), türkisch-US-amerikanischer Bauingenieur
- Edílson (* 1971), brasilianischer Fußballspieler
- Edimo, Samuel (1934–1997), kamerunischer Fußballspieler
- Edin (* 1985), deutscher Singer-Songwriter
- Edin, Günter (1941–2016), deutscher Musiker, Liedermacher und Komponist
- Edin, Johan (* 1987), schwedischer Skilangläufer
- Edin, Niklas (* 1985), schwedischer Curler
- Edin, Salah (* 1980), niederländischer Rapper
- Edin, Sven, schwedischer Skilangläufer
- Edin, Trygve (1911–1948), norwegischer Skispringer
- Edinburgh, Justin (1969–2019), englischer Fußballspieler und -trainer
- Edinburgh-Maler, attischer schwarzfiguriger Vasenmaler
- Eding, Lucas Hinrich (1717–1790), Hamburger Oberalter
- Edinger, Anna (1863–1929), deutsche Sozialpolitikerin, Frauenrechtlerin, Stifterin und Friedensaktivistin
- Edinger, Christiane (* 1945), deutsche Violinistin
- Edinger, Dora (1890–1977), deutsche Historikerin und Autorin
- Edinger, Eva-Maria (* 1966), österreichische Synchronschwimmerin
- Edinger, Fritz (* 1888), deutscher Nervenarzt und Publizist
- Edinger, Gerd (* 1951), deutscher Künstler
- Edinger, Lewis Joachim (1922–2008), US-amerikanischer Politologe
- Edinger, Ludwig (1855–1918), deutscher Mediziner, Neurologe und Gehirnforscher
- Edinger, Ludwig (1917–2000), deutscher Berufsoffizier, Kampfkommandant und Retter der Stadt Apolda
- Edinger, Marcus (1820–1879), Textilfabrikant und Landtagsabgeordneter Großherzogtum Hessen
- Edinger, Rudolf (1902–1997), österreichischer Gewichtheber
- Edinger, Rutger, katholischer Priester, Theologe, Autor, Übersetzer und Publizist
- Edinger, Tilly (1897–1967), deutsche Paläontologin, Begründerin der Paläoneurologie in Deutschland
- Edinger-Schons, Laura Marie (* 1982), deutsche Wirtschaftswissenschaftlerin und Universitätsprofessorin für Corporate Social Responsibility an der Universität Mannheim
- Edingshaus von Lassberg, Anna (1940–2018), deutsche Autorin und Wissenschaftsjournalistin
- Edington, Harry E. (1888–1949), US-amerikanischer Filmproduzent und Agent
- Edington, Sophie (* 1984), australische Schwimmerin
- Edionwe, Benjamin (* 2002), österreichischer Handballspieler
- Ediri Bandanage, Channa (* 1978), sri-lankischer Fußballspieler
- Edirisinghe, Thushara (* 1971), sri-lankischer Badmintonspieler
- Edirne, Ertugrul (* 1954), türkischer Maler und Zeichner
- Edis (* 1990), türkischer Popmusiker
- Edis, Mirze (* 1972), deutscher Politiker (Die Linke)
- Edis, Paul, britischer Jazzmusiker (Piano, Keyboard)
- Edis, Richard (1943–2002), britischer Diplomat
- Edischeraschwili, Giorgi (* 1988), georgischer Ringer
- Édison (* 1989), brasilianischer Fußballspieler
- Edison, Charles (1890–1969), US-amerikanischer Politiker
- Edison, Sweets (1915–1999), US-amerikanischer Jazztrompeter
- Edison, Thomas Alva (1847–1931), US-amerikanischer ErfinderThomas Alva Edison (1847–1931)

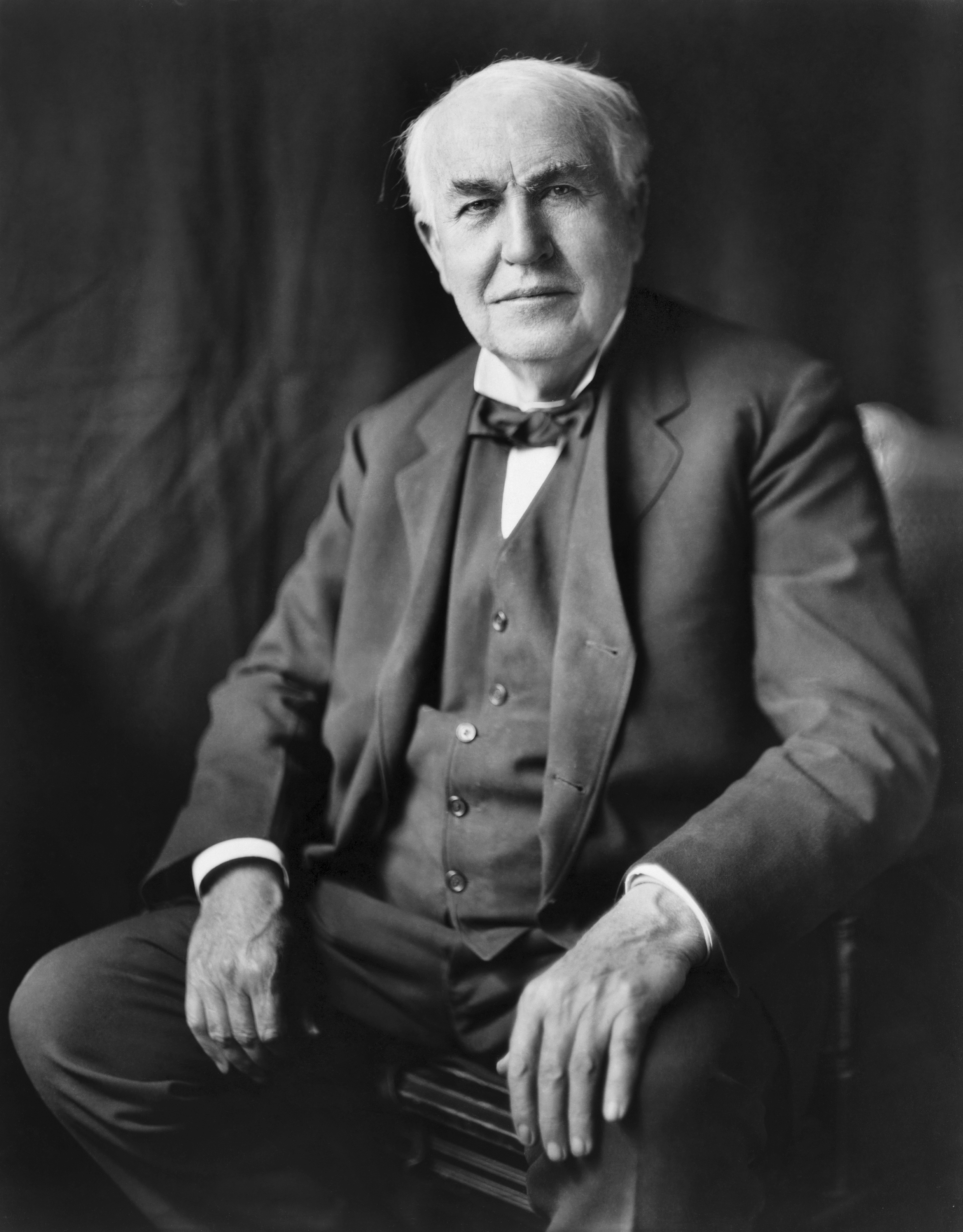
Thomas Alva Edison (1847–1931)

- Edison, Thomas Alva jr. (1876–1935), amerikanischer Erfinder und eine tragische Gestalt der amerikanischen Populärkultur
- Edison-Oeser, Marion Estelle (1873–1965), Tochter des US-amerikanischen Erfinders und Großindustriellen Thomas Alva Edison
- Edistus, legendärer Märtyrer und Heiliger
- Edith von Schottland († 1118), durch Heirat Königsgemahlin von EnglandEdith von Schottland († 1118)

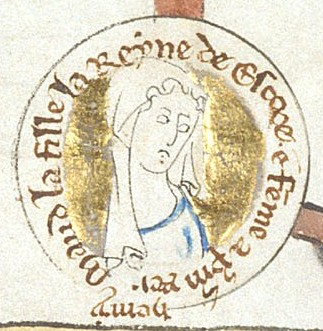
Edith von Schottland († 1118)

- Edith von Wessex († 1075), Königin von England
- Edith von Wilton († 984), Heilige der katholischen Kirche, Benediktinerin
- Edixhoven, Bas (1962–2022), niederländischer Mathematiker

### Edj
- Edjogo-Owono, Juvenal (* 1979), spanisch-äquatorialguineischer Fußballspieler
- Edjouma, Noah (* 2005), französischer Fußballspieler

### Edk
- Edkins, Joseph (1823–1905), britischer protestantischer Missionar und Sinologe
- Edkins, Teboho (* 1980), US-amerikanischer Dokumentarfilmer und Filmregisseur

### Edl
- Edl, Elisabeth (* 1956), österreichische Übersetzerin
- Edla, Frau von König Olaf Skötkonung von Schweden
- Edlauer, Aemilian (1882–1960), österreichischer Malakologe und Mollusken-Sammler
- Edlauer, Franz (1798–1866), österreichischer Jurist und Politiker
- Edlbacher, August (1805–1862), österreichischer Politiker
- Edlbacher, August (1833–1916), österreichischer Politiker
- Edlbacher, Joseph (1817–1868), österreichischer Beamter und Maler
- Edlbacher, Max (1836–1893), österreichischer Politiker
- Edleber, Johann Sebastian (1708–1742), deutscher Mediziner und Hochschullehrer an der Universität Würzburg
- Edlefsen, Gustav (1842–1910), deutscher Arzt und Hochschullehrer
- Edlén, Bengt (1906–1993), schwedischer Astrophysiker
- Edler, Alexander (* 1986), schwedischer Eishockeyspieler
- Edler, Alfred (1922–2016), österreichischer Politiker (SPÖ), Vizebürgermeister von Graz
- Edler, Arnfried (1938–2022), deutscher Musikwissenschaftler und Hochschullehrer
- Edler, Carl (1876–1954), deutscher Architekt
- Edler, Eddi (1958–2013), deutscher Kinderbuchautor, Kinderliedermacher und Hörspielautor
- Edler, Eduard (1887–1969), deutscher Marinemaler und Grafiker
- Edler, Evelyn (* 1981), deutsche Politikerin (Die Linke), MdL
- Edler, Florian (* 1969), deutscher Musiktheoretiker und Hochschullehrer
- Edler, Folkard (1936–2022), deutscher Reeder und Unternehmer
- Edler, Günther (1931–2020), deutscher Betriebswirtschafter und Hochschulrektor
- Edler, Hans (1889–1974), deutscher Geigenbauer und Sachverständiger für Geigenbau
- Edler, Hans (* 1945), schwedischer Musiker
- Edler, Inge (1911–2001), schwedischer Kardiologe, Professor in Lund
- Edler, Jakob (* 1967), deutsch-britischer Politikwissenschaftler und Institutsleiter
- Edler, Jan (* 1970), deutscher Künstler
- Edler, Josef (* 1941), österreichischer Politiker (SPÖ), Abgeordneter zum Nationalrat
- Edler, Karl Erdmann (1844–1931), österreichischer Dichter und Novellist
- Edler, Karl-Heinz (* 1929), deutscher Fußballspieler
- Edler, Kurt (1950–2021), deutscher Politiker (GAL), MdHB
- Edler, Ludwig Richard (1829–1898), deutscher Geistlicher und Politiker (Zentrum), MdR
- Edler, Markus (* 1983), österreichischer Fußballspieler
- Edler, Robert (1912–1986), deutscher Komponist von Chormusik
- Edler, Tim (* 1965), deutscher Künstler
- Edler, Wilhelm (1855–1936), deutscher Pflanzenbauwissenschaftler und Saatgutforscher
- Edler, William (* 1964), US-amerikanischer Pokerspieler
- Edler, Wolf-Jürgen (1936–2016), deutscher Radrennfahrer
- Edler-Muhr, Werner (* 1969), österreichischer Leichtathlet
- Edlerawer, Hermann, Komponist und Jurist in Wien
- Edletzberger, Nora (* 1977), österreichische Sprinterin bulgarischer Herkunft
- Edlhard, Franz Xaver (1825–1907), bayerischer Verwaltungsjurist
- Edlibach, Gerold (1454–1530), Schweizer Chronist und Politiker
- Edlich, Freimund (1836–1891), deutscher Maler, Fotograf und Botaniker
- Edlin, Herbert L. (1913–1976), britischer Botaniker, Forstwissenschaftler und Sachbuchautor
- Edlin, Timothy, britischer Opernsänger (Bassbariton)
- Edlina, Luba (1929–2018), sowjetische Pianistin und Musikpädagogin
- Edlind, Louise (* 1946), schwedische Schauspielerin und PolitikerinLouise Edlind (* 1946)

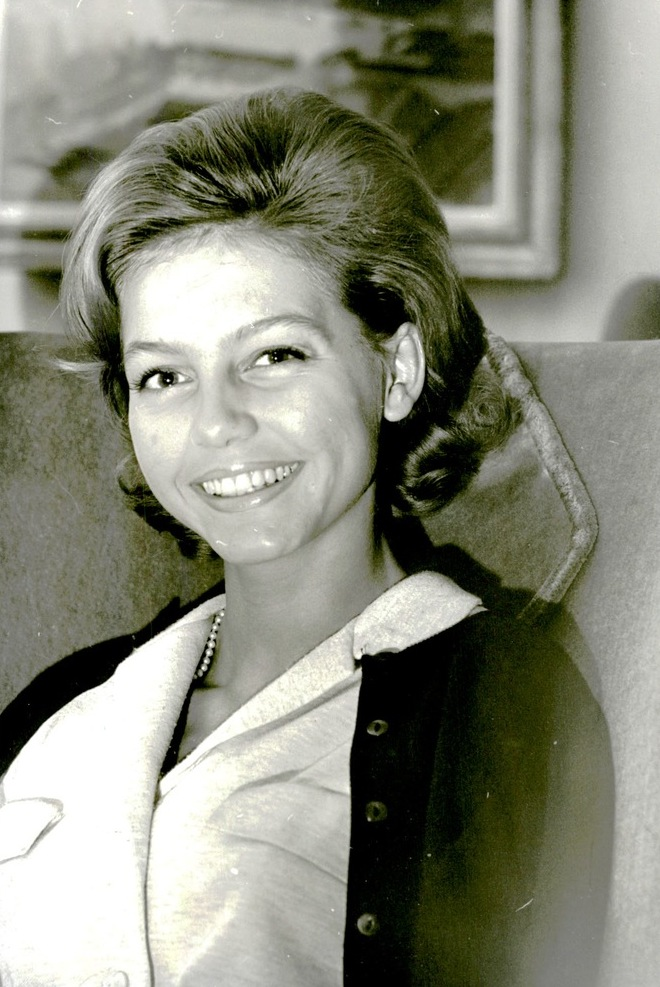
Louise Edlind (* 1946)

- Edling, Anselm von (1741–1794), österreichischer Benediktiner, Abt, Historiker, Schriftsteller und Dichter der josephinischen Aufklärung
- Edling, Johann Baptist Aloysius von (1753–1830), österreichischer, in Deutschland wirkender römisch-katholischer Geistlicher und Domherr in Lübeck und Breslau
- Edling, Johann Nepomuk von (1747–1793), österreichischer Verwaltungsjurist, Administrator der Herrschaft Bischoflack und slowenischer Schulreformer
- Edling, Leif (* 1963), schwedischer Musiker
- Edling, Rolf (* 1943), schwedischer Degenfechter
- Edling, Roxandra (1786–1844), russische Hofdame
- Edlinger, Carina (* 1998), österreichische Behindertensportlerin
- Edlinger, Carl Franz († 1823), deutscher Maler und Zeichenlehrer
- Edlinger, Fritz (1948–2024), österreichischer Politiker (SPÖ) und Publizist
- Edlinger, Georg (* 1967), österreichischer Perkussionist, Schlagzeuger und Komponist
- Edlinger, Johann (1876–1964), österreichischer Politiker (CSP), Landtagsabgeordneter
- Edlinger, Johann Georg (1741–1819), österreichischer Porträtmaler, in München tätig
- Edlinger, Josef (* 1969), österreichischer Landwirt und Politiker (ÖVP), Landtagsabgeordneter
- Edlinger, Klaus (* 1945), österreichischer Journalist, Kommunikationstrainer und Schriftsteller
- Edlinger, Mathias († 1645), österreichischer Steinmetzmeister der Renaissance
- Edlinger, Matthias (* 1972), deutscher Regisseur, Künstler und Schriftsteller
- Edlinger, Michael (* 1991), österreichischer Schauspieler
- Edlinger, Patrick (1960–2012), französischer FreiklettererPatrick Edlinger (1960–2012)

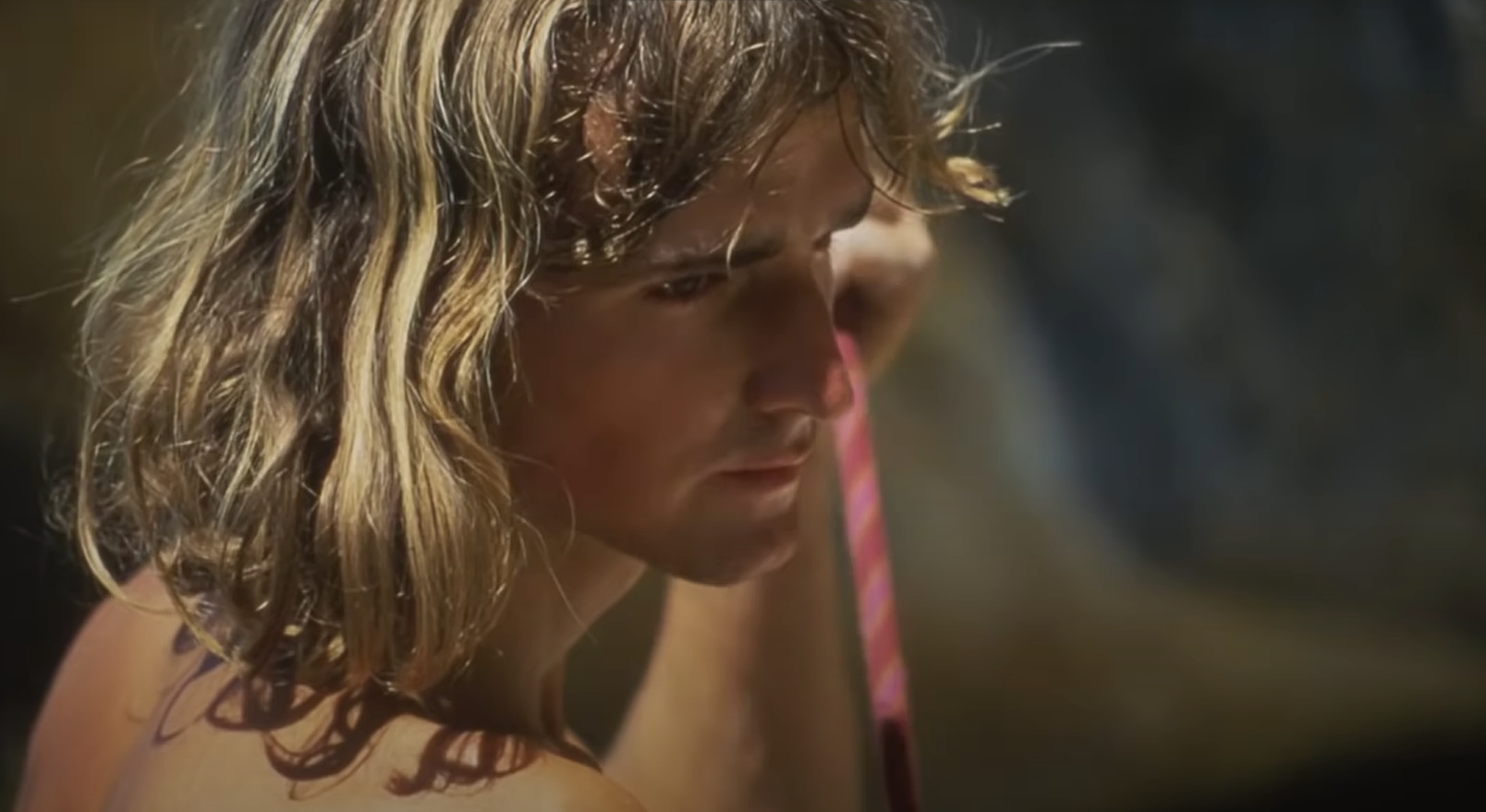
Patrick Edlinger (1960–2012)

- Edlinger, Richard (1958–2005), österreichischer Dirigent und Komponist
- Edlinger, Rudolf (1940–2021), österreichischer Politiker (SPÖ), Landtagsabgeordneter, Abgeordneter zum Nationalrat, Fußballfunktionär
- Edlinger, Thomas (* 1967), österreichischer Radiomacher, Autor und Kurator
- Edlinger, Wolfgang (1889–1943), österreichischer Politiker (CSP), Abgeordneter zum Nationalrat
- Edlinger-Ploder, Kristina (* 1971), österreichische Politikerin (ÖVP)
- Edlmann, Ernst von (1831–1916), österreichischer Jurist und Politiker
- Edlund, Ann-Catrine (* 1959), schwedische Linguistin
- Edlund, Bertil (1933–2021), schwedischer Wirtschaftsprüfer und Stifter
- Edlund, Erik (1819–1888), schwedischer Physiker, Meteorologe und Politiker, Mitglied des Riksdag
- Edlund, Johan (* 1971), schwedischer Sänger, Gitarrist und KeyboarderJohan Edlund (* 1971)

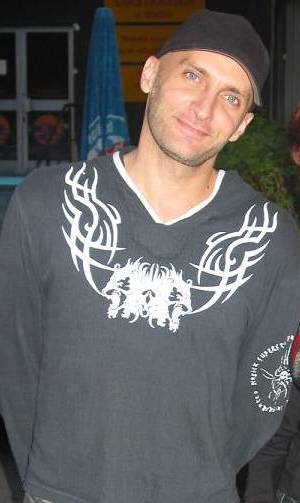
Johan Edlund (* 1971)

- Edlund, Lena (* 1967), schwedische Wirtschaftswissenschaftlerin und Hochschullehrerin
- Edlund, Madelaine (* 1985), schwedische Fußballspielerin
- Edlund, Oskar (* 2002), schwedischer Hürdenläufer
- Edlund, Richard (* 1940), US-amerikanischer Spezialist für visuelle Effekte im Film

### Edm
- Edmaier, Bernhard (* 1957), süddeutscher Geologe, Fotograf und Sachbuch-Autor mit Wohnsitz in Ampfing
- Edmaier, Christine (* 1961), deutsche Architektin
- Edmaier, Holger (* 1972), deutscher Komponist
- Edman, Erik (* 1978), schwedischer Fußballspieler
- Edman, Ferdinand Kvan (* 1993), norwegischer Leichtathlet
- Edman, Göran (* 1956), schwedischer Sänger
- Edman, Johan (1875–1927), schwedischer Tauzieher
- Edman, Jonas (* 1967), schwedischer Sportschütze
- Edman, Pehr (1916–1977), schwedischer Biochemiker
- Edman, Tore (1904–1995), schwedischer Skispringer
- Edmands, J. Wiley (1809–1877), US-amerikanischer Politiker
- Edmands, John Rayner (1850–1910), US-amerikanischer Astronom, Bibliothekar und Bergwanderer
- Edmead, Alfredo (1956–1974), dominikanischer Baseballspieler in der Carolina League
- Edmed, Dick (1904–1984), englischer Fußballspieler
- Edmílson (* 1976), brasilianischer FußballspielerEdmílson (* 1976)

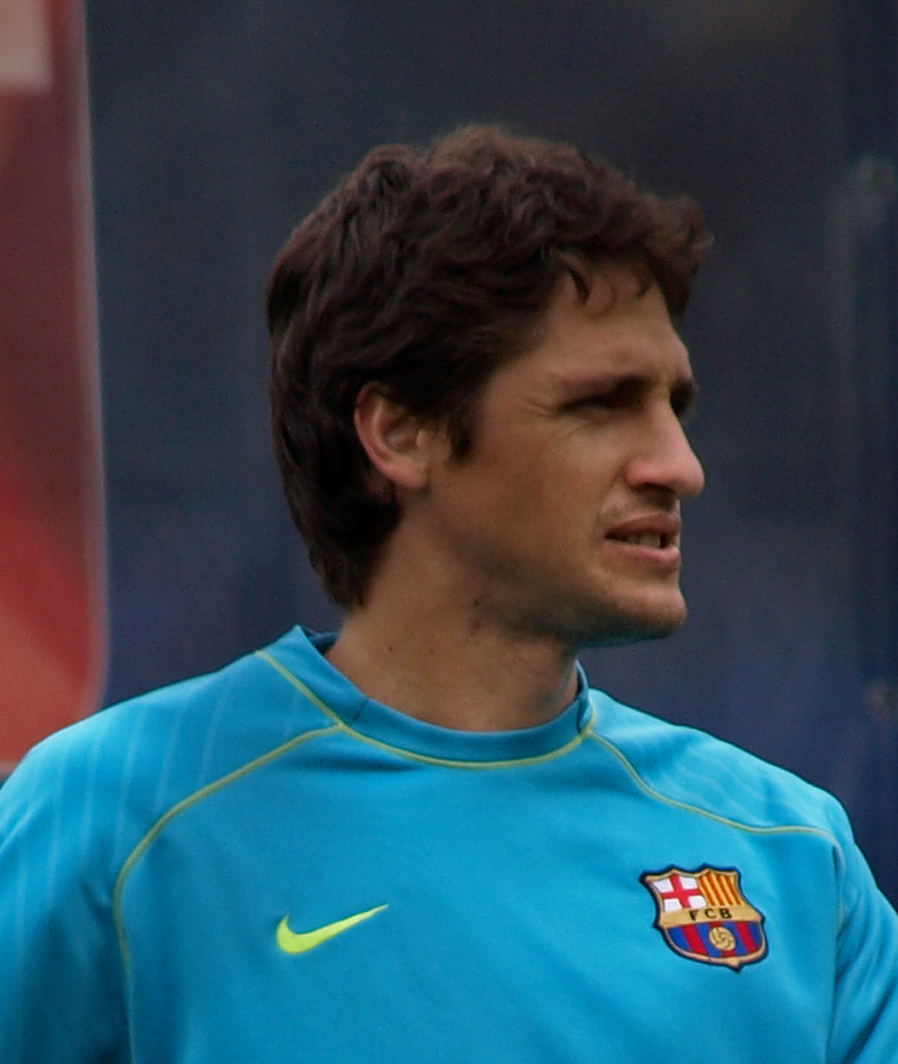
Edmílson (* 1976)

- Edmison, Stephanie (* 1987), kanadische Squashspielerin
- Edmiston, Andrew (1892–1966), US-amerikanischer Politiker
- Edmiston, Robert, Baron Edmiston (* 1946), britischer Automobilhandelsunternehmer und Philanthrop
- Edmistone, Jade (* 1982), australische Schwimmerin
- Edmond, Bocchit (* 1950), haïtianischer Diplomat und Politiker
- Edmond, Frank (* 1966), deutscher Fußballspieler
- Edmond, John M. (1943–2001), britisch-US-amerikanischer Geochemiker und Ozeanograph
- Edmond, William (1755–1838), US-amerikanischer Politiker
- Edmonds, Alan Robert (* 1922), britischer Physiker
- Edmonds, Barbara (* 1981), neuseeländische Politikerin der New Zealand Labour Party
- Edmonds, Chase (* 1996), US-amerikanischer American-Football-Spieler
- Edmonds, Don (1937–2009), US-amerikanischer Schauspieler, Filmregisseur und Filmproduzent
- Edmonds, Don († 2024), US-amerikanischer Jazzmusiker (Piano)
- Edmonds, George W. (1864–1939), US-amerikanischer Politiker
- Edmonds, Jack (* 1934), kanadischer Mathematiker und Informatiker
- Edmonds, James (* 1983), englischer Regisseur
- Edmonds, James Barker (1832–1900), US-amerikanischer Politiker
- Edmonds, James Edward (1861–1956), britischer Brigadegeneral und Militärhistoriker
- Edmonds, Jim (* 1970), US-amerikanischer Baseballspieler
- Edmonds, Kristen (* 1987), US-amerikanische Fußballspielerin
- Edmonds, Noel (* 1948), britischer Fernsehmoderator
- Edmonds, Randy (* 1963), kanadischer Eishockeyspieler und -trainer
- Edmonds, Ray (* 1936), englischer Snooker- und English-Billiards-Spieler
- Edmonds, Roddie (1919–1985), US-amerikanischer Soldat im Zweiten Weltkrieg der jüdische US-Kriegsgefangene vor Aussonderung und Verfolgung bewahrte
- Edmonds, Sarah Emma (1841–1898), Unionskrankenschwester und Crossdresserin
- Edmonds, Sheila May (1916–2002), britische Mathematikerin und Hochschullehrerin
- Edmonds, Sibel (* 1970), US-amerikanische Übersetzerin und Gründerin der National Security Whistleblowers Coalition
- Edmondson, Alexander (* 1993), australischer Bahnradsportler
- Edmondson, Amy (* 1959), US-amerikanische Sozialwissenschaftlerin im Bereich Management und FührungAmy Edmondson (* 1959)

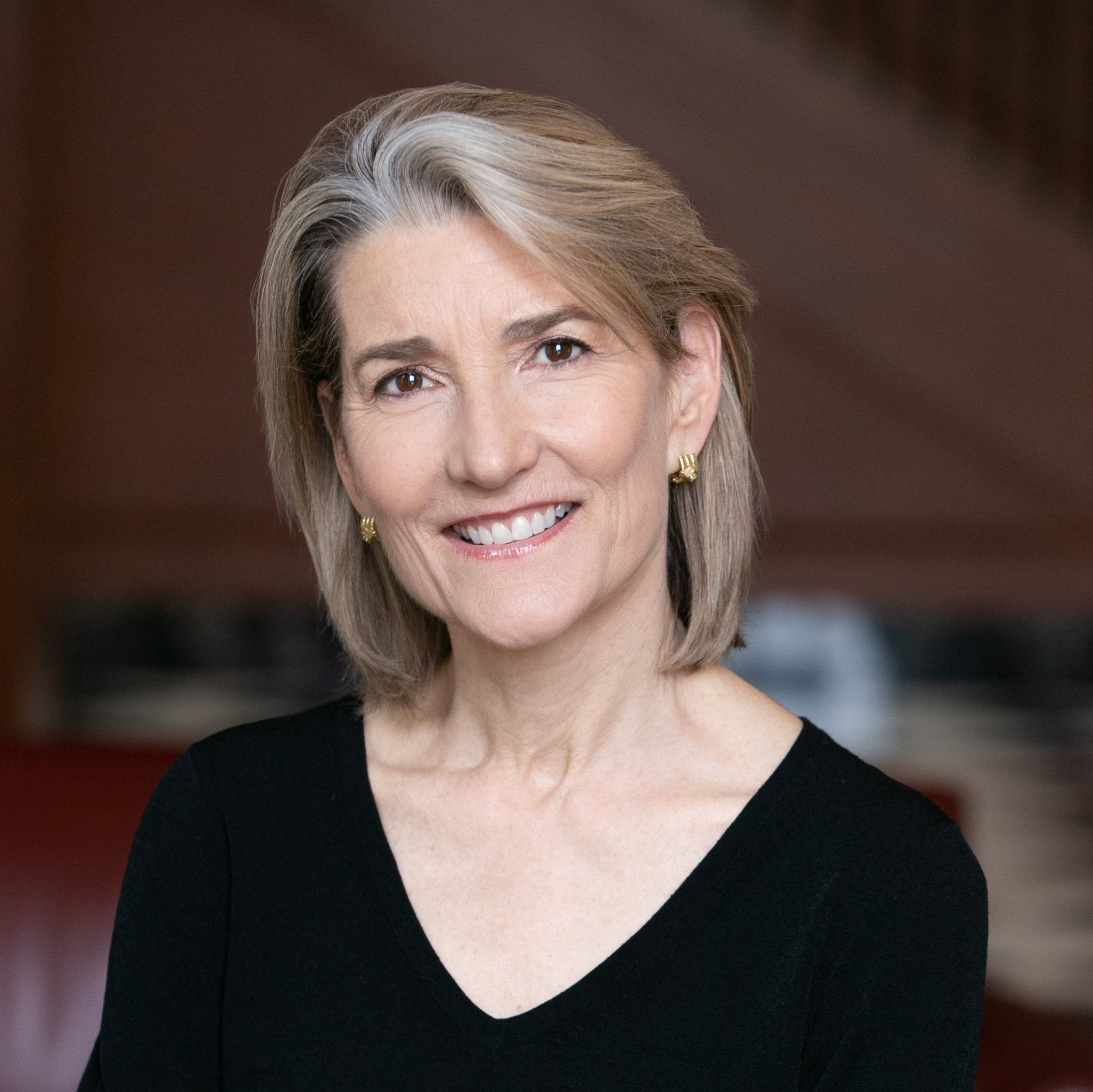
Amy Edmondson (* 1959)

- Edmondson, Annette (* 1991), australische Radrennfahrerin
- Edmondson, Beattie (* 1987), britische Schauspielerin
- Edmondson, Christopher (* 1950), anglikanischer Bischof
- Edmondson, Ed (1919–1990), US-amerikanischer Politiker
- Edmondson, Emma, britische Schauspielerin
- Edmondson, Frank K. (1912–2008), US-amerikanischer Astronom
- Edmondson, G. C. (1922–1995), amerikanischer Schriftsteller
- Edmondson, Gerald James (* 1898), britischer Staatsbeamter und Diplomat
- Edmondson, Ian (* 1957), US-amerikanischer Freestyle-Skisportler
- Edmondson, J. Howard (1925–1971), US-amerikanischer Politiker
- Edmondson, John (1933–2016), US-amerikanischer Komponist
- Edmondson, Joshua (* 1992), britischer Radrennfahrer
- Edmondson, Mark (* 1954), australischer Tennisspieler
- Edmondson, Michele C., US-amerikanischer Offizier, Generalmajor der US Air Force
- Edmondson, Ryan (* 2001), englischer Fußballspieler
- Edmondson, Thomas (1792–1851), englischer Erfinder
- Edmondson, Walles T. (1913–2000), US-amerikanischer Limnologe und Zoologe
- Edmondson, William (1923–1998), US-amerikanischer Tonmeister
- Edmondson, Willis J. (1940–2009), englischer Hochschullehrer und Professor für Sprachlehrforschung
- Edmondston, Holly (* 1996), neuseeländische Radsportlerin
- Edmondston, Thomas (1825–1846), schottischer Naturforscher
- Edmonson, Greg, US-amerikanischer Film- und Fernsehmusikkomponist
- Edmonson, Kat (* 1983), US-amerikanische Sängerin und Songwriterin
- Edmonstone, Archibald (1795–1871), britischer Reisender, Ägyptologe und Autor
- Edmont, Edmond (1849–1926), französischer Romanist und Dialektologe
- Edmüller (1810–1856), deutscher Opernsänger (Tenor)
- Edmüller, Benjamin (* 1987), deutscher Radrennfahrer
- Edmund, schottischer König
- Edmund Crouchback, 1. Earl of Lancaster (1245–1296), englischer Prinz und Magnat
- Edmund de la Pole, 3. Duke of Suffolk (1472–1513), englischer Adliger
- Edmund I. († 946), König von England
- Edmund II. († 1016), König von England (1016)Edmund II. († 1016)

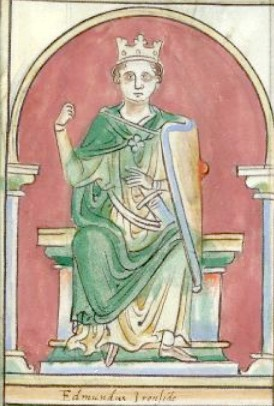
Edmund II. († 1016)

- Edmund of Abingdon († 1240), englischer Hochschullehrer und Geistlicher
- Edmund of Langley, 1. Duke of York (1341–1402), englischer Adliger
- Edmund of Woodstock, 1. Earl of Kent (1301–1330), englischer Adliger
- Edmund von Ostanglien († 869), König von East Anglia
- Edmund, 2. Earl of Cornwall (* 1249), englischer Magnat
- Edmund, Earl of Rutland (1443–1460), englischer Adliger
- Edmund, Kyle (* 1995), britischer Tennisspieler
- Edmund-Davies, Edmund Davies, Baron (1906–1992), britischer Jurist
- Edmundo (* 1971), brasilianischer Fußballspieler
- Edmunds, Dave (* 1944), walisischer Gitarrist und SängerDave Edmunds (* 1944)

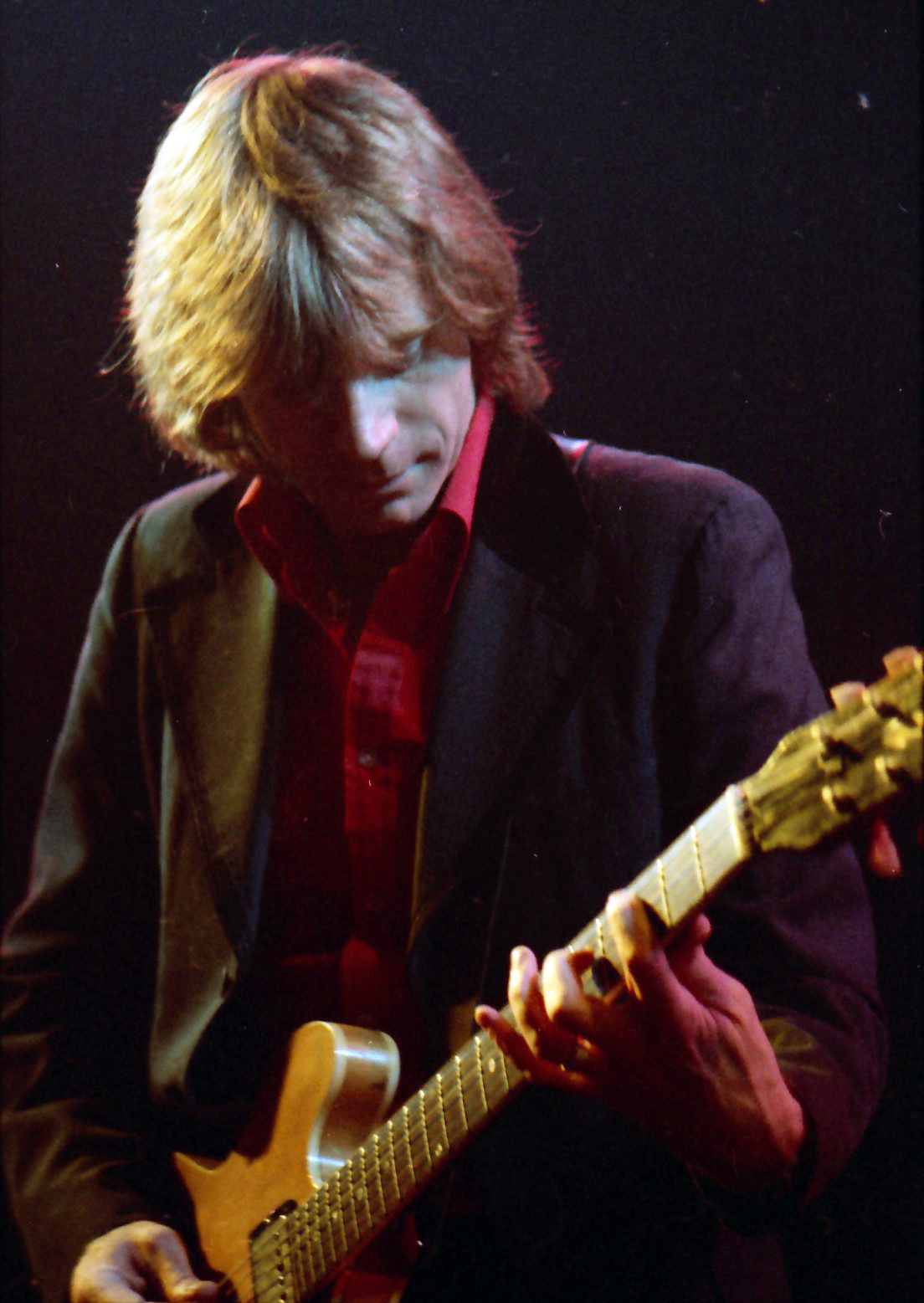
Dave Edmunds (* 1944)

- Edmunds, David, britischer Mathematiker
- Edmunds, Don (1930–2020), US-amerikanischer Rennfahrer
- Edmunds, George F. (1828–1919), US-amerikanischer Politiker
- Edmunds, Ian (* 1961), australischer Ruderer
- Edmunds, Jacinta (* 1994), australische Ruderin
- Edmunds, Newton (1819–1908), US-amerikanischer Politiker, Gouverneur vom Dakota-Territorium
- Edmunds, Paul C. (1836–1899), US-amerikanischer Politiker
- Edmunds, Polina (* 1998), US-amerikanische Eiskunstläuferin
- Edmunds, Rhian (* 2003), britische Radsportlerin
- Edmunds, Richard (* 1937), US-amerikanischer Sprinter
- Edmunds, Terrell (* 1997), US-amerikanischer Footballspieler
- Edmunds, Tremaine (* 1998), US-amerikanischer Footballspieler
- Edmunds, William (1886–1981), italienisch-amerikanischer Schauspieler
- Edmundson, Clarence (1886–1964), US-amerikanischer Leichtathlet
- Edmundson, George (* 1997), englischer Fußballspieler
- Edmundson, Henry A. (1814–1890), US-amerikanischer Politiker
- Edmundson, Joel (* 1993), kanadischer Eishockeyspieler
- Edmundsson, Jóan Símun (* 1991), färöischer Fußballspieler

### Edn
- Edner, Bobby (* 1988), US-amerikanischer Schauspieler und Sänger
- Edner, Kristine (* 1976), norwegische Fußballspielerin
- Edney, Beatie (* 1962), britische Schauspielerin
- Edney, Leon A. (* 1935), US-amerikanischer Admiral der US Navy
- Edney, Samuel (* 1984), kanadischer Rennrodler
- Edney, Spike (* 1951), britischer KeyboarderSpike Edney (* 1951)

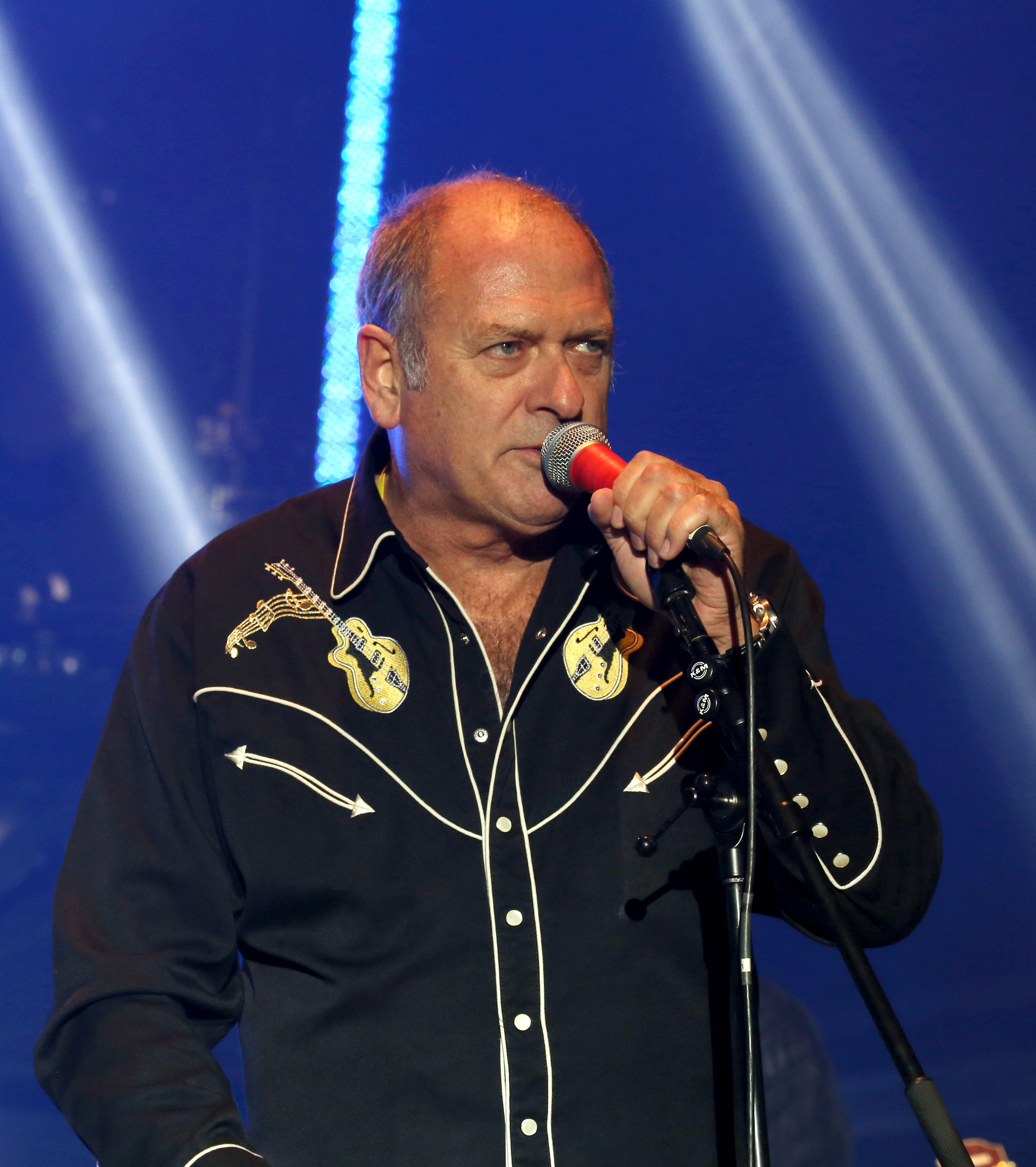
Spike Edney (* 1951)

- Edney, Tyus (* 1973), US-amerikanischer Basketballspieler

### Edo
- Edo, Ángel (* 1970), spanischer Radrennfahrer
- Edo, Bruno Ateba (* 1964), kamerunischer Ordensgeistlicher, römisch-katholischer Bischof von Maroua-Mokolo
- Edo, Luís Andrés (1925–2009), spanischer Anarchosyndikalist
- Edobich († 411), spätantiker römischer Offizier fränkischer Abstammung
- Edoburun, Ojie (* 1996), britischer Leichtathlet
- Edochie, Rita, nigerianische Schauspielerin
- Edoe Kumordji, Gabriel (* 1956), ghanaischer Ordensgeistlicher, römisch-katholischer Bischof von Keta-Akatsi
- Edoga, Mo (1952–2014), nigerianischer Künstler
- Edogamhe, Rebecca Coco (* 2001), italienische Schauspielerin, Model und Drehbuchautorin
- Edogawa, Rampo (1894–1965), japanischer Schriftsteller und Kritiker
- Edomwonyi, Bright (* 1994), nigerianischer Fußballspieler
- Edon, Aissa, malische Aktivistin gegen Weibliche Genitalverstümmelung (FGM)
- Edon, Richard (1876–1960), österreichischer Schriftsteller
- Edoo, Sahir (* 1987), mauritischer Badmintonspieler
- Edorh, Claude (* 1972), deutsch-ivorischer Hürdenläufer
- Édouard I. de Beaujeu (1316–1351), Marschall von Frankreich
- Edouard, Odile (* 1966), französische Barock-Violinistin
- Édouard, Odsonne (* 1998), französischer Fußballspieler
- Edouard, Prabhu (* 1969), indo-französischer Tablaspieler
- Édouard, Romain (* 1990), französischer Schachgroßmeister
- Edouart, Farciot (1894–1980), US-amerikanischer Filmtechniker und Spezialeffektkünstler

### Edq
- Edqvist, Dagmar (1903–2000), schwedische Schriftstellerin und Drehbuchautorin

### Edr
- Edra Ukpo, Joseph (1937–2023), nigerianischer Geistlicher, römisch-katholischer Erzbischof von Calabar
- Edrei, Albert (1914–1998), US-amerikanischer Mathematiker
- Edrei, Max (1889–1972), französischer Architekt
- Edri, Kfir (* 1976), israelischer Fußballspieler
- Edri, Shlomi (* 1982), israelischer Fußballspieler
- Edrich, John (1937–2020), englischer Cricketspieler
- Edridge, Henry (1768–1821), britischer Maler
- Edris, Muktar (* 1994), äthiopischer Leichtathlet

### Eds
- Edsall, John T. (1902–2002), US-amerikanischer Biochemiker und Molekularbiologe
- Edsall, Joseph E. (1789–1865), US-amerikanischer Politiker
- Edschmid, Kasimir (1890–1966), deutscher Schriftsteller
- Edschmid, Sebastian (* 1965), deutscher Kameramann
- Edschmid, Ulrike (* 1940), deutsche Schriftstellerin und PublizistinUlrike Edschmid (* 1940)

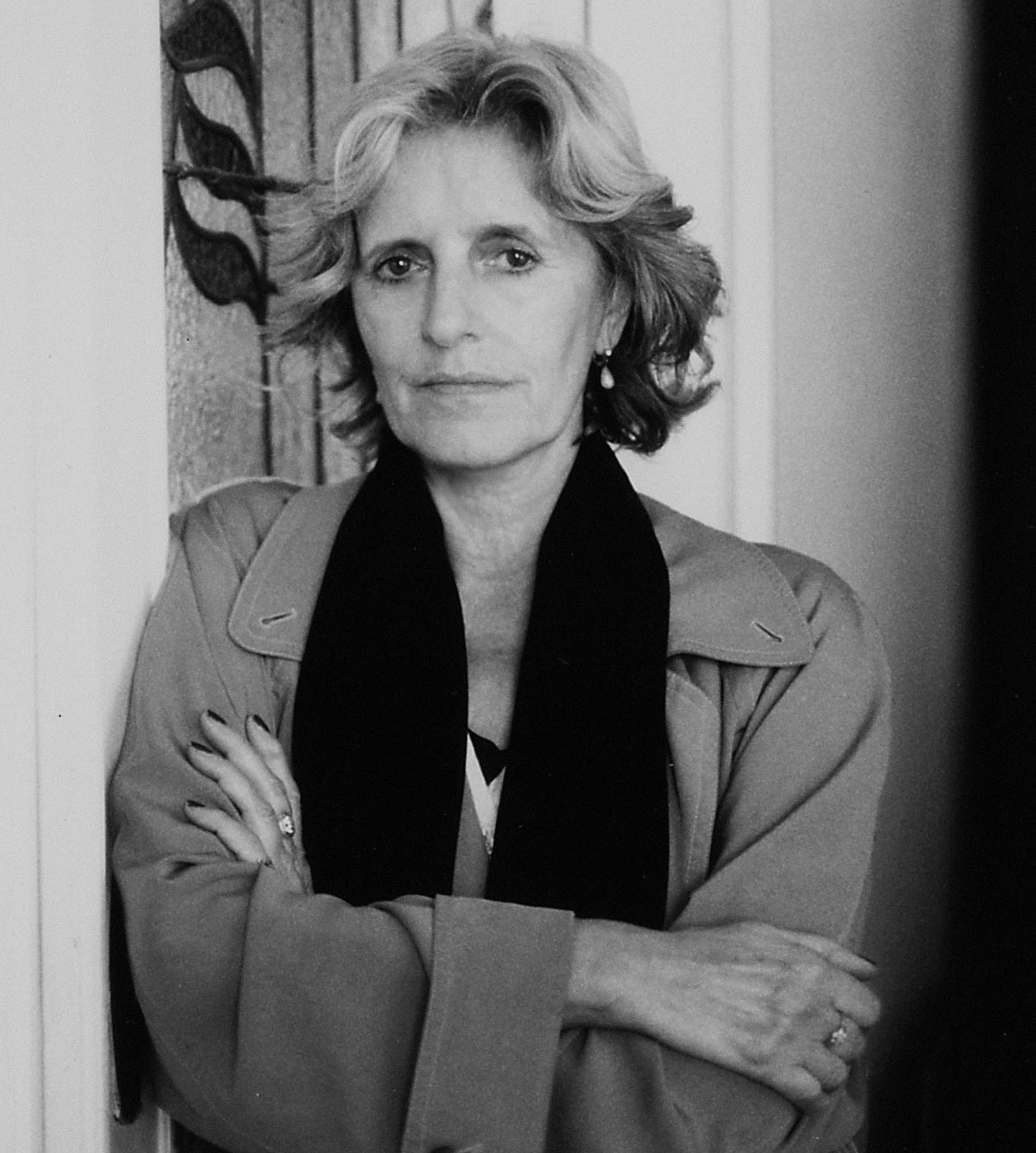
Ulrike Edschmid (* 1940)

- Edse, Rudolph (1913–1998), physikalischer Chemiker und Raketenpionier
- Edseth, Marte Berg (* 1998), norwegische Radrennfahrerin
- Edskes, Bernhardt (1940–2022), niederländischer Orgelbauer
- Edskes, Cornelius H. (1925–2015), niederländischer Orgelsachverständiger
- Edson, Allan (1846–1888), kanadischer Landschaftsmaler
- Edson, Almira (1803–1886), amerikanische Künstlerin der Outsider-Kunst
- Edson, Charles (1905–1988), US-amerikanischer Althistoriker
- Edson, Franklin (1832–1904), US-amerikanischer Politiker
- Edson, Gus (1901–1966), US-amerikanischer Comiczeichner und -autor
- Edson, Hiram (1806–1888), amerikanischer Siebenten-Tags-Adventist
- Edson, Margaret (* 1961), US-amerikanische Dramatikerin und Pulitzer-Preisträgerin
- Edson, Richard (* 1954), US-amerikanischer Schauspieler und MusikerRichard Edson (* 1954)

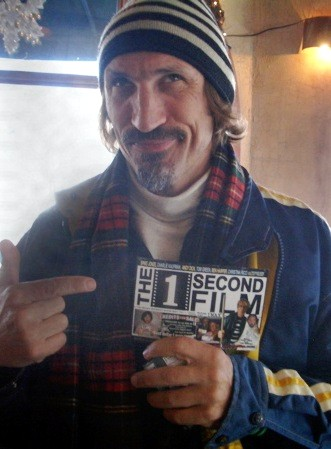
Richard Edson (* 1954)

- Edstrand, Ann-Louise (* 1975), schwedische Eishockeyspielerin
- Edstrom, Dave (1938–2019), US-amerikanischer Zehnkämpfer
- Edström, Ralf (* 1952), schwedischer Fußballspieler
- Edström, Sigfrid (1870–1964), schwedischer Unternehmer und Sportfunktionär
- Edström-Ruthström, Sonja (1930–2020), schwedische Skilangläuferin

### Edt
- Edtbauer, Hermann (1911–2012), österreichischer Volksschullehrer, Chorleiter, Rundfunkmoderator und Mundartautor
- Edtbauer, Sebastian (* 1981), deutscher Schauspieler
- Edthofer, Alfred (1900–1959), österreichischer Schauspieler
- Edthofer, Anton (1883–1971), österreichischer Schauspieler
- Edtmayer, Tyler (* 2000), deutscher Skateboarder
- Edtmeier, Fritz (1925–1982), österreichischer Humorist
- Edtmeier, Julia (* 1990), österreichische Schauspielerin
- Edtstadler, Karoline (* 1981), österreichische Juristin und Politikerin (ÖVP)Karoline Edtstadler (* 1981)

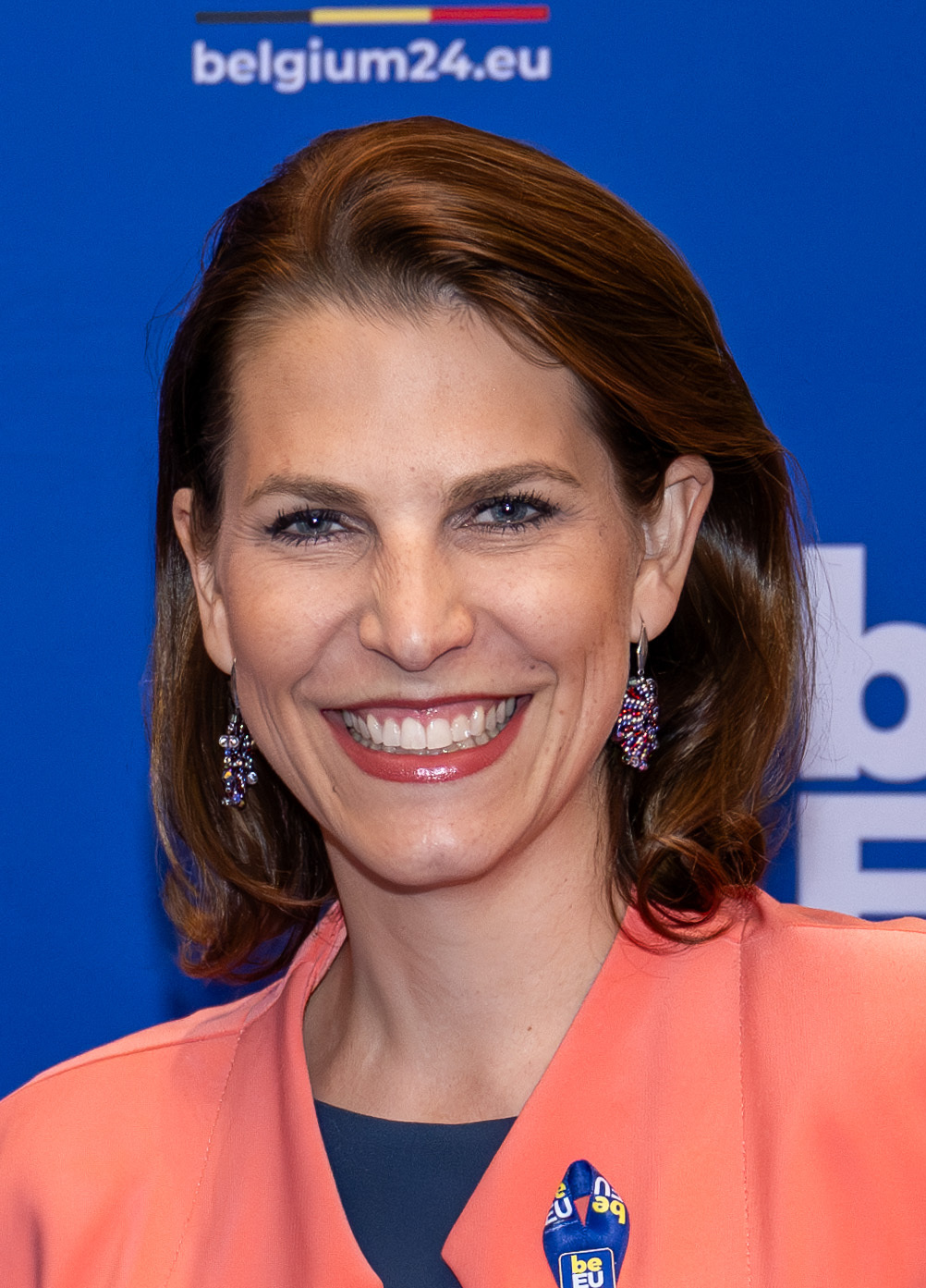
Karoline Edtstadler (* 1981)

### Edu
- Edu (* 1949), brasilianischer Fußballspieler
- Edu (* 1978), brasilianischer Fußballspieler
- Edu (* 1979), brasilianischer Fußballspieler
- Edu (* 1981), brasilianischer Fußballspieler
- Edu, Maurice (* 1986), US-amerikanischer Fußballspieler
- Edu-Buandoh, Dora Francisca (* 1962), ghanaische Anglistin und Hochschullehrerin
- Eduan, Success (* 2004), britische Sprinterin
- Eduard († 1329), Graf von Savoyen
- Eduard (1336–1371), Herzog von Geldern
- Eduard (1391–1438), König von Portugal (1433–1438)
- Eduard (1861–1918), Herzog von Anhalt
- Eduard Ætheling (1016–1057), englischer Prinz
- Eduard der Ältere († 924), König der Angelsachsen (899–924)
- Eduard der Bekenner († 1066), König von England, Heiliger
- Eduard der Märtyrer († 978), König des angelsächsischen Königreichs Wessex in England und Herrscher über die übrigen englischen Teilreiche
- Eduard Fortunat (1565–1600), Markgraf von Baden-Baden
- Eduard Franz von Liechtenstein (1809–1864), österreichischer General
- Eduard I. (1239–1307), König von England und Fürst von Wales
- Eduard I. (1296–1336), Graf von Bar
- Eduard II. (1284–1327), König von England und Wales (1307–1327)
- Eduard II. (1339–1352), Graf von Bar
- Eduard III. (1312–1377), König von England
- Eduard III. (1377–1415), Markgraf von Pont-à-Mousson und Herzog von Bar
- Eduard IV. (1442–1483), englischer König
- Eduard V. (* 1470), König von England
- Eduard VI. (1537–1553), englischer König (1547–1553)
- Eduard VII. (1841–1910), britischer König (1901–1910)Eduard VII. (1841–1910)

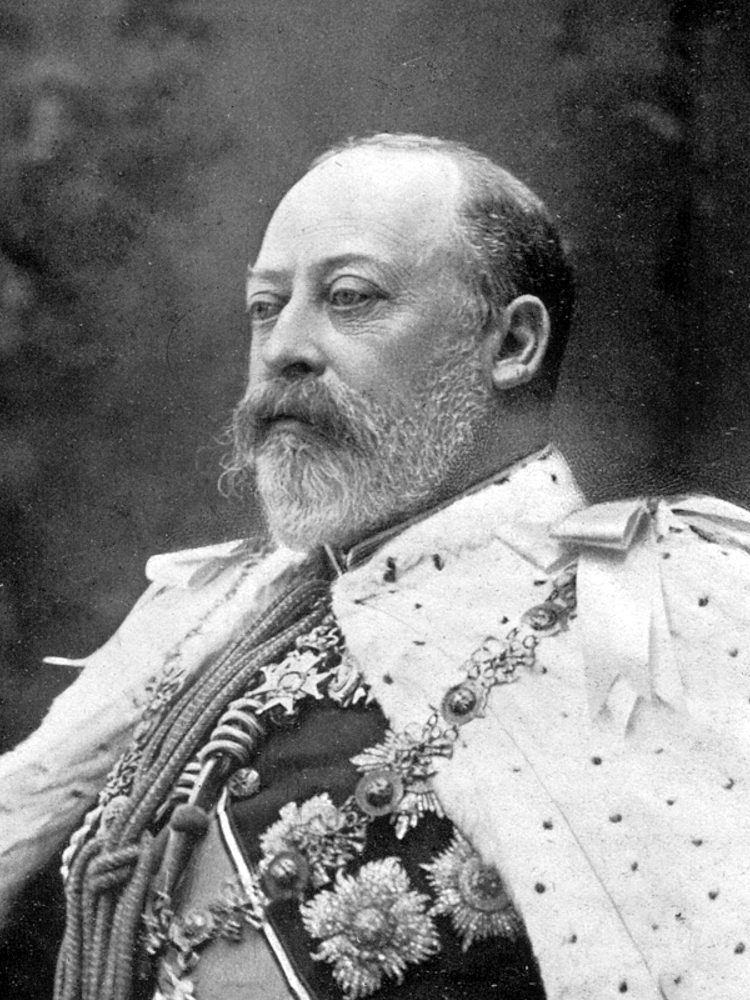
Eduard VII. (1841–1910)

- Eduard VIII. (1894–1972), König des Vereinigten Königreichs und Kaiser von IndienEduard VIII. (1894–1972)

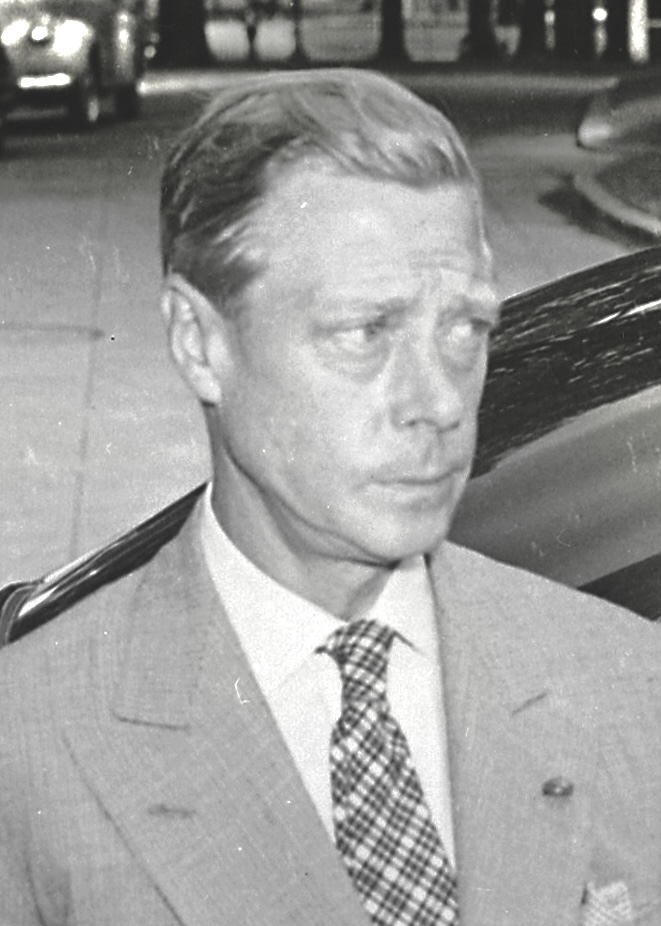
Eduard VIII. (1894–1972)

- Eduard von der Pfalz (1625–1663), Prinz von der Pfalz
- Eduard von Sachsen-Altenburg (1804–1852), Prinz von Sachsen-Hildburghausen, Prinz von Sachsen-Altenburg, Gouverneur von Nauplia
- Eduard von Sachsen-Weimar-Eisenach (1823–1902), britischer Feldmarschall
- Eduardo Mancha (* 1995), brasilianischer Fußballspieler
- Eduardo Sasha (* 1992), brasilianischer Fußballspieler
- Eduardo, Luiz (* 1985), bulgarisch-brasilianischer Fußballspieler
- Eduardo, Yannick (* 2006), niederländisch-tschechischer Fußballspieler
- Eduardowa, Eugenie Platonowna (1882–1960), russische Tänzerin und Tanzpädagogin
- Eduards, Boris Wassiljewitsch (1860–1924), russischer Bildhauer
- Edubat, Patrick Gilles Ella (* 1997), kamerunischer Fußballspieler
- Edugyan, Esi (* 1978), kanadische Schriftstellerin
- Edun, Adetomiwa (* 1984), britisch-nigerianischer Schauspieler
- Eduok, Samuel (* 1994), nigerianischer Fußballspieler
- Edur, Tom (* 1954), kanadischer Eishockeyspieler
- Edurne (* 1985), spanische Popsängerin, Schauspielerin und Moderatorin
- Edusah, Elliot, britischer Filmschauspieler
- Edusei, Kevin John (* 1976), deutscher Dirigent
- Edusei, Mark (* 1976), ghanaischer Fußballspieler

### Edv
- Eðvarð Matthíasson, isländischer Snookerspieler
- Edvardsen, Victor (* 1996), schwedischer Fußballspieler
- Edvardsen-Fredheim, Stian (* 2003), norwegischer Radrennfahrer
- Edvardson, Cordelia (1929–2012), schwedisch-israelische Schriftstellerin
- Edvardsson, Isabel (* 1982), schwedische Tänzerin und Tanzlehrerin
- Edvardsson, Jonathan (* 1997), schwedischer Handballspieler
- Edvartsen, Svein-Erik (* 1979), norwegischer Fußballschiedsrichter

### Edw

#### Edwa

##### Edwal
- Edwall, Allan (1924–1997), schwedischer SchauspielerAllan Edwall (1924–1997)

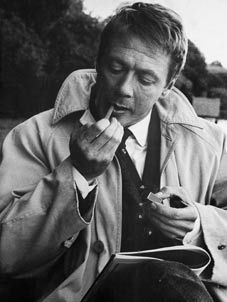
Allan Edwall (1924–1997)

##### Edwar

###### Edward
- Edward († 1171), schottischer Geistlicher und Höfling
- Edward Balliol († 1364), König von Schottland
- Edward of Middleham (1473–1484), englischer Kronprinz
- Edward of Norwich, 2. Duke of York (1373–1415), englischer Adliger und Enkel des Königs Eduard III.
- Edward of Salisbury, angelsächsischer und anglonormannischer Adliger, Sheriff of Wiltshire
- Edward of Westminster (1453–1471), Thronfolger in England
- Edward of Woodstock (1330–1376), Prince of Wales und Heerführer
- Edward, 2. Duke of Kent (* 1935), britischer Adliger, Mitglied der britischen Königsfamilie
- Edward, Alonso (* 1989), panamaischer Leichtathlet
- Edward, David (* 1934), britischer Jurist
- Edward, Duke of Edinburgh (* 1964), jüngster Bruder von König Charles III.Edward, Duke of Edinburgh (* 1964)

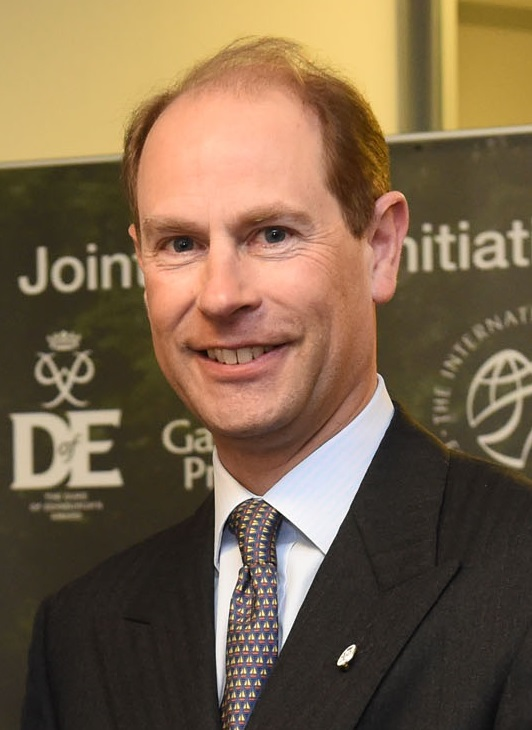
Edward, Duke of Edinburgh (* 1964)

- Edward, Duke of Kent and Strathearn (1767–1820), britischer Prinz, Vater Königin Victorias
- Edward, Duke of York and Albany (1739–1767), Herzog von York und Albany
- Edward, Georg (1869–1969), deutscher Lyriker, Schriftsteller, Literaturwissenschaftler, Hochschullehrer, Journalist und Bibliothekar
- Edward, Harry (1898–1973), britischer Leichtathlet
- Edward, Hugo (1845–1914), deutscher Theaterschauspieler
- Edward, Julia (* 1991), neuseeländische Ruderin
- Edward, Mateo (* 1993), panamaischer Sprinter

###### Edwarde
- Edwardes, Michael (1930–2019), südafrikanisch-britischer Wirtschaftsmanager

###### Edwards, A
- Edwards, A. W. F. (* 1935), britischer Statistiker, Genetiker und Evolutionsbiologe
- Edwards, Aaliyah (* 2002), Kanadische Basketballspielerin
- Edwards, Ada Mae (1911–2004), Lehrerin und erste Speakerin der Nationalversammlung von St. Kitts und Nevis
- Edwards, Aimee-Ffion (* 1987), britische Schauspielerin
- Edwards, Al (1937–2020), US-amerikanischer Politiker
- Edwards, Alfred George (1848–1937), Erzbischof von Wales
- Edwards, Alice Jill, australische Juristin und Menschenrechtsexpertin
- Edwards, Allegra (* 1987), US-amerikanische Schauspielerin
- Edwards, Allen L. (1914–1994), US-amerikanischer Differentialpsychologe und Hochschullehrer
- Edwards, Alyssa (* 1980), US-amerikanische Dragqueen, Tanzlehrer und Comedian
- Edwards, Amelia (1831–1892), britische Schriftstellerin und Mitbegründerin des Egypt Exploration Fund
- Edwards, Anna (* 1976), britische Schauspielerin und Model
- Edwards, Anne (1927–2024), US-amerikanische Schriftstellerin
- Edwards, Anthony (* 1962), US-amerikanischer SchauspielerAnthony Edwards (* 1962)

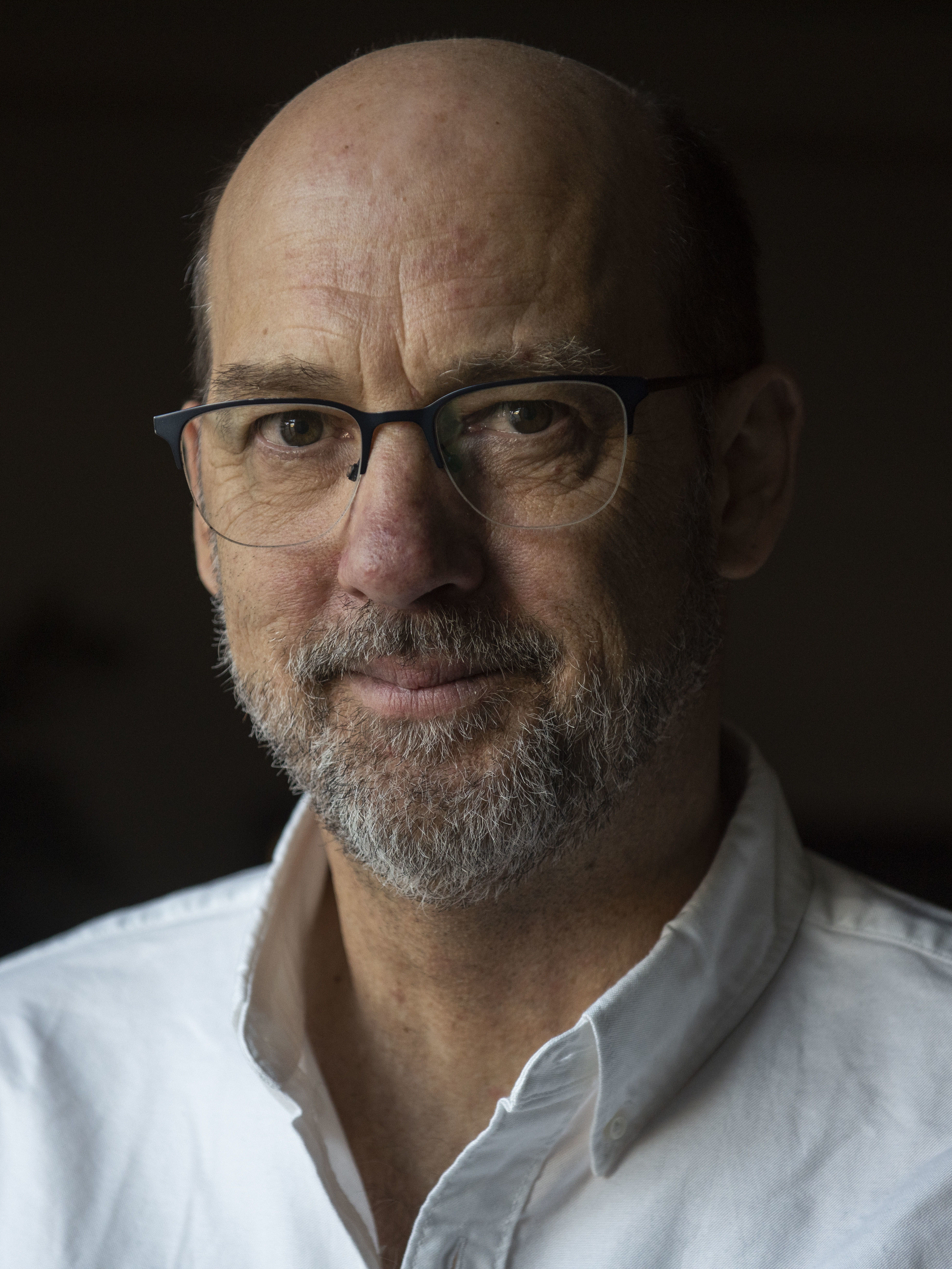
Anthony Edwards (* 1962)

- Edwards, Anthony (* 1972), australischer Ruderer
- Edwards, Anthony (* 2001), US-amerikanischer Basketballspieler
- Edwards, Arthur Cecil (1881–1953), Autor eines Standardwerks über den Perserteppich

###### Edwards, B
- Edwards, Barbara (* 1960), US-amerikanisches Model und Schauspielerin
- Edwards, Bart (* 1989), britischer Schauspieler
- Edwards, Becky (* 1988), US-amerikanische Fußballspielerin
- Edwards, Ben (* 1965), britischer Motorsportkommentator
- Edwards, Benjamin (1753–1829), US-amerikanischer Politiker
- Edwards, Bernard (1952–1996), US-amerikanischer Musiker und Produzent
- Edwards, Bernice († 1969), US-amerikanische Bluesmusikerin
- Edwards, Big Boy Teddy, US-amerikanischer Bluesmusiker
- Edwards, Bill (1920–2009), US-amerikanischer American-Football-Spieler
- Edwards, Billy (1844–1907), englischer Boxer in der Bare-knuckle-Ära
- Edwards, Blake (1922–2010), US-amerikanischer Filmregisseur und -produzent, Schauspieler und DrehbuchautorBlake Edwards (1922–2010)

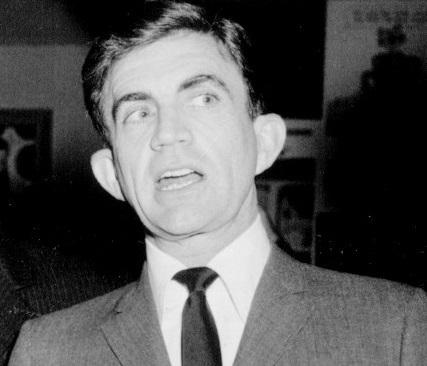
Blake Edwards (1922–2010)

- Edwards, Bob (1931–2019), englischer Fußballspieler
- Edwards, Bobby (1926–2012), amerikanischer Sänger
- Edwards, Braylon (* 1983), US-amerikanischer American-Football-Spieler
- Edwards, Bryan (* 1998), US-amerikanischer American-Football-Spieler
- Edwards, Buster (1931–1994), britischer Posträuber

###### Edwards, C
- Edwards, Caldwell (1841–1922), US-amerikanischer Politiker
- Edwards, Carl (* 1979), US-amerikanischer NASCAR-Rennfahrer
- Edwards, Carlos (* 1978), Fußballspieler aus Trinidad und Tobago
- Edwards, Charles (1867–1954), britischer Politiker, Unterhausabgeordneter
- Edwards, Charles (* 1969), britischer SchauspielerCharles Edwards (* 1969)

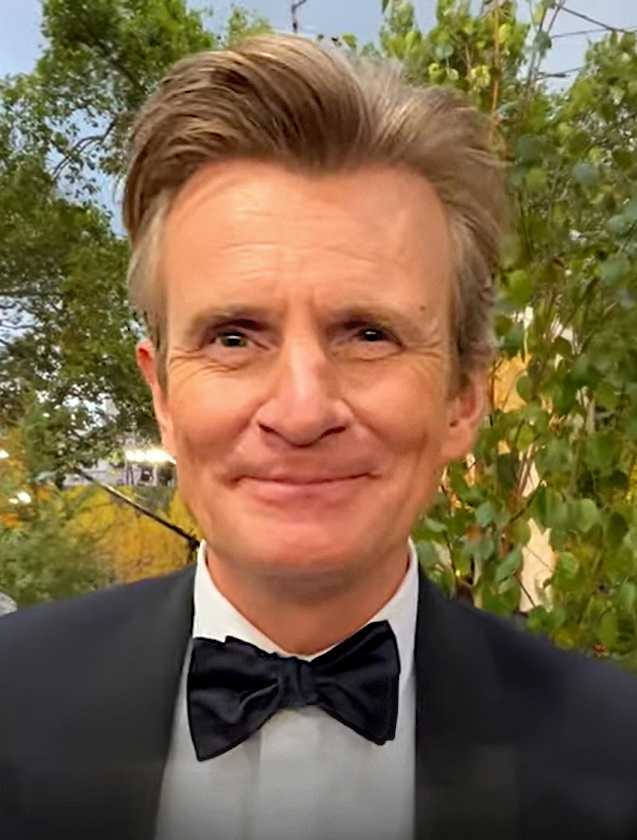
Charles Edwards (* 1969)

- Edwards, Charles Gordon (1878–1931), US-amerikanischer Politiker
- Edwards, Charlie (* 1993), britischer Boxer
- Edwards, Chet (* 1951), US-amerikanischer Politiker
- Edwards, Chuck (* 1960), US-amerikanischer Politiker
- Edwards, Clancy (* 1955), US-amerikanischer Sprinter
- Edwards, Cliff (1895–1971), US-amerikanischer Sänger, Filmschauspieler und Synchronsprecher
- Edwards, Colin (* 1974), US-amerikanischer MotorradrennfahrerColin Edwards (* 1974)

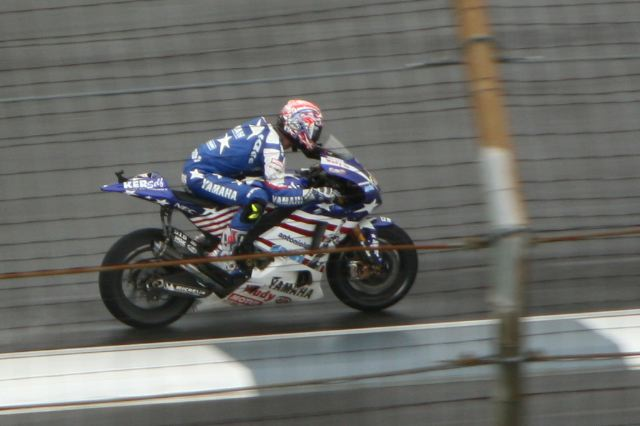
Colin Edwards (* 1974)

- Edwards, Corwin D. († 1979), US-amerikanischer Wirtschaftswissenschaftler
- Edwards, Craig (* 1968), englischer Snookerspieler

###### Edwards, D
- Edwards, Daniel (* 1965), US-amerikanischer Bildhauer
- Edwards, Dave (1939–2016), US-amerikanischer American-Football-Spieler
- Edwards, David (1925–2001), walisischer Fußballspieler
- Edwards, David (* 1986), walisischer Fußballspieler
- Edwards, David Eugene (* 1968), US-amerikanischer Alternative-Country-Musiker
- Edwards, David F. (* 1928), US-amerikanischer Physiker
- Edwards, David Honeyboy (1915–2011), US-amerikanischer Delta-Blues-Musiker
- Edwards, Dean (* 1970), US-amerikanischer Schauspieler, Stand-up Comedian, Synchronsprecher und Musiker
- Edwards, Dean (* 1982), südafrikanischer Bahn- und Straßenradrennfahrer
- Edwards, Denis (1943–2019), australischer Theologe
- Edwards, Dennis (1943–2018), US-amerikanischer Soul- und Rhythm-and-Blues-Sänger
- Edwards, Desiree, südafrikanische Squashspielerin
- Edwards, Dianne (* 1942), britische Paläontologin
- Edwards, Don (1915–2015), US-amerikanischer Jurist und Politiker
- Edwards, Don (1939–2022), US-amerikanischer Sänger und Schauspieler
- Edwards, Don (* 1955), kanadischer Eishockeyspieler
- Edwards, Don C. (1861–1938), US-amerikanischer Politiker
- Edwards, Donald, US-amerikanischer Jazzmusiker (Schlagzeug)
- Edwards, Donna (* 1958), US-amerikanische Politikerin
- Edwards, Duncan (1936–1958), englischer Fußballspieler

###### Edwards, E
- Edwards, Eddie (1891–1963), amerikanischer Jazzposaunist
- Edwards, Eddie (* 1956), südafrikanischer Tennisspieler
- Edwards, Eddie (* 1983), US-amerikanischer Wrestler
- Edwards, Edward († 1815), britischer Marineoffizier und Entdecker
- Edwards, Edward (1812–1886), britischer Bibliothekar, (Bibliotheks-)Historiker und Biograph
- Edwards, Edward (1933–2011), US-amerikanischer SerienmörderEdward Edwards (1933–2011)

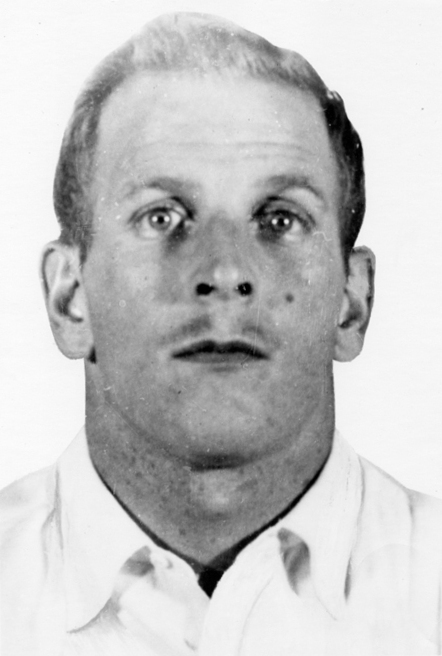
Edward Edwards (1933–2011)

- Edwards, Edward I. (1863–1931), US-amerikanischer Politiker
- Edwards, Edwin (1927–2021), US-amerikanischer Politiker
- Edwards, Edyth (1898–1956), deutsche Film- und Bühnenschauspielerin
- Edwards, Elaine S. (1929–2018), US-amerikanische Politikerin
- Edwards, Eldon Lee (1909–1960), US-amerikanischer Ku-Klux-Klan-Führer
- Edwards, Elizabeth (1949–2010), US-amerikanische Autorin
- Edwards, Elizabeth (* 1952), britische Historikerin und visuelle Anthropologin
- Edwards, Eric (* 1945), US-amerikanischer Pornodarsteller und -regisseurEric Edwards (* 1945)

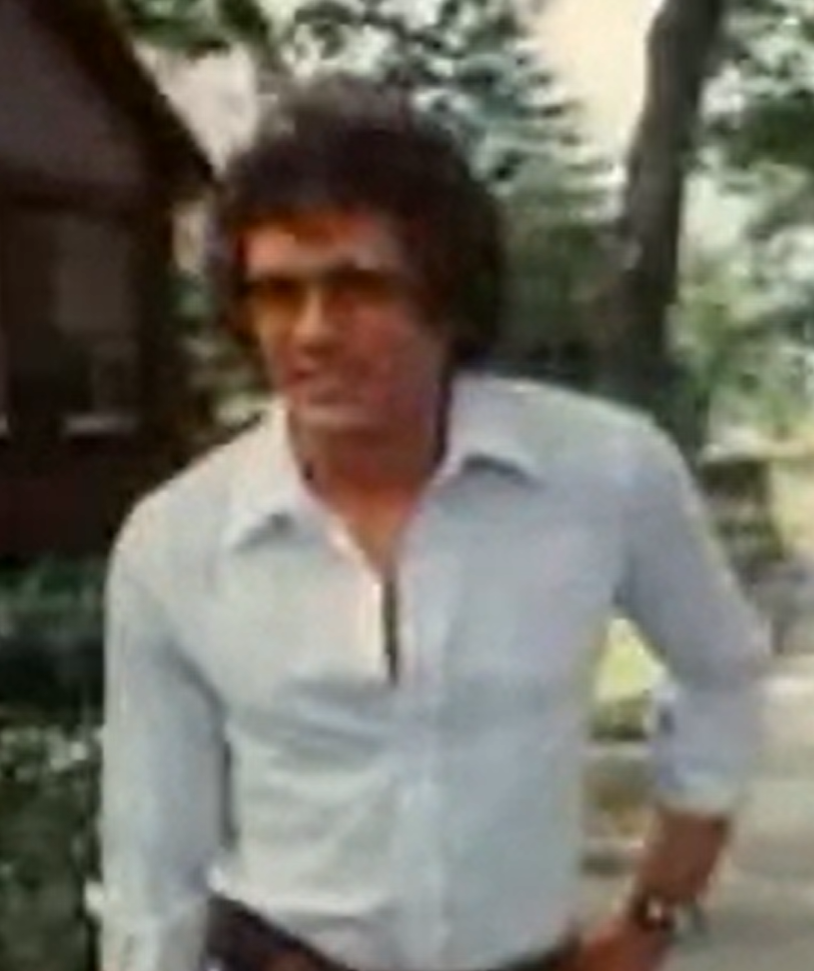
Eric Edwards (* 1945)

- Edwards, Eric Alan (* 1953), US-amerikanischer Kameramann
- Edwards, Eric, Baron Chelmer (1914–1997), britischer Politiker und Offizier
- Edwards, Esmond (1927–2007), amerikanischer Musikproduzent und Fotograf

###### Edwards, F
- Edwards, Federico (1931–2016), argentinischer Fußballspieler
- Edwards, Fflyn (* 2009), britischer Schauspieler
- Edwards, Flower (* 1974), US-amerikanische ehemalige Pornodarstellerin und Schauspielerin
- Edwards, Francis (1852–1927), walisischer Politiker und Adliger
- Edwards, Francis S. (1817–1899), US-amerikanischer Politiker
- Edwards, Frank (1908–1967), US-amerikanischer Journalist, Hörfunksprecher, Autor, Hochschullehrer und Ufologe

###### Edwards, G
- Edwards, Gareth (* 1947), walisischer Rugbyspieler
- Edwards, Gareth (* 1975), britischer Filmregisseur, Drehbuchautor, Kameramann und ProduzentGareth Edwards (* 1975)

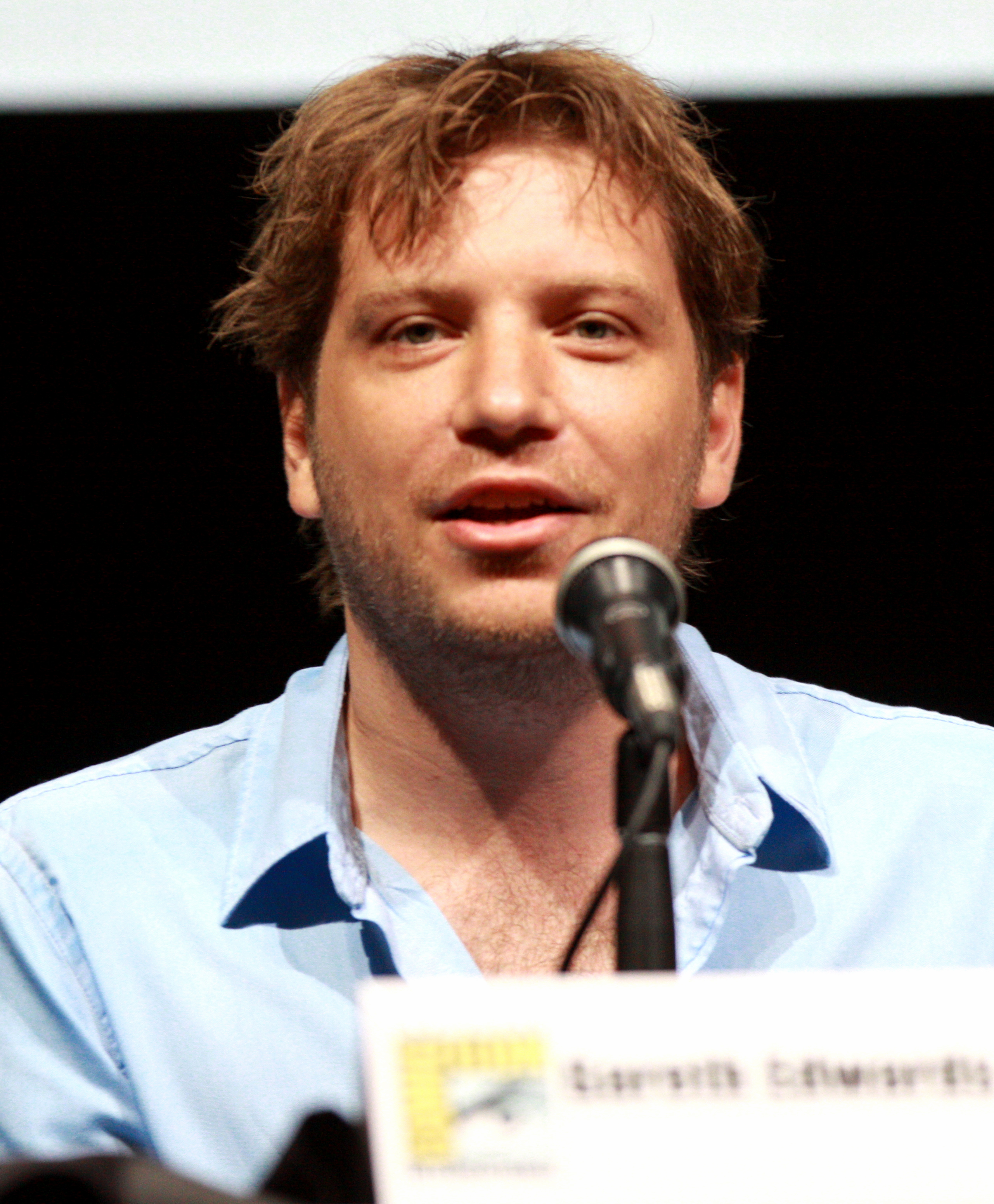
Gareth Edwards (* 1975)

- Edwards, Gene (1932–2022), US-amerikanischer Baptistenprediger, Evangelist, Hauskirchengründer und Autor
- Edwards, Geoffrey (* 1959), US-amerikanischer Schauspieler, Regisseur und Drehbuchautor
- Edwards, George (1694–1773), englischer Ornithologe
- Edwards, George (1908–2003), britischer Luftfahrtingenieur und Manager
- Edwards, Glen (1918–1948), US-amerikanischer Testpilot
- Edwards, Gus (* 1995), liberianisch-amerikanischer American-Football-Spieler
- Edwards, Guy (* 1942), britischer Rennfahrer

###### Edwards, H
- Edwards, Harold (1936–2020), US-amerikanischer Mathematiker
- Edwards, Harry (* 1942), US-amerikanischer Sportsoziologe, der sich auf Probleme afroamerikanischer Sportler spezialisiert hat
- Edwards, Hector (* 1949), barbadischer Radrennfahrer
- Edwards, Helen (1936–2016), US-amerikanische Physikerin
- Edwards, Henrietta (1849–1931), kanadische Frauenrechtlerin und Reformerin
- Edwards, Henry (1883–1952), britischer Schauspieler und Regisseur
- Edwards, Henry Sutherland (1828–1906), britischer Schriftsteller und Journalist
- Edwards, Henry W. (1779–1847), US-amerikanischer Anwalt, Gouverneur und Senator von Connecticut
- Edwards, Hilton (1903–1982), irischer Schauspieler und Theaterregisseur
- Edwards, Hugh (1906–1972), britischer Ruderer
- Edwards, Huw (* 1961), britischer Journalist und Fernsehmoderator (BBC)

###### Edwards, I
- Edwards, Iorwerth Eiddon Stephen (1909–1996), britischer Ägyptologe

###### Edwards, J
- Edwards, Jack (1860–1911), australischer Cricketspieler
- Edwards, James (1918–1970), US-amerikanischer Schauspieler
- Edwards, James (* 1955), US-amerikanischer Basketballspieler
- Edwards, James B. (1927–2014), US-amerikanischer Zahnmediziner und Politiker
- Edwards, Jane, australische Sängerin (Sopran), Pianistin, Chorleiterin und Musikpädagogin
- Edwards, Jango (1950–2023), amerikanischer Clown und ComedianJango Edwards (1950–2023)

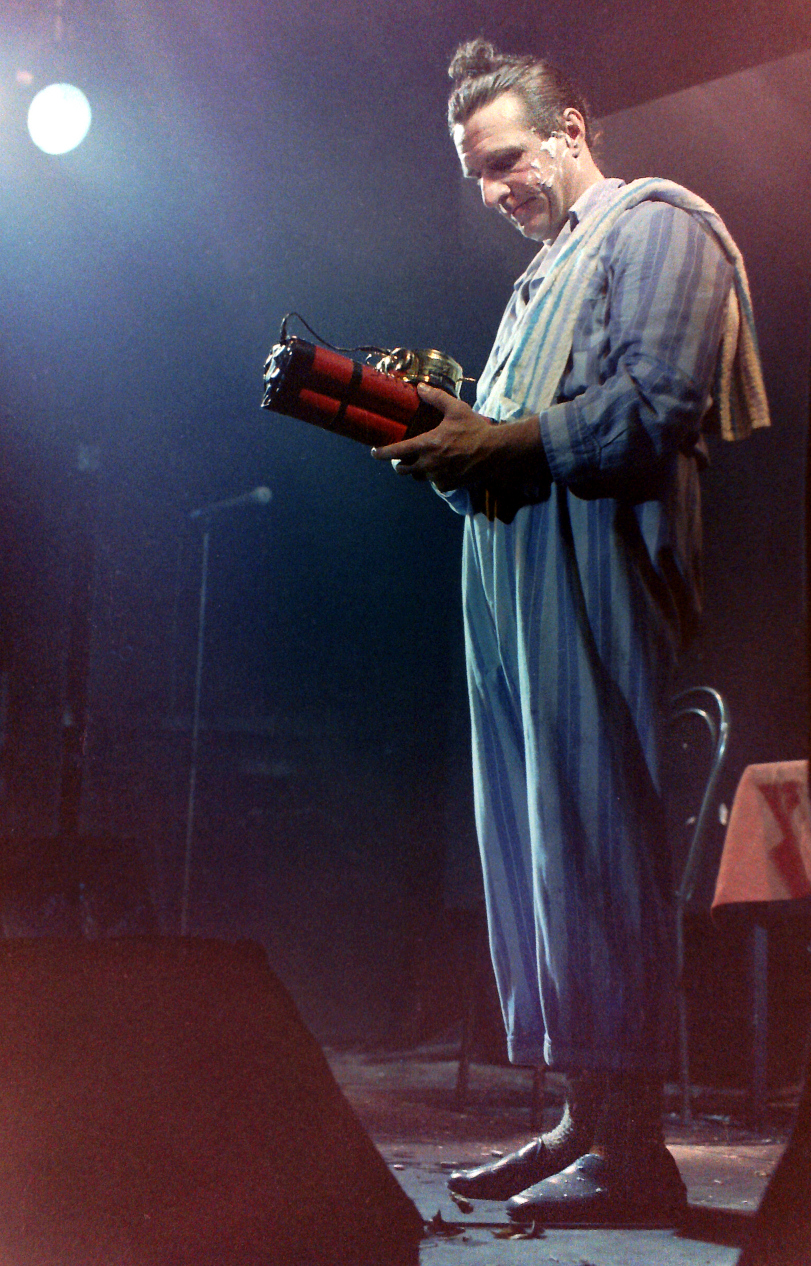
Jango Edwards (1950–2023)

- Edwards, Jennifer (* 1957), US-amerikanische Schauspielerin
- Edwards, Jimmy (* 1929), US-amerikanischer Rockabilly-Musiker und Songschreiber
- Edwards, Joe F. (* 1958), US-amerikanischer Astronaut
- Edwards, Joel (1951–2021), englischer Pastor, Theologe und Autor
- Edwards, John (1748–1837), US-amerikanischer Politiker
- Edwards, John (1781–1850), US-amerikanischer Politiker
- Edwards, John (1786–1843), US-amerikanischer Politiker
- Edwards, John (1805–1894), US-amerikanischer Politiker
- Edwards, John (1904–1959), britischer Politiker, Mitglied des House of Commons
- Edwards, John (* 1943), US-amerikanischer Politiker (Demokratische Partei)
- Edwards, John (* 1953), englischer MusikerJohn Edwards (* 1953)

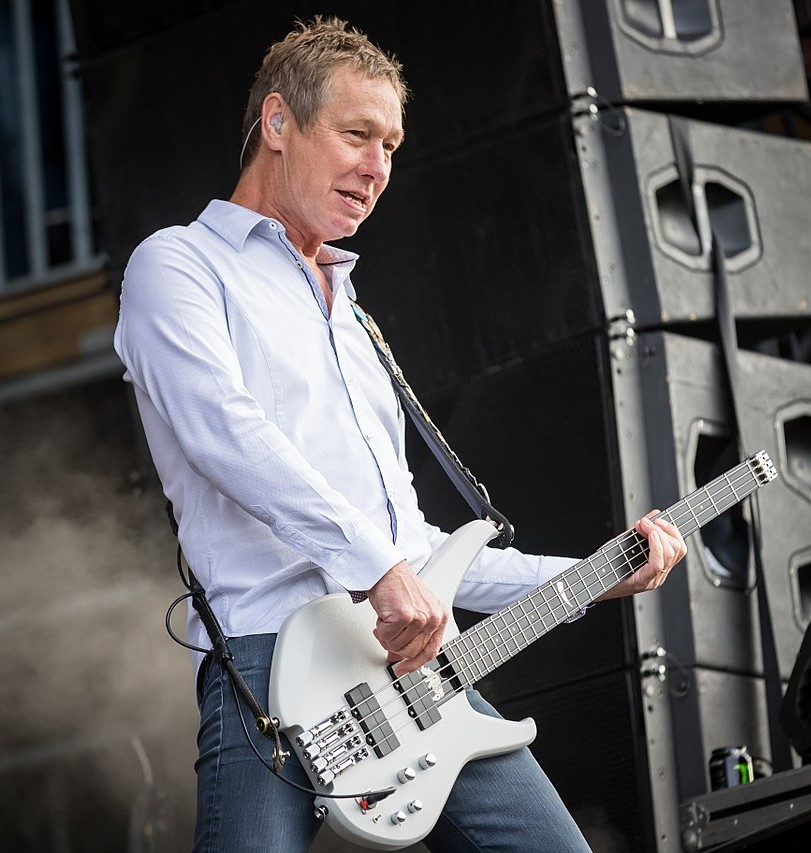
John Edwards (* 1953)

- Edwards, John (* 1953), US-amerikanischer Politiker
- Edwards, John (* 1964), britischer Jazz-Bassist
- Edwards, John (* 1991), US-amerikanischer Rennfahrer
- Edwards, John Bel (* 1966), US-amerikanischer Politiker
- Edwards, John Cummins (1806–1888), US-amerikanischer Jurist und Politiker
- Edwards, John Hilton (1928–2007), britischer Humangenetiker
- Edwards, Johnathan (* 1967), US-amerikanisch-schweizerischer Basketballspieler
- Edwards, Jonathan (1703–1758), amerikanischer Prediger, Missionar und Führer der Erweckungsbewegung des Great Awakening
- Edwards, Jonathan (* 1966), britischer DreispringerJonathan Edwards (* 1966)

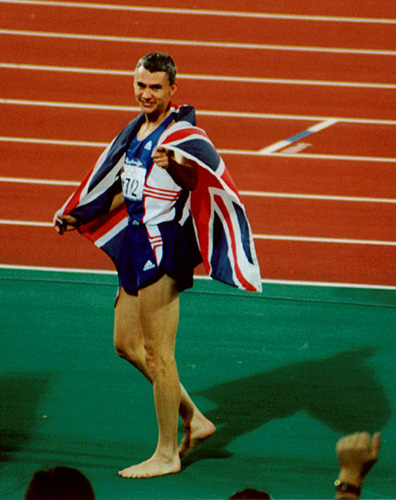
Jonathan Edwards (* 1966)

- Edwards, Jorge (1931–2023), chilenischer Diplomat und Schriftsteller
- Edwards, Josh (* 2000), schottischer Fußballspieler
- Edwards, Julian (1855–1910), englisch-amerikanischer Komponist und Dirigent

###### Edwards, K
- Edwards, Kaela (* 1993), US-amerikanische Leichtathletin
- Edwards, Kathleen (* 1978), anglo-kanadische Musikerin und Sängerin
- Edwards, Kathryn M., Kinderärztin an der Vanderbilt University
- Edwards, Keith (* 1952), walisischer Fußballspieler
- Edwards, Keith (* 1957), englischer Fußballspieler
- Edwards, Kenneth (1886–1952), US-amerikanischer Golfer
- Edwards, Kenneth (* 1985), jamaikanischer Taekwondoin
- Edwards, Kourtney (* 1987), US-amerikanische Volleyballspielerin
- Edwards, Kristie (* 2000), australische Sprinterin

###### Edwards, L
- Edwards, Laila (* 2004), US-amerikanische Eishockeyspielerin
- Edwards, LaVell (1930–2016), amerikanischer Trainer und Spieler im Bereich des College Football

###### Edwards, M
- Edwards, Marc (* 1949), US-amerikanischer Jazzmusiker
- Edwards, Marc (* 1964), US-amerikanischer Bauingenieur
- Edwards, Marc (* 1980), walisischer und chinesischer Fernsehmoderator
- Edwards, Marcus (* 1998), englischer Fußballspieler
- Edwards, Margaret (* 1939), britische Schwimmerin
- Edwards, Maria (* 2003), englische Fußballspielerin
- Edwards, Mark (* 1959), indonesisch-australischer Ordensgeistlicher und römisch-katholischer Bischof von Wagga Wagga
- Edwards, Mary († 1815), englische Astronomin
- Edwards, Matt (* 1982), britischer Zauberkünstler, Stand-up-Comedian und Schauspieler
- Edwards, Maude, schottisch-britische Suffragette
- Edwards, Maury (* 1987), kanadischer Eishockeyspieler
- Edwards, Mena, US-amerikanisches Fotomodell
- Edwards, Michael (* 1938), britisch-französischer Dichter, Romanist, Anglist, Komparatist und Mitglied der Académie française
- Edwards, Michael (* 1944), US-amerikanischer Schauspieler
- Edwards, Michael (* 1963), britischer SkispringerMichael Edwards (* 1963)

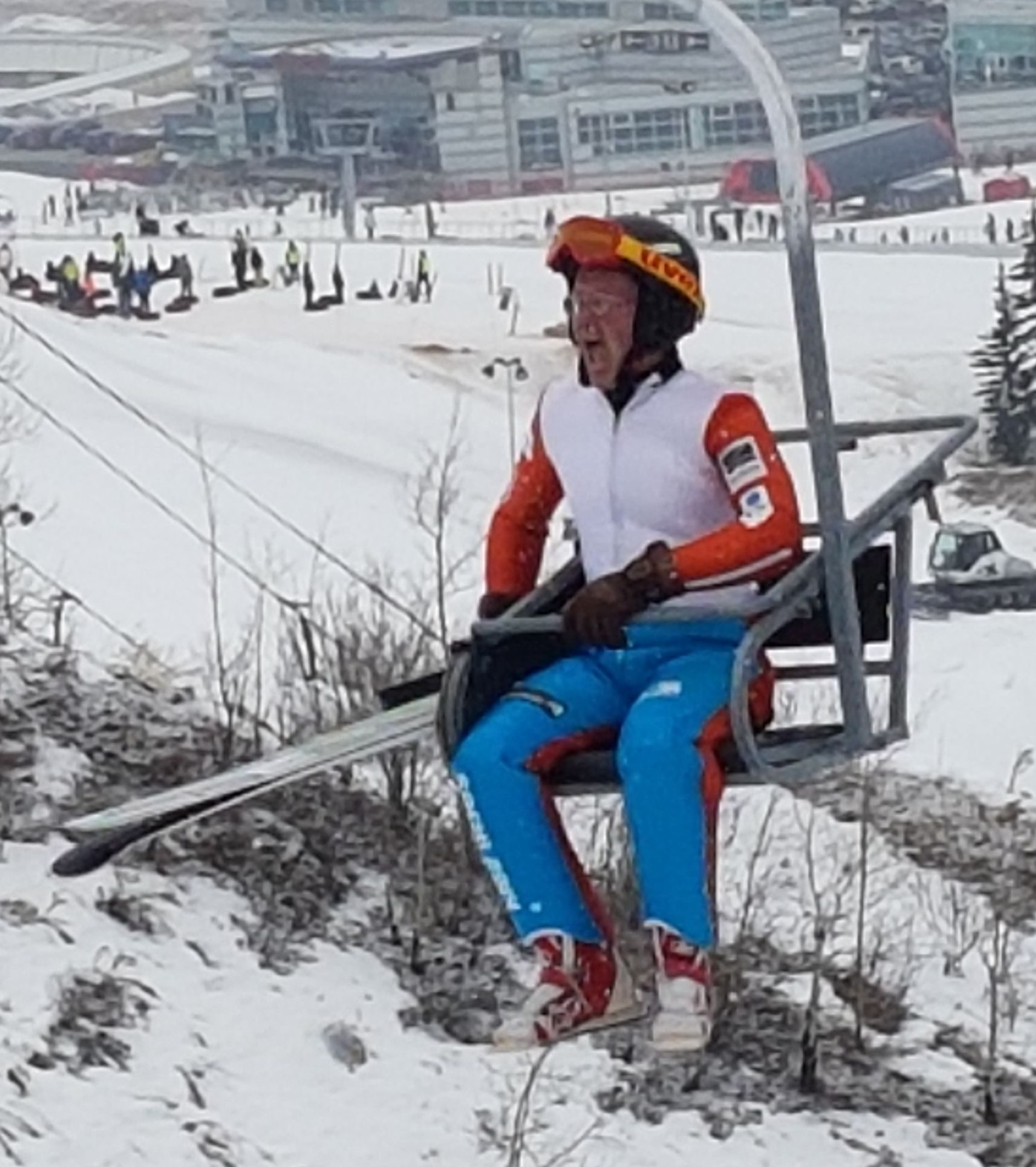
Michael Edwards (* 1963)

- Edwards, Michael Joseph (* 1958), britischer Altphilologe
- Edwards, Michelle (* 1974), südafrikanische Badmintonspielerin
- Edwards, Mickey (* 1937), US-amerikanischer Politiker
- Edwards, Mike (* 1962), britischer Motorradrennfahrer
- Edwards, Mike (* 1990), nigerianischer Hochspringer britischer Herkunft
- Edwards, Mike (* 1996), US-amerikanischer American-Football-Spieler
- Edwards, Monzavous (* 1981), nigerianischer Sprinter US-amerikanischer Herkunft

###### Edwards, N
- Edwards, Nathan, US-amerikanischer Komponist
- Edwards, Ness (1897–1968), britischer Politiker (Labour Party), Mitglied des House of Commons
- Edwards, Neva (* 1931), dominicanische Politikerin
- Edwards, Nicholas, Baron Crickhowell (1934–2018), britischer Politiker, Mitglied des House of Commons
- Edwards, Ninian (1775–1833), US-amerikanischer Politiker

###### Edwards, O
- Edwards, Ollie (* 1985), britisches Model und Motocrossfahrer

###### Edwards, P
- Edwards, Paddi (1931–1999), US-amerikanische Schauspielerin und Synchronsprecherin britischer Abstammung
- Edwards, Paul (1917–2008), US-amerikanischer Jazzmusiker
- Edwards, Paul (1923–2004), US-amerikanischer Philosoph
- Edwards, Paul (* 1947), britischer Autorennfahrer
- Edwards, Paul (* 1959), britischer Kugelstoßer
- Edwards, Penny (1928–1998), amerikanische Schauspielerin
- Edwards, Peter (* 1949), britischer Chemiker und Physiker
- Edwards, Phil (1907–1971), kanadischer Sprinter und Mittelstreckenläufer
- Edwards, Phil (1949–2017), britischer Radrennfahrer
- Edwards, Philip (1923–2015), britischer Shakespeare-Gelehrter und Hochschullehrer
- Edwards, Pierpont (1750–1826), US-amerikanischer Jurist und Politiker

###### Edwards, R
- Edwards, R. Lawrence (* 1953), US-amerikanischer Geologe und Geochemiker
- Edwards, Ralph (1913–2005), US-amerikanischer Radio- und Fernsehmoderator
- Edwards, Randall (* 1961), US-amerikanischer Politiker
- Edwards, Ray (* 1985), US-amerikanischer American-Football-Spieler
- Edwards, Rebecca (* 1993), britische Ruderin
- Edwards, Reign (* 1996), US-amerikanische Filmschauspielerin
- Edwards, Richard († 1566), englischer Komponist und Bühnenautor
- Edwards, Richard S. junior (1885–1956), US-amerikanischer Admiral der US Navy
- Edwards, Richey (* 1967), walisischer Musiker
- Edwards, Rick (* 1979), britischer Hörfunk- und Fernsehmoderator, sowie Journalist und Autor
- Edwards, Rob (* 1982), walisischer Fußballspieler und -trainer
- Edwards, Robert (1925–2013), britischer Physiologe
- Edwards, Robert, US-amerikanischer Jazzmusiker
- Edwards, Robert Duncan (* 1942), US-amerikanischer Mathematiker
- Edwards, Robert Edmund (1926–2000), australischer Mathematiker
- Edwards, Roderick (1909–1987), US-amerikanischer Konteradmiral der United States Coast Guard
- Edwards, Ron, US-amerikanischer Rechtsextremist und Ku-Klux-Klan-Funktionär
- Edwards, Ron (* 1964), US-amerikanischer Spieleautor und -theoretiker und Mitglied in der Szene der freien Rollenspiele
- Edwards, Ronnie Claire (1933–2016), US-amerikanische SchauspielerinRonnie Claire Edwards (1933–2016)

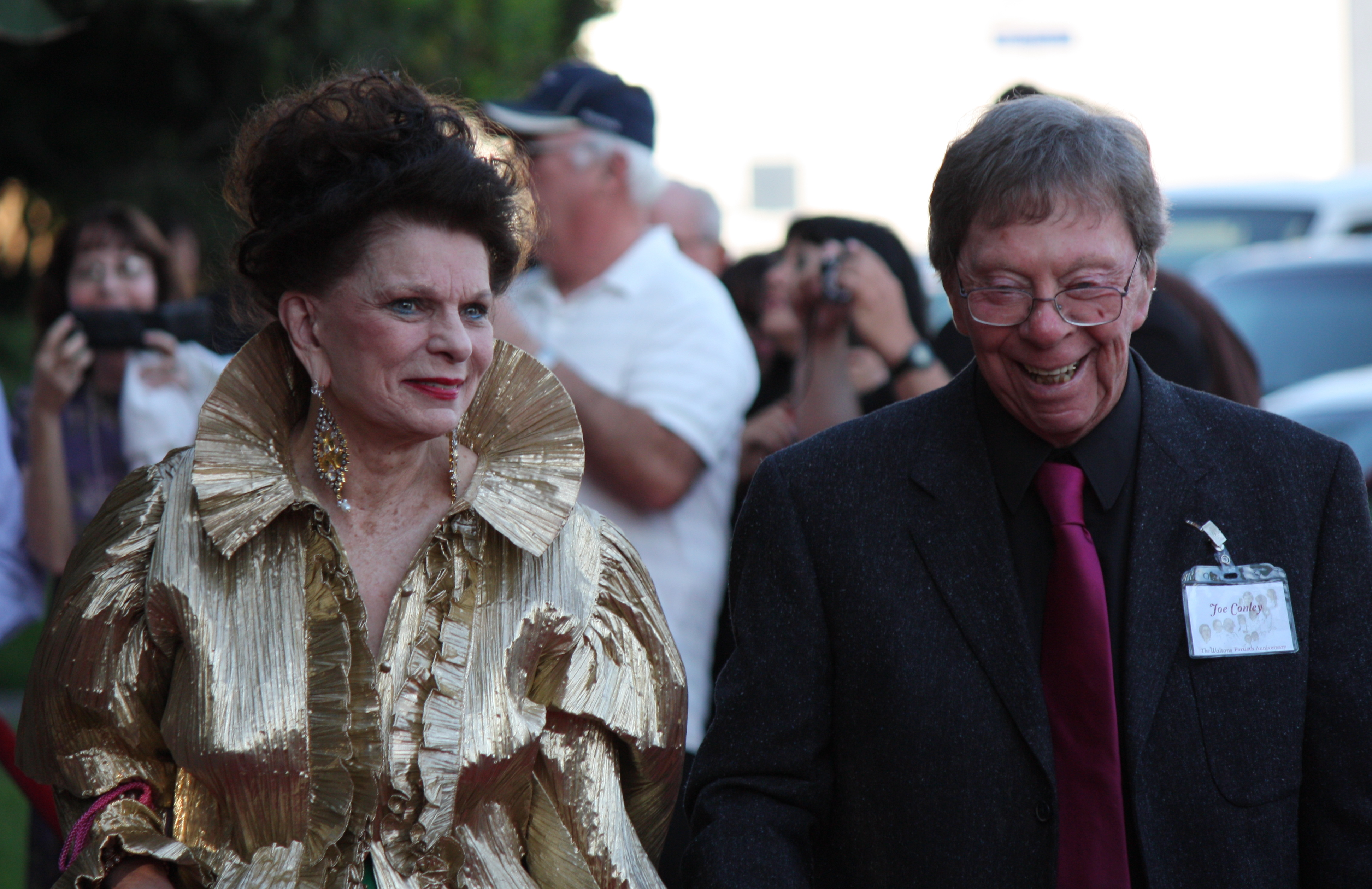
Ronnie Claire Edwards (1933–2016)

- Edwards, Ross (* 1943), australischer Komponist
- Edwards, Roy (1954–2020), US-amerikanischer Politiker
- Edwards, Ruth (* 1993), US-amerikanische Radrennfahrerin
- Edwards, Ryan (* 1993), englischer Fußballspieler
- Edwards, Ryan (* 1993), australischer Fußballspieler

###### Edwards, S
- Edwards, Sam (1928–2015), britischer Physiker
- Edwards, Samuel (1785–1850), US-amerikanischer Politiker
- Edwards, Sarah (* 1988), britische Politikerin
- Edwards, Scott (* 1996), niederländischer Cricketspieler
- Edwards, Sean (1986–2013), britischer Autorennfahrer
- Edwards, Sian (* 1959), britische Musikerin, Dirigentin und Musikdirektorin
- Edwards, Skye (* 1974), britische Pop-MusikerinSkye Edwards (* 1974)

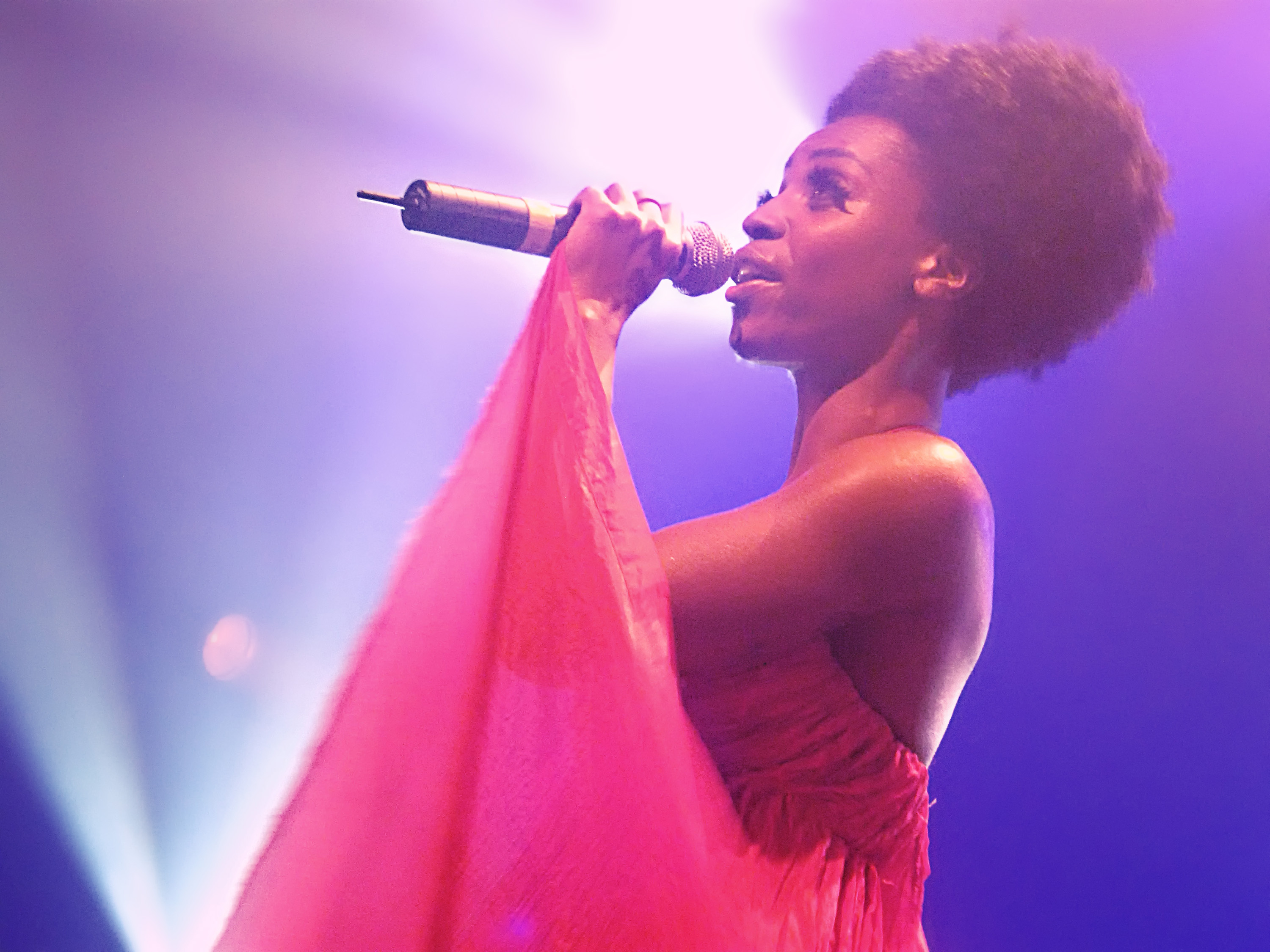
Skye Edwards (* 1974)

- Edwards, Snitz († 1937), US-amerikanischer Schauspieler ungarischer Herkunft
- Edwards, Sophie (* 2000), australische Radrennfahrerin
- Edwards, Stacy (* 1965), US-amerikanische Schauspielerin
- Edwards, Stephen (* 1962), US-amerikanischer Komponist
- Edwards, Steven (* 1991), niederländischer Fußballspieler
- Edwards, Sunny (* 1996), britischer Boxer
- Edwards, Suzanne (1925–2021), US-amerikanische Schwimmerin

###### Edwards, T
- Edwards, Teddy (1924–2003), US-amerikanischer Saxophonist
- Edwards, Teresa (* 1964), US-amerikanische BasketballtrainerinTeresa Edwards (* 1964)

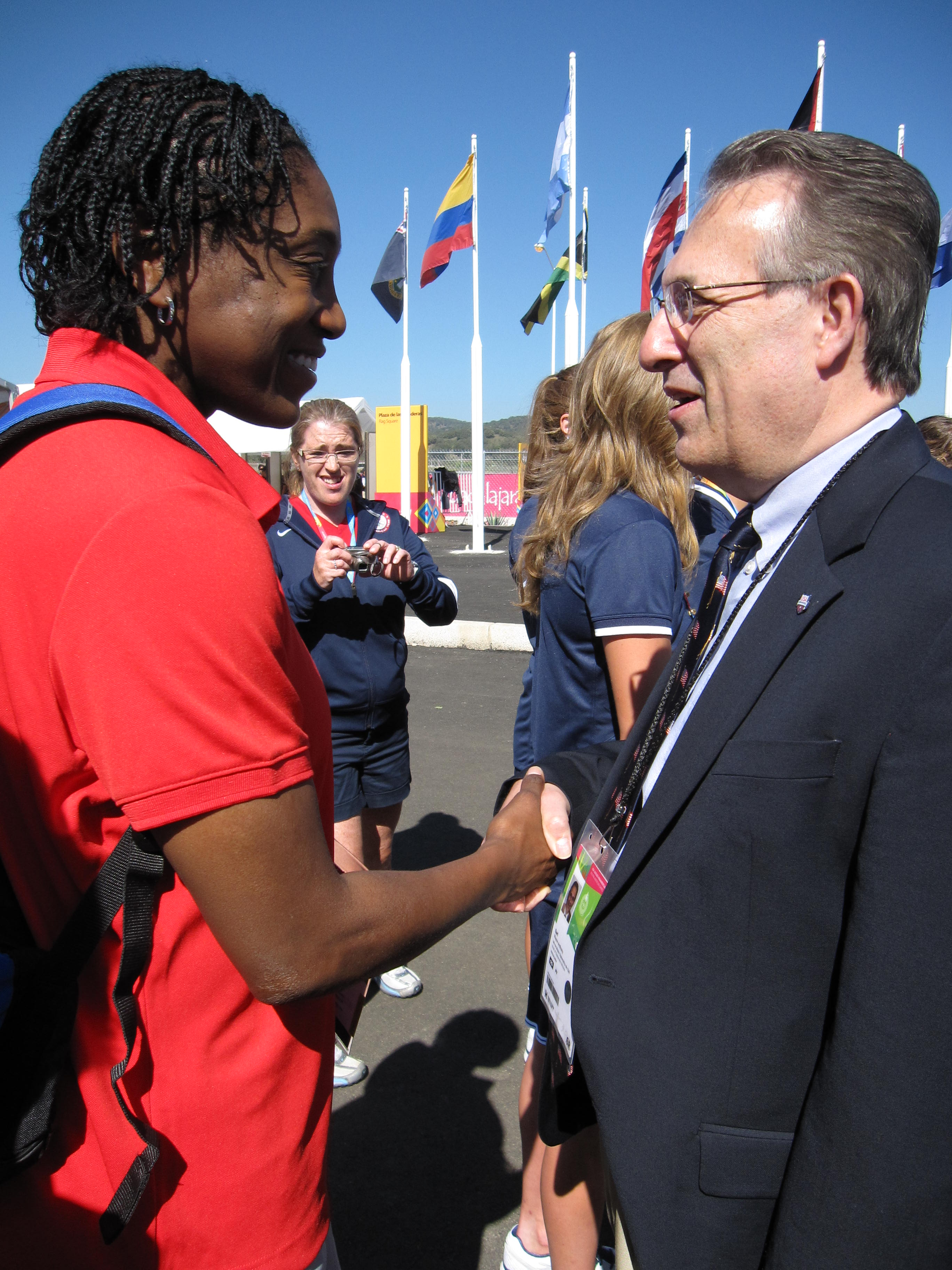
Teresa Edwards (* 1964)

- Edwards, Thomas M. (1795–1875), US-amerikanischer Politiker
- Edwards, Thomas O. (1810–1876), US-amerikanischer Politiker
- Edwards, Tibby (1935–1999), US-amerikanischer Country-Musiker
- Edwards, Tom (* 2001), australischer Motorradrennfahrer
- Edwards, Tommy (1922–1969), US-amerikanischer Sänger und Songwriter von R&B-, Jazz- und Popmusik
- Edwards, Torri (* 1977), US-amerikanische Sprinterin
- Edwards, Tracy (* 1962), britische Yachtseglerin
- Edwards, Trent (* 1983), US-amerikanischer American-Football-Spieler
- Edwards, Trevor (1937–2024), walisischer Fußballspieler
- Edwards, Trisha, Szenenbildnerin
- Edwards, Turk (1907–1973), US-amerikanischer Footballspieler und -trainer

###### Edwards, V
- Edwards, Vince (1928–1996), US-amerikanischer Schauspieler und Regisseur

###### Edwards, W
- Edwards, W. Cary (1944–2010), US-amerikanischer Rechtsanwalt und Politiker der Republikanischen Partei
- Edwards, Walter (1924–2018), englischer Fußballspieler
- Edwards, Weldon Nathaniel (1788–1873), US-amerikanischer Politiker
- Edwards, Wilfred (1889–1950), britischer Schwimmer und Wasserballspieler
- Edwards, William (1719–1789), walisischer Architekt und Geistlicher
- Edwards, William (* 1971), US-amerikanischer Basketballspieler
- Edwards, William Frédéric (1777–1842), französischer Physiologe, Botaniker und Ethnologe
- Edwards, William Henry (1822–1909), amerikanischer Entomologe
- Edwards, William J. (1928–2019), US-amerikanischer Rechtsanwalt und Politiker (Republikanische Partei)
- Edwards, William P. (1835–1900), US-amerikanischer Politiker
- Edwards, Willis (1903–1988), englischer Fußballspieler und -trainer
- Edwards, Wolf (* 1972), kanadischer Komponist

###### Edwards, Z
- Edwards, Zach (* 1998), US-amerikanischer American-Football-Spieler

###### Edwards-H
- Edwards-Helaire, Clyde (* 1999), US-amerikanischer Footballspieler

###### Edwards-P
- Edwards-Pilliet, Blanche (1858–1941), französische Ärztin, Feministin und Sozialreformerin

###### Edwardso
- Edwardson, Åke (* 1953), schwedischer Schriftsteller
- Edwardson, Derek (* 1981), italo-amerikanischer Eishockeyspieler

###### Edwardss
- Edwardsson, Felix (* 1999), schwedischer Basketballspieler

#### Edwi
- Edwige, Béatrice (* 1988), französische Handballspielerin
- Edwige, Éric (* 1945), französischer Fußballspieler
- Edwin († 633), König von Deira bzw. Northumbria
- Edwin N. Lightfoot (1925–2017), US-amerikanischer Chemieingenieur und Professor
- Edwin, Colin (* 1970), australischer Bassist
- Edwin, Delan (* 1996), lucianischer Sprinter
- Edwin, Earl of Mercia († 1071), angelsächsischer Adliger
- Edwin, Jason (* 1981), US-amerikanischer Basketballspieler (Amerikanische Jungferninseln)
- Edwini-Bonsu, Randy (* 1990), ghanaisch-kanadischer Fußballspieler

### Edx
- EDX (* 1976), Schweizer DJ und House-ProduzentEDX (* 1976)

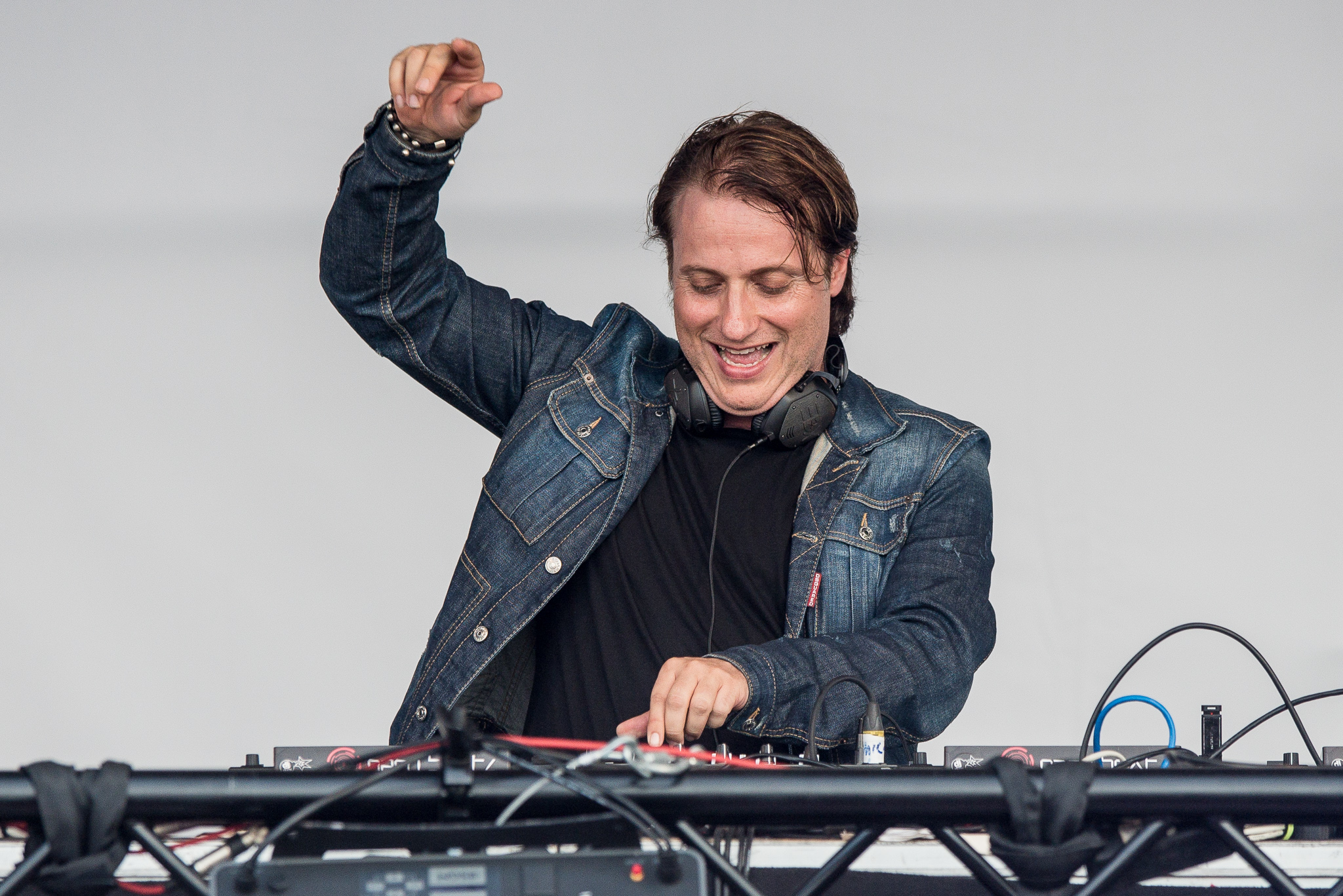
EDX (* 1976)

### Edy
- Edyth Swannesha, Lebensgefährtin Königs Haralds II.
- Edyvean, Walter (1938–2019), US-amerikanischer Geistlicher, römisch-katholischer Weihbischof in Boston

### Edz
- Edzard Cirksena († 1441), ostfriesischer Häuptling zu Greetsiel, Norden, Emden und im Brokmerland
- Edzard Ferdinand (1636–1668), deutscher Adliger
- Edzard I. (1462–1528), Graf von OstfrieslandEdzard I. (1462–1528)

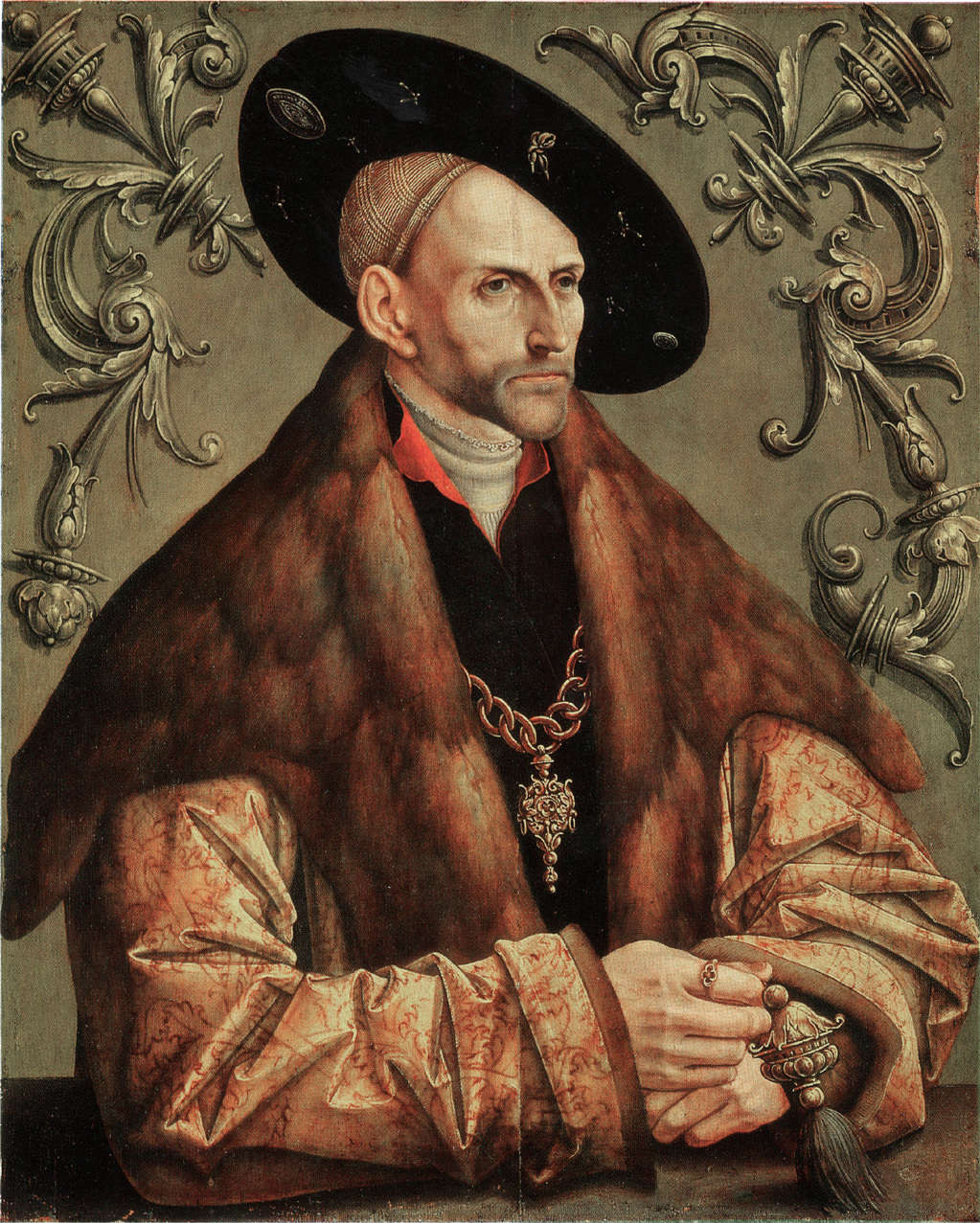
Edzard I. (1462–1528)

- Edzard II. (1532–1599), Graf von Ostfriesland
- Edzard, Christine (* 1945), französische Filmregisseurin, Drehbuchautorin und Kostümbildnerin
- Edzard, Cornelius (1898–1962), deutscher Flugpionier, Atlantikflieger, Fluglehrer und Flughafendirektor
- Edzard, Dietz (1893–1963), deutsch-französischer Maler
- Edzard, Dietz Otto (1930–2004), deutscher Altorientalist
- Edzard, Georg Elieser (1661–1737), deutscher Theologe, Orientalist und Missionar
- Edzard, Kurt (1890–1972), deutscher Bildhauer und Hochschullehrer
- Edzard, Lutz Eberhard (* 1962), deutscher Arabist
- Edzardi, Anton (1849–1882), deutscher Germanist
- Edzardus, Esdras (1629–1708), deutscher Theologe und Judenmissionar
- Edzardus, Sebastian (1672–1736), deutscher Philosoph, lutherischer Streittheologe und Missionar